# Historia del Valencia Club de Fútbol (Siglo XXI)
El Valencia Club de Fútbol S. A. D. es un club de fútbol español de la ciudad de Valencia (Comunidad Valenciana, España). Fue fundado el 18 de marzo de 1919 y juega en la Primera División de España. Disputa los encuentros como local en el Estadio de Mestalla con una capacidad para 48.600 espectadores.
En la clasificación histórica de LaLiga el Valencia CF ocupa el 4.º puesto por detrás de  Real Madrid, FC Barcelona y Atlético de Madrid. Es el quinto club español con más títulos nacionales (15 campeonatos), por detrás de Real Madrid, FC Barcelona, Athletic Club y Atlético de Madrid. Cuenta con 6 títulos de Liga, 8 Copas del Rey una Supercopa de España y un título antecesor de esta última, también cuenta en sus vitrinas con 6 títulos europeos (1 Recopa de Europa, 1 Copa de la UEFA, 2 Copa de Ferias y 2 Supercopa de Europa), siendo el cuarto club español con el mayor número de partidos disputados y victorias en todas las competiciones europeas oficiales.
Está situado en el 25.º puesto de los clubes más ricos del mundo, con 99,3 millones de euros, siendo el 5.º club español en la lista tras Real Madrid CF, FC Barcelona, Atlético de Madrid y Sevilla FC. Tiene 45.000 socios, y más de 500 peñas, Según una encuesta realizada por el CIS en junio de 2007, el Valencia CF es el cuarto club de fútbol en porcentaje en cuanto a simpatizantes en España (3,5%), por detrás de Real Madrid CF (37,9%), FC Barcelona (25,4%), y Atlético de Madrid (6,1%).
Este artículo es continuidad del artículo Historia del Valencia Club de Fútbol, que resume la historia del club en el siglo XX.

## La época dorada (1999 - 2004)

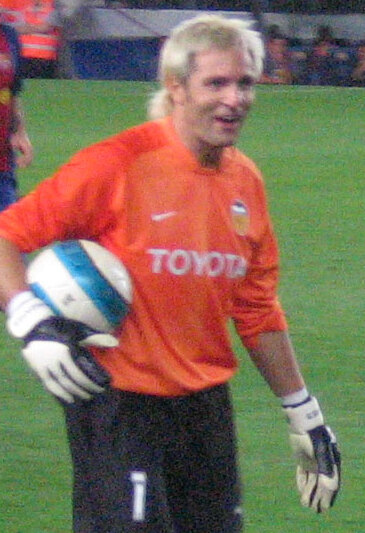
Santiago Cañizares fichó en 1998 por el Valencia y estuvo diez temporadas

La temporada 1998/99, con el logotipo en vertical de Terra Mítica sustituyendo al de Ford en la camiseta valencianista, supuso la consolidación de un equipo acorde con el estilo de solidez defensiva y rápido contragolpe del técnico Claudio Ranieri. 
Los veloces delanteros eran Claudio López, Ilie, Vlaovic y el polivalente Angulo. La defensa se reforzó con jugadores de calidad y que aportaban además mucho trabajo, como Alain Roche y Joachim Björklund, que se sumaban a los Djukic, Carboni, Angloma y Paco Camarasa. El centro del campo, para acompañar a Mendieta, se reforzó con el veterano Luis Milla y el sueco Stefan Schwarz para suplir la marcha de Fernando, y se consolidaron en el primer equipo Farinós y Juanfran García. Pero otro refuerzo importantísimo fue en la portería para suplir con garantías la marcha de Zubizarreta, y el escogido fue Santiago Cañizares que iba a quedar desvinculado del Real Madrid y en el Valencia iba a disponer de la confianza y continuidad que no tenía en el club merengue.

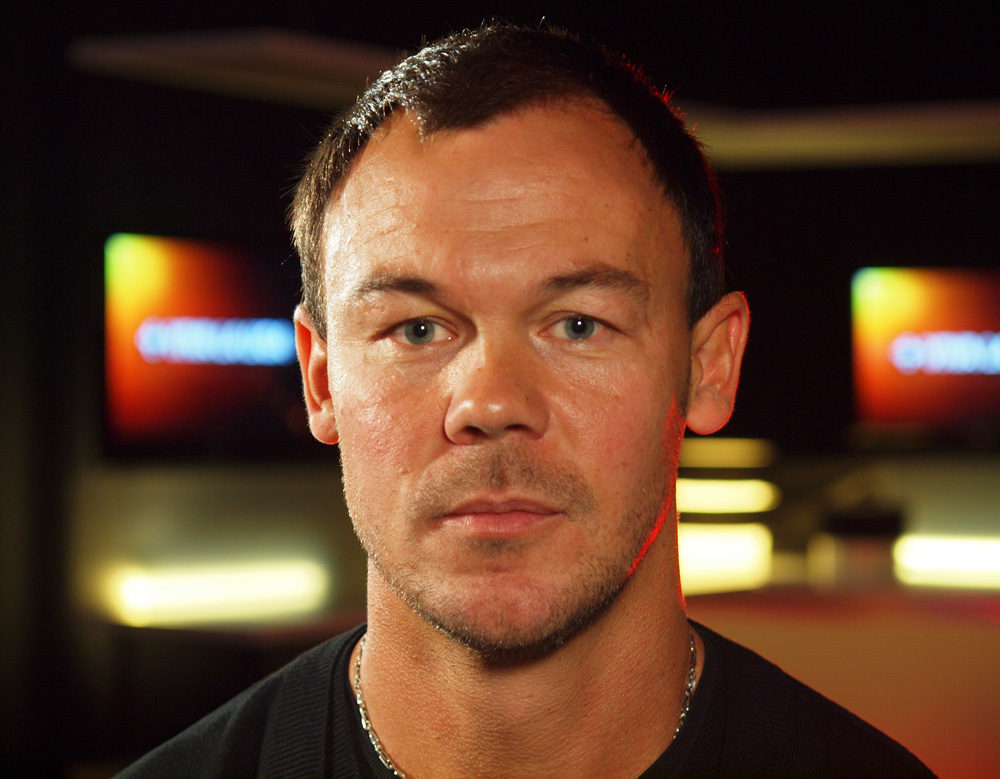
Björklund fichó en 1998 y fue uno de los defensas importantes durante tres temporadas

La temporada empezó con la disputa de la Copa Intertoto 1998 entre julio y agosto, competición oficial que el Valencia se tomó muy en serio porque ganarla daba acceso a jugar la Copa de la UEFA. Disputó dos rondas frente a Shinnik Yaroslavl y Espanyol, y en la final superó al Austria de Salzburgo. El máximo goleador valencianista en esta competición fue, cómo no, Claudio "el Piojo" López con cinco goles.
En septiembre, ya en la UEFA, el rival en primera ronda fue el difícil Steaua de Bucarest. Tras el intenso partido de ida (con victoria valencianista 3-4 en el último minuto), el técnico Ranieri apodó como "dragón" al portero Cañizares, que detuvo un penalti en el partido y estaba haciendo unas excelentes actuaciones. En la vuelta se ganó sin problema 3-0, y en la segunda ronda tocó el poderoso Liverpool FC de Owen, Fowler, McManaman y Berger. En la ida el equipo hizo un trabajo muy serio y logró un empate a cero, y en la vuelta se adelantó con un gol de Claudio López, pero la mala suerte se alió con los valencianistas y las numerosas ocasiones falladas se tradujeron en dos goles visitantes en los últimos diez minutos (McManaman y Berger). Solo quedó tiempo para lamentarse de las ocasiones falladas y para volcarse hacia la portería británica, que al menos encajó un segundo col del Piojo dejando el marcador final en 2-2 pero con el Valencia eliminado. De nuevo Claudio López fue el máximo goleador de la competición para el Valencia con tres tantos.
En la Liga se incorporaba la novedad de que tendrían acceso a la Liga de Campeones los 4 primeros clasificados, en lugar de dos en las dos temporadas anteriores. Arrancó con una de cal y otra de arena, alternando victorias con derrotas. Cuatro derrotas en solo seis jornadas llevaron al equipo al 16.º puesto, pero en las siguientes jornadas se lograron tres goleadas consecutivas: 5-1 al Betis, 1-4 al Zaragoza y 3-0 al Racing. Luego llegó una inseperada derrota por la mínima en Extremadura, pero de nuevo se volvió a la senda de victorias en Mestalla frente al Real Madrid de Hiddink por 3-1 con goles de Angulo y dos de Claudio López, con todo un recital de velocidad del delantero argentino.
Rápidamente el equipo se situó en los puestos europeos, llegando incluso a ser 2.º en cuatro jornadas. La posibilidad de jugar por primera vez en su historia la moderna Liga de Campeones de la UEFA era un gran objetivo, aunque ya disputó la antigua Copa de Europa en 1971. La Copa del Rey emparejó en cuartos de final al Valencia con el potente líder, el FC Barcelona (que además celebraba su centenario) dirigido por el holandés Louis van Gaal, y justo tras eliminarlos venciendo tanto en la ida como en la vuelta, el Valencia volvió a ganar a los culés por tercer partido consecutivo en menos de dos semanas. Ya en el minuto 4, Ilie adelantó a los che en el Camp Nou ante un Ruud Hesp incrédulo ante la facilidad con la que encajaba goles de los delanteros valencianistas. La velocidad y el buen disparo de Claudio López adelantó de nuevo 1-2 y, a pesar del empate barcelonista conseguido a once minutos del final, aún tuvieron tiempo Angulo (82', con una peculiar celebración sacando la lengua) y de nuevo Claudio López (87') para poner el rotundo 2-4 final. Un total de 7 goles marcó el Piojo esta temporada (entre Liga y Copa) al potente campeón de liga, el Barça de Van Gaal. 
A continuación siguieron los buenos resultados, pero la pérdida de puntos frente a rivales teóricamente inferiores hicieron al equipo descender a puestos UEFA (5.º y 6.º). No obstante, en la última jornada, el 20 de junio de 1999 tras haberse clasificado para la final de la Copa del Rey en una inolvidable semifinal goleando al Real Madrid por 6-0, podía lograr el deseado 4.º puesto que daba acceso a la Liga de Campeones. Tenía que vencer en Mestalla al Mallorca de Héctor Cúper, equipo revelación de la temporada que era 2.º de la Liga, y esperar a que el At. Madrid (14.º) venciera a domicilio al otro equipo revelación, el Celta que era 4.º. Y así sucedió, puesto que el Atlético ganó 0-1 en Balaídos con gol de Solari, y el Valencia venció 3-0 al Mallorca con goles de Marcelino (pp), Mendieta e Ilie. 
Al finalizar el partido todo Mestalla celebró la primera clasificación en su historia para la moderna Liga de Campeones de la UEFA, ovacionó al equipo y despidió a un Claudio Ranieri entre lágrimas, con una pancarta que decía "Hasta siempre, general". En liga fue Claudio López, cómo no, el máximo goleador del equipo con 21 goles. Pero aún quedaba la gran final de Copa en Sevilla. Era el inicio de una nueva era para el valencianismo.

### La Copa del 99

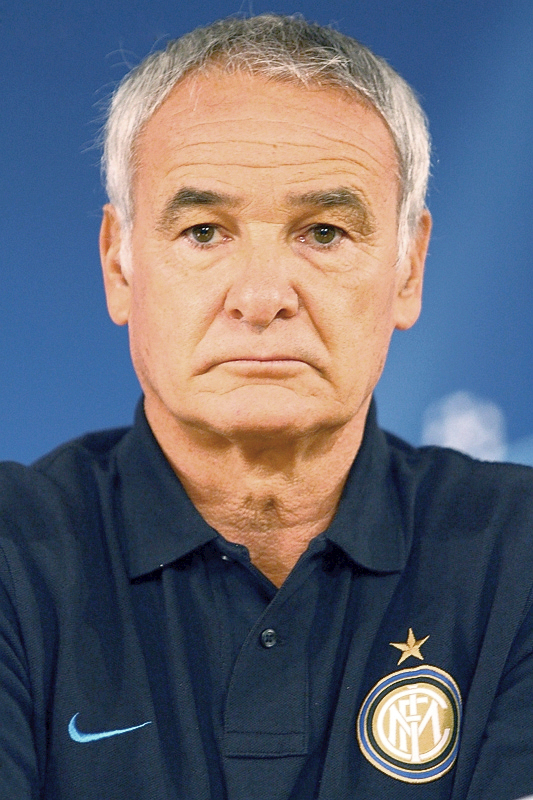
Claudio Ranieri, entrenador del Valencia de 1997 a 1999

Inició la competición de Copa en octavos de final con un derbi contra el Levante UD de Segunda División B, superándolo fácilmente con un 0-3 en la ida con dos goles de Rubén Navarro y uno de Mendieta y un 1-0 en Mestalla con gol de Angloma. 
En cuartos de final el rival fue el poderoso FC Barcelona de Louis van Gaal, que partía como favorito ante la magnífica temporada que llevaba realizando en el año de su centenario. En cambio ahí estaba el mítico Claudio López para hacer de las suyas con el rápido y efectivo contragolpe que usaba el técnico Ranieri como estrategia. En la ida en el Camp Nou dos goles del Piojo remontaron el gol inicial de Kluivert. Rivaldo puso las tablas en el marcador, pero un soberbio golazo de Gaizka Mendieta recordado por todos los aficionados puso el definitivo 2-3 para los valencianistas. El gol fue aplaudido incluso por la grada culé, tras un córner sacado por Ilie que sin dejar caer la pelota Mendieta empalmó un disparo fortísimo que se coló por la escuadra de la portería de Ruud Hesp sin que ni él ni Sergi pudiesen evitarlo. Una semana después, en Mestalla algunos temían una posible remontada barcelonista, pero rápidamente el Valencia encarriló la eliminatoria con un 3-0 al descanso (dos de Claudio López y uno de Angulo). El resultado final sería de 4-3 con un gol más de Mendieta de penalti. 
El Valencia disputaría su segunda semifinal de la década contra un Real Madrid en crisis dirigido por John Benjamin Toshack, y el miércoles 9 de junio de 1999 nunca se olvidará en la memoria valencianista. Fue el partido de ida en Mestalla con un aplastante resultado de 6-0 con goles de Claudio López, Vlaovic, Angulo, dos de Roche y uno final de Mendieta. La grada valencianista se divirtió cantando a los madridistas: "¡Sois San Marino, vosotros sois San Marino!" en referencia a la selección de San Marino que cuatro días antes encajaba un 9-0 de la selección española. El partido de vuelta se convirtió en un trámite que ganó el Real Madrid 2-1, con un gol de Claudio López en el minuto 85 que sellaba el pase valencianista a la final de Copa. 
La final se disputó el sábado 26 de junio de 1999 en el Estadio Olímpico de La Cartuja de Sevilla contra un Atlético de Madrid que hizo una mala temporada pero tuvo un camino más plácido en Copa. Ya en la primera parte se plasmó la clara superioridad valencianista, y en el minuto 23 Claudio López adelantaba al Valencia con un gran remate de bolea a un centro de Mendieta desde dentro del área. Se celebró por todo lo alto, pero solo diez minutos después llegaría una histórica obra de arte en forma del segundo gol valencianista, esta vez anotado por Gaizka Mendieta a centro de Adrian Ilie, controlando el balón con el pecho y haciéndose un autopase de espaldas por encima de los defensores colchoneros quedándose así solo delante de Molina y disparando sin dejar caer el balón al suelo. El gol es recordado como uno de los mejores goles marcados en una final de Copa del Rey. Ya en el segundo tiempo, en el minuto 81, con el Atlético volcado al ataque, un pase en largo de Santiago Cañizares llegó a un velocísimo Claudio López que regateó en la banda derecha a un Molina que salió a la desesperada, y de forma imparable llegó a marcar ante una portería sin portero el definitivo 3-0.
Los 8 goles de Claudio López en Copa, sumados a los 3 en UEFA, los 5 en Intertoto y los 21 en Liga hicieron el total de 37 goles oficiales del delantero argentino esta temporada con el Valencia. La final de Copa supuso también el último partido del técnico Claudio Ranieri, habiendo clasificado al equipo para la Liga de Campeones y habiendo conseguido su sexta Copa tras diecinueve años de sequía. Su próximo destino sería el que fue rival en la final, el Atlético de Madrid. 

### Los piratas del Mediterráneo
La Supercopa de España en 1999 se sumaría al palmarés valencianista, con Héctor Cúper ya en el banquillo, al ganar 1-0 en Mestalla y empatar 3-3 en el Camp Nou al Barcelona, campeón de Liga.
Las dos temporadas de Héctor Cúper en el club valenciano se saldaron con dos subcampeonatos conseguidos de manera consecutiva en 2000 y 2001 en la Liga de Campeones que nuevamente devolvían al club al panorama internacional. Los jugadores valencianistas eran temidos en Europa y fueron conocidos popularmente como Los piratas del Mediterráneo.

#### Primera final de Champions

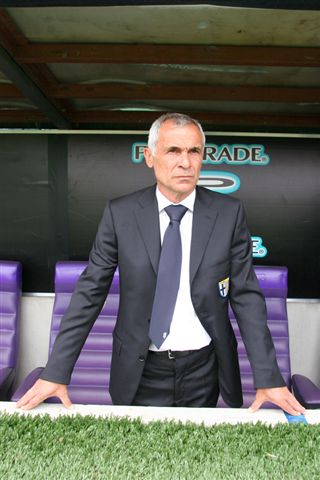
Héctor Cúper, entrenador del Valencia en las dos finales de Liga de Campeones

La temporada 1999/2000 arrancó con el título de la Supercopa de España frente al Barcelona y siguió con un meritorio 3.er puesto en la Liga por detrás de Deportivo de La Coruña y FC Barcelona, pero esta temporada quedará sobre todo en el recuerdo por la primera final de la Liga de Campeones disputada por el club valenciano.
La eliminatoria previa se disputó ante el Hapoel Haifa de Israel, ganando el Valencia 2-0 ambos partidos.
La primera liguilla emparejó al Valencia en el grupo F con el Bayern de Múnich, el PSV Eindhoven y el Glasgow Rangers. El primer partido ante el Glasgow Rangers se ganó 2-0 con un gol en propia meta del defensor Moore y otro de Kily González, el siguiente partido fue en el Philips Stadion ante el PSV se empató 1-1, con un impresionante gol de Claudio López, mismo resultado obtenido en el Olympiastadion de Múnich ante el poderoso Bayern. El 20 de octubre visitó Mestalla el Bayern y, a pesar del buen partido de los valencianistas, solo se pudo empatar nuevamente a uno, con gol de Adrian Ilie. Ante el Rangers en Ibrox Park los jugadores valencianistas ganaron 1-2 con goles de Mendieta y Claudio López, y frente al PSV en Mestalla ganaron 1-0 con nuevo gol del ariete argentino. Finalizó la liguilla invicto (3 victorias y 3 empates) y líder en solitario con 12 puntos, superando así al Bayern que fue segundo con 9 puntos. Todo un éxito para un Valencia debutante en esta competición.
La segunda liguilla el sorteo emparejó al Valencia en el grupo B con el campeón de Europa, Manchester United, la Fiorentina y el Girondins de Burdeos. El primer partido ante el Girondins fue claro para los valencianistas al vencer 3-0, mismo resultado con el que salió derrotado el Valencia de Old Trafford contra el Mánchester en la segunda jornada. El tercer partido, ante la Fiorentina en el Artemio Franchi, supuso otra derrota merced de un penalti inexistente sobre el ex-valencianista Mijatović y que él mismo se encargó de transformar en el 1-0 definitivo. En la vuelta ante la Fiorentina, Mestalla fue un infierno para el ex-valencianista, y el equipo se llevó la victoria por 2-0 (Ilie y Mendieta), tras la anulación de un gol válido de Rui Costa que hubiera podido calificar el conjunto violeta. Ante el Girondins en el Parc Lescure se impusieron los valencianistas por un contundente 1-4, y así el último partido del grupo ante el Mánchester en Mestalla se convirtió en un mero trámite que acabó con empate 0-0 y con el Valencia clasificado como 2.º y el Manchester United como 1.º.
El Valencia se plantaba en cuartos de final ante la Lazio de Roma. En la ida el Valencia aplastó al conjunto italiano por 5-2 con tres goles de Gerard, uno de Angulo y otro de Claudio López. El partido de vuelta fue una intrascendente derrota por la mínima, 1-0, que clasificaba al gran Valencia para la siguiente fase. Las semifinales se jugaron ante el FC Barcelona, que llegó a Mestalla atemorizado pues el conjunto valenciano, y en especial el delantero argentino Claudio López, se había convertido en su bestia negra. El resultado del partido fue una goleada 4-1 para el Valencia, lo que acercaba notablemente al club ché a la primera final de Champions de su historia. La vuelta en el Camp Nou se la llevó el Barça por 2-1, pero no pudo evitar que el Valencia se clasificara para la gran final. El Valencia estaba clasificado para la final de la máxima competición a nivel europeo, que se disputaría en el Stade de France de Saint-Denis, París, y el rival sería el Real Madrid, protagonizando así la primera final entre equipos de un mismo país en la historia de las finales de la Liga de Campeones de la UEFA.
En la final el Valencia llegó sorprendentemente como favorito por su magnífica temporada, la gran eficacia de sus delanteros y su solidez defensiva, todo lo contrario que el Real Madrid, que había finalizado la temporada 5.º en la Liga y por tanto fuera de los puestos de acceso a la Liga de Campeones. El Valencia sin embargo pagó su inexperiencia en estas competiciones y salió derrotado 3-0 con goles de Morientes, McManaman y Raúl en un mal partido del club ché en el que nunca tuvo ninguna opción de hacerse con la victoria, pese a haber demostrado un juego de mayor calidad y efectividad durante toda la competición.

#### Segunda final de Champions
Tal y como ocurrió el año anterior, en la Liga de Campeones 2000/01 el Valencia CF tuvo que superar una ronda previa contra el FC Tirol Innsbruck austríaco. La ida finalizó con 0-0 y la vuelta con 4-1.
En la primera liguilla en el grupo C el Valencia quedó emparejado junto a Olympique de Lyon, Olympiacos y Heerenveen. El Valencia realizó una gran primera fase y logró la clasificación matemática a falta de dos partidos. Venció 2-0 al Olympiacos en Mestalla, 0-1 al Heerenveen en Holanda, 1-0 al Olympique en Mestalla. Se aseguró la clasificación en Lyon el 17 de octubre al ganar 1-2 con goles de Juan Sánchez y Baraja. Pese a la derrota 1-0 en Atenas, el punto conseguido en Mestalla ante el Heerenveen le aseguró el primer puesto.
El sorteo encuadró al Valencia en el Grupo A de la segunda liguilla junto a Manchester United, Sturm Graz y Panathinaikos, equipo donde militaba el querido ex-valencianista Vlaovic. Se clasifició como primero de grupo gracias a 3 victorias y 3 empates, y con los mismos puntos que el Manchester United (12 puntos), pero con mejor gol-average. Una de las victorias se convirtió en la mayor goleada a domicilio conseguida por el Valencia en toda su historia en esta competición, un 0-5 al Sturm Graz.
En los cuartos de final el Valencia CF se enfrentó al Arsenal FC. En la ida en Highbury Park el 4 de abril se adelantó el Valencia con una volea de Ayala, pero remontó el Arsenal con dos goles de Thierry Henry y Ray Parlour. Contra todo pronóstico el Valencia consiguió una agónica victoria gracias a un gran gol de cabeza del noruego John Carew que batió a David Seaman y clasificó al Valencia.
En semifinales esperaba el Leeds United inglés, una de las sorpresas de la competición. El Valencia arrancó un empate a 0 en Elland Road y barrió a su rival en mestalla por 3-0 con dos goles de Juan Sánchez y uno de Gaizka Mendieta en un partido inolvidable.
La final se disputó el 23 de mayo de 2001 en el estadio Giuseppe Meazza de Milán, también conocido como "San Siro", frente al poderoso Bayern de Múnich. Fue uno de los días más tristes del valencianismo. Mendieta adelantaba al Valencia de penalti con el gol más rápido en la historia de las finales de la Liga de Campeones de la UEFA, a los 3 minutos de juego. Poco después el Bayern disponía de otra pena máxima, pero Santiago Cañizares detuvo el lanzamiento de Stefan Effenberg. En la segunda parte por el contrario no falló el Bayern y empató nuevamente de penalti por medio de Effenberg en el minuto 51. Héctor Cúper cambió a Pablo Aimar por David Albelda para forzar la prórroga, donde no hubo ningún gol. El campeón se decidió en la tanda de penaltis, donde todo empezó bien para el Valencia pero tras los fallos de Zlatko Zahovič, de Amedeo Carboni y el definitivo de Mauricio Pellegrino el título fue para el Bayern de Múnich.

### La primera Liga de Benítez

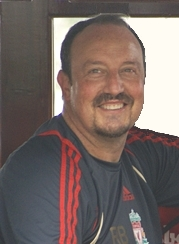
Rafa Benítez, entrenador del Valencia de 2001 a 2004

La temporada 2001/02 arrancó con la venta del ídolo de la afición, Gaizka Mendieta a la Lazio, puesto que el jugador declaró públicamente su deseo de dejar el Valencia. Estuvo el Real Madrid muy interesado en su contratación pero el club prefirió su traspaso a un equipo extranjero. El presidente Pedro Cortés ligó su marcha del Valencia a la venta del jugador insignia durante los últimos años, así que abandonó la presidencia y la dejó en manos de Jaime Ortí. 
El entrenador escogido para dirigir al Valencia fue un casi desconocido hasta el momento, el madrileño Rafael Benítez procedente del CD Tenerife, recién ascendido de la Segunda División. Esto sumado a la tristeza por haber perdido la segunda final consecutiva de la Liga de Campeones, a la no clasificación para dicha competición la temporada anterior, a la plantilla sin grandes estrellas ni jugadores de renombre, y a la marcha de Gaizka Mendieta provocó que muchos miraran el futuro con pesimismo. El capitán del equipo, Santiago Cañizares, en la presentación del equipo prometió públicamente a la afición que "la siguiente final, sea donde sea y sea cuando sea, la ganaremos".
La temporada arrancó de forma muy irregular, con una victoria en Mestalla 1-0 contra el Real Madrid gracias al gol de Miguel Ángel Angulo en el debut de Zinedine Zidane en la Liga española, con muchos empates (8 en las primeras 13 jornadas), con la eliminación de la Copa en octubre ante el Novelda CF de 2.ªB por alineación indebida de cuatro futbolistas extra-comunitarios en los últimos minutos, y sin conocer la derrota en Liga hasta la jornada 14. La irregularidad fue tal que el equipo llegó a deambular por el 7.º, 8.º y 10.º puesto de la clasificación, motivo que hizo que el pesimismo de la afición aflorara. Sin embargo, el partido de la jornada 17 fue totalmente clave para el futuro del equipo y del entrenador Rafa Benítez. El Valencia perdía al descanso 2-0 en el Estadio Olímpico de Montjuic contra el RCD Español y el futuro del entrenador era muy negro, pero en el segundo tiempo dos goles de Rufete y uno de Adrian Ilie remontaron el marcador hasta vencer por 2-3. Desde esta jornada el equipo solo perdería 3 encuentros hasta el final de temporada. 

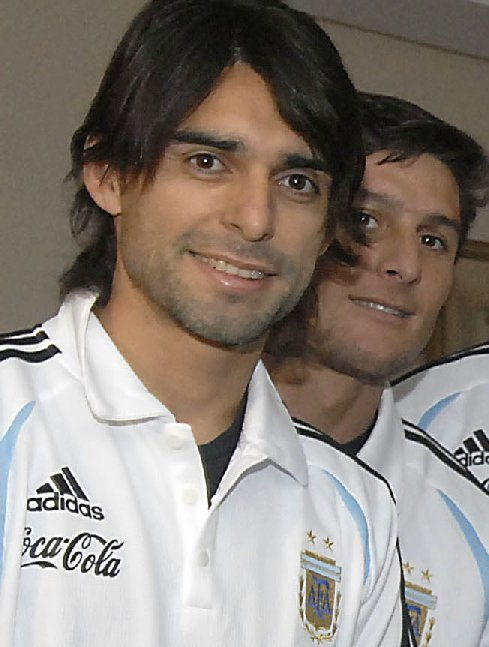
Roberto Fabián Ayala

En la Copa de la UEFA alcanzó los cuartos de final, donde fue eliminado por el Inter de Milán en una igualada y vibrante eliminatoria, en la que terminó defendiendo la portería italiana el ex-valencianista Farinós. En la Liga hubo otro momento clave para la consecución del título. Fue la jornada 36 y de nuevo ante el RCD Español, esta vez en Mestalla. El Valencia necesitaba ganar para seguir con posibilidades de victoria y al descanso el equipo se encontraba con un marcador de 0-1 en contra y con Amedeo Carboni expulsado. La segunda parte fue muy intensa hasta que finalmente en los últimos minutos Rubén Baraja consiguió dos goles casi consecutivos y el estadio se vino abajo con la victoria por 2-1.
En la siguiente jornada, penúltima del campeonato, el Valencia podía conseguir su 5.º título de Liga tras 31 años (la anterior fue en 1970/71). El partido se disputó el 5 de mayo de 2002 en el estadio de La Rosaleda frente al Málaga CF, y ya en el primer tiempo el dominio valencianista se materializó en los goles de cabeza de Roberto Ayala y de tiro cruzado de Fabio Aurélio, que tardó más de 5 minutos en subir al marcador por las constantes consultas del árbitro con sus asistentes. Finalmente el Valencia venció 0-2 y una temporada que empezó con tristeza, dudas y pesimismo terminó con una de las mayores alegrías de la historia del valencianismo. En la última jornada ante el Real Betis se homenajeó en Mestalla a los campeones, y se despidió a uno de los futbolistas más queridos por la afición, el lateral derecho francés Jocelyn Angloma.

### Doblete histórico y mejor club del mundo

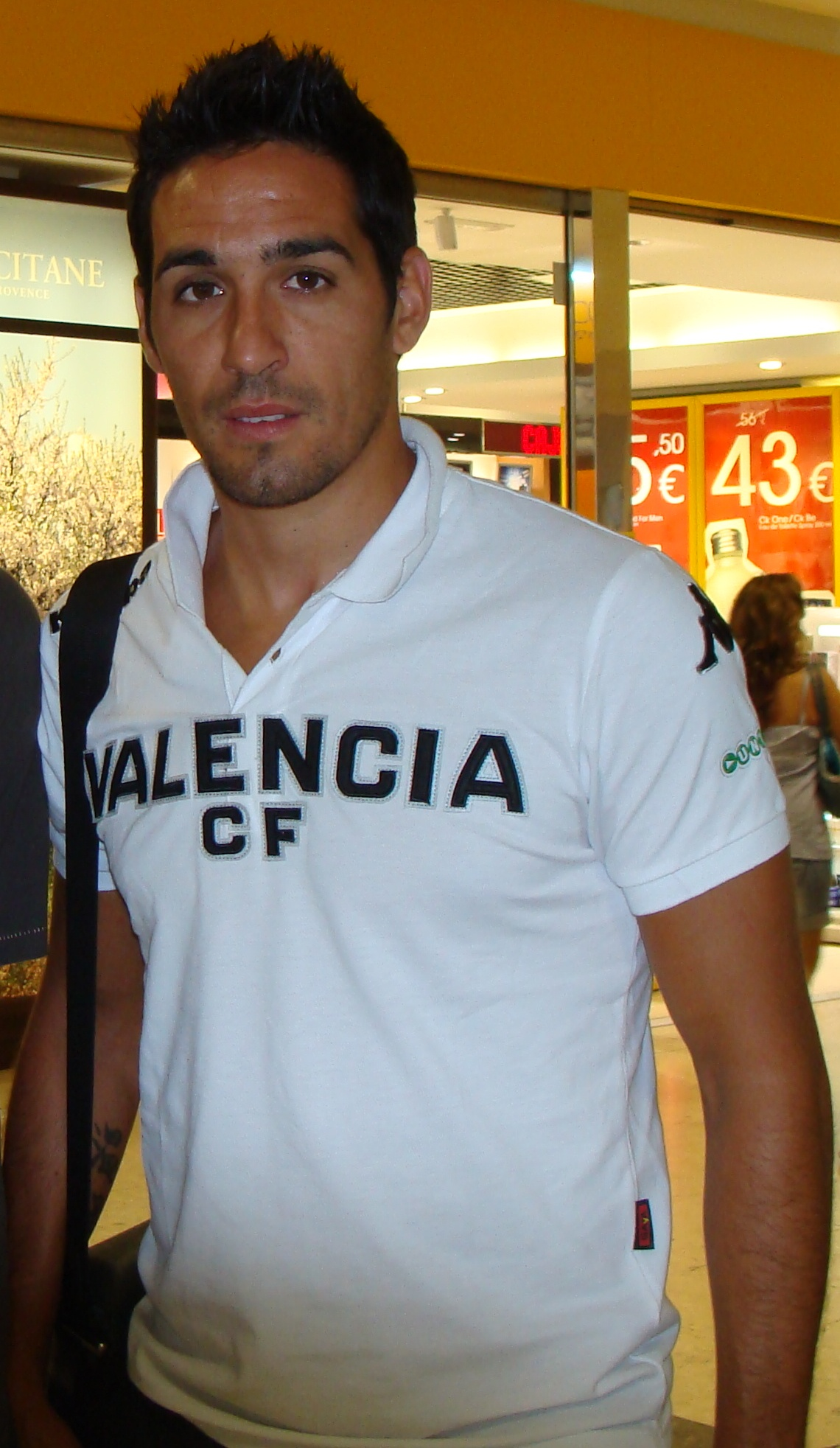
Vicente Rodríguez, autor de un gol decisivo para ganar la Liga en el Pizjuán y otro en la final de la Copa de la UEFA

La temporada 2002/03 fue decepcionante para el Valencia CF: se perdió la Supercopa de España frente al Deportivo de La Coruña, fue eliminado de la Copa por el Alicante CF y de la Liga de Campeones de nuevo por el Inter de Milán, y terminó la Liga en 5.ª posición. No se hizo ninguna incorporación, lo cual no gustó nada a Benítez.
Sin embargo la temporada 2003/04 fue la mejor temporada de la historia del Valencia con la consecución de dos títulos y de un tercero en agosto de 2004. Fue gracias sobre todo a la filosofía de Benítez que consistía en la rotación de jugadores y mantenerlos a todos al máximo nivel de rendimiento. Solo hubo cinco incorporaciones (entre ellas Ricardo Oliveira y Fabián Canobbio) que en general no fueron del agrado del entrenador madrileño, lo que le provocó un fuerte malestar. 
En la Liga se alcanzó ya el primer puesto en la jornada 5 y mantuvo una seguridad y un juego constante a lo largo de todo el campeonato, lo que hizo que se proclamara campeón de su 6.º título de Liga el 9 de mayo de 2004 en la jornada 36 en el estadio Ramón Sánchez Pizjuán frente al Sevilla FC, al que derrotó por 0-2 con goles de Vicente Rodríguez y Rubén Baraja. En la Copa se alcanzaron los cuartos de final, pero el éxito vino en la Copa de la UEFA al conseguir un título europeo que no se lograba desde 1980. Se deshizo en seis eliminatorias de AIK Solna, Maccabi Haifa, Besiktas, Gençlerbirligi, Girondins de Burdeos y Villarreal CF en una igualada semifinal con derbi autonómico que se decidió gracias a un gol de Mista de penalti. La final se disputó el 19 de mayo de 2004 en el estadio Ullevi de Göteborg (Suecia) contra el equipo francés del Olympique de Marsella. El partido se decantó del lado valencianista tras la expulsión del portero Fabien Barthez por cometer un penalti a Mista, que se encargó de materializar Vicente Rodríguez, y ya en el segundo tiempo, el goleador Mista logró el 2-0 definitivo y el histórico doblete valencianista.
Algunos de los futbolistas clave de estos éxitos fueron Pablo Aimar, Vicente Rodríguez, David Albelda, Rubén Baraja, Mista, Xisco, Fábio Aurélio, Curro Torres, Carlos Marchena, Roberto Ayala, Amedeo Carboni, Ricardo Oliveira, Mauricio Pellegrino y Santiago Cañizares. 
El histórico momento valencianista no pudo ser perfecto al anunciar Rafa Benítez su marcha al Liverpool FC al no sentirse valorado por el club y por discrepancias con el director general, Manuel Llorente, pero la cosecha de títulos se completó en verano, el 27 de agosto de 2004 con la Supercopa de Europa contra el campeón de Europa, el Oporto, por 2-1 con goles de Rubén Baraja y Marco Di Vaio, ya con Claudio Ranieri como nuevo entrenador del equipo en su segunda etapa como entrenador valencianista. Se convirtió el Valencia así en el 3.er club español con más títulos europeos conseguidos tras Real Madrid y FC Barcelona, y en el mejor equipo del mundo en 2004 según la IFFHS.

## La era post-Benítez (2004-2007)

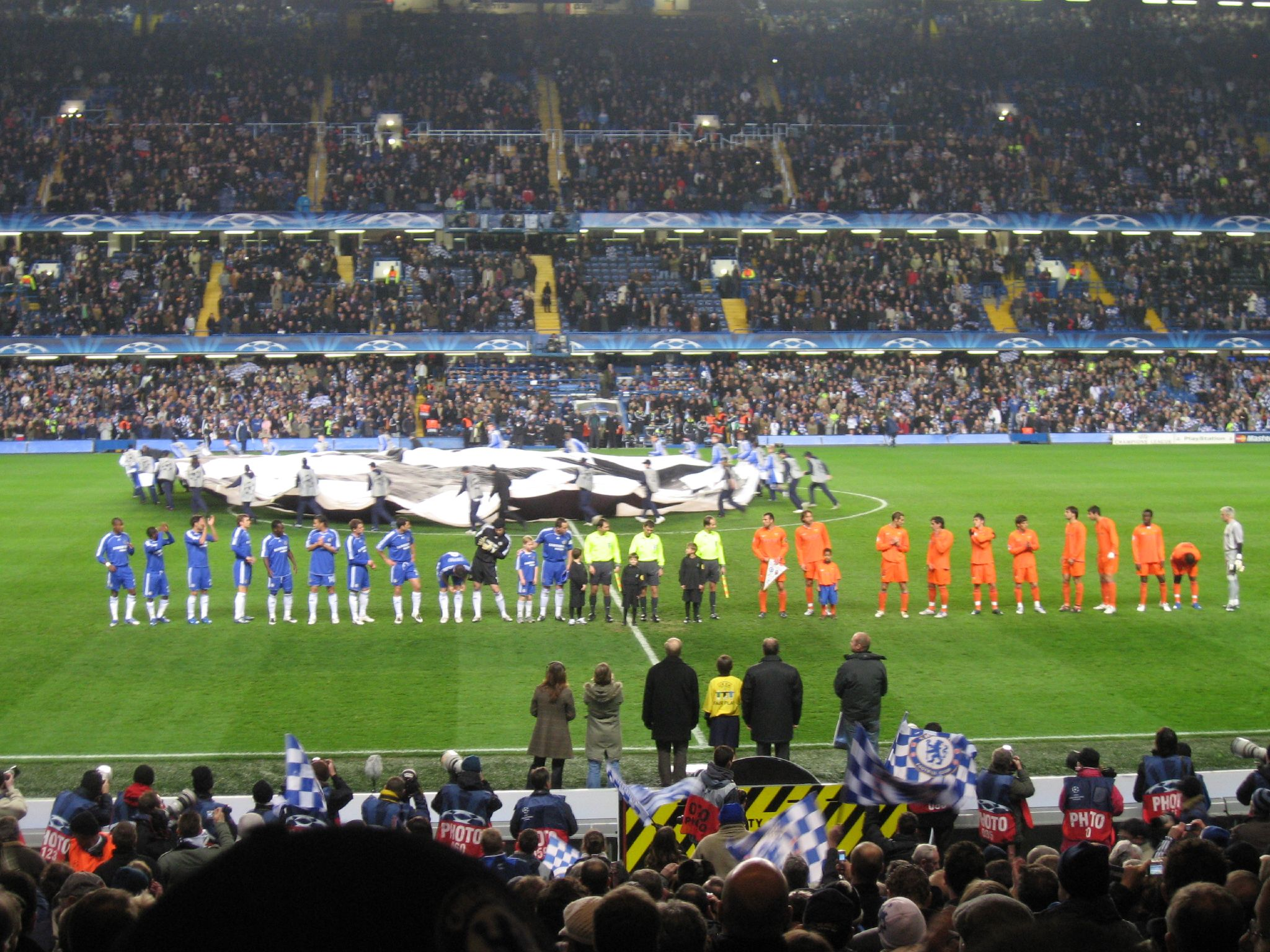
Partido Chelsea-Valencia de la fase de grupos de la Liga de Campeones 2007/08

Con Bautista Soler, empresario valenciano de la construcción, como nuevo máximo accionista de la entidad tras su compra de acciones a Paco Roig y demás accionistas minoritarios con el propósito de alcanzar la calma social del club, el técnico Ranieri incorporó al club a cuatro italianos: Marco Di Vaio, Emiliano Moretti, Stefano Fiore y Bernardo Corradi, los dos últimos llegaron de la SS Lazio como parte del pago por el fichaje de Gaizka Mendieta en 2001. Solo el lateral izquierdo Emiliano Moretti se afianzó en el equipo con el paso de las temporadas. La temporada se inició con la conquista de la Supercopa de Europa el 27 de agosto de 2004 por 2-1 frente al Oporto, y como presidente se mantenía a Jaime Ortí, hasta que el 5 de octubre de 2004 fue presionado para dimitir y hacerse así con la presidencia el nuevo máximo accionista, Juan Soler, que recibió las acciones de su padre, Bautista Soler, pasando a ser así presidente del club y máximo accionista.
Tras un prometedor inicio de temporada 2004/05, con la excepción de la pérdida de la Supercopa de España ante el Real Zaragoza, la campaña de Claudio Ranieri fue cada vez peor, tanto que incluso fue despedido antes de finalizar la temporada y sustituido por Antonio López, el que fuera segundo entrenador con Benítez. El equipo terminó 7.º, fuera de puestos europeos y con pésimas actuaciones en la Liga de Campeones y en la Copa de la UEFA.

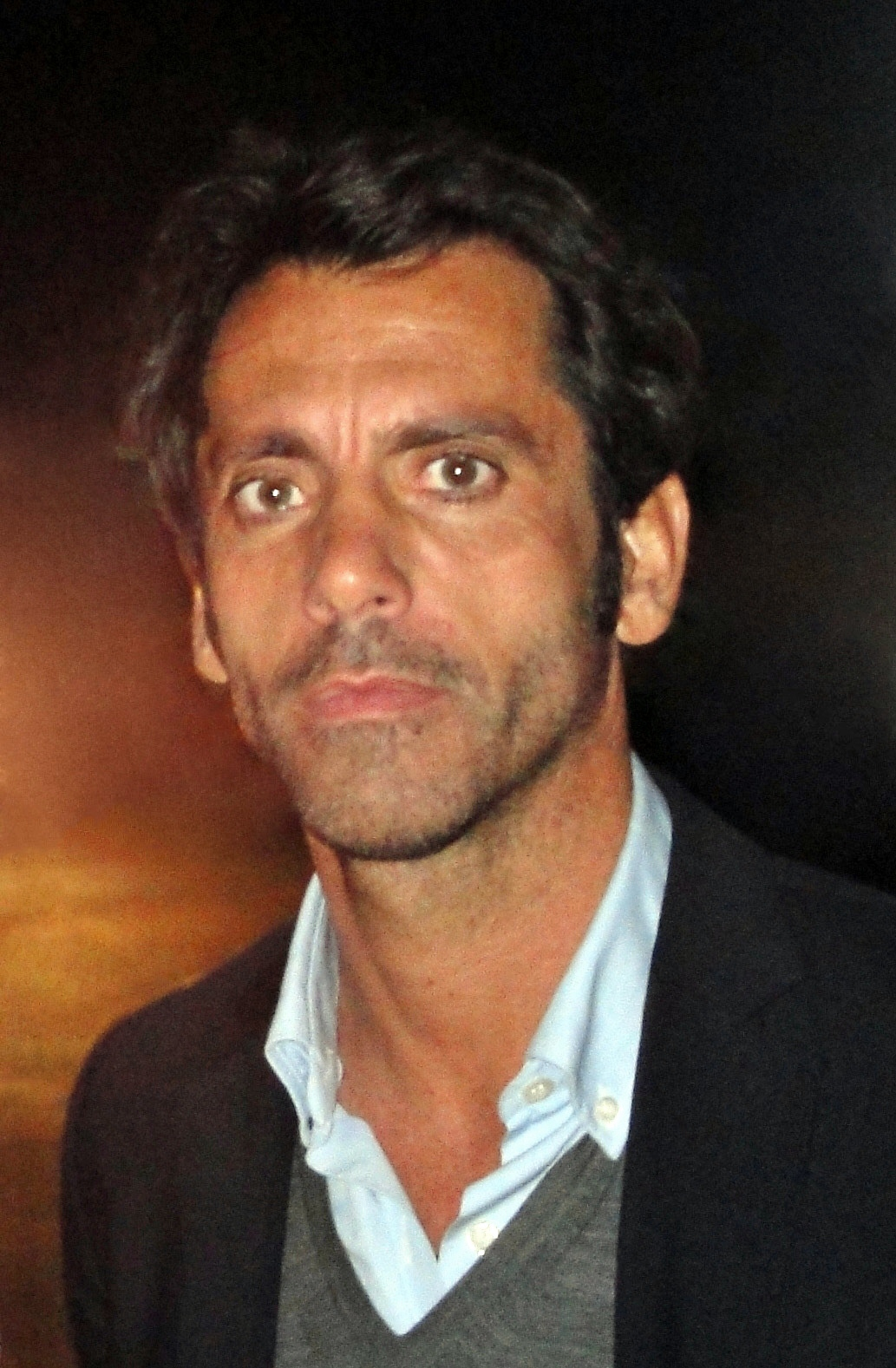
Quique Sánchez Flores, entrenador del Valencia CF entre 2005 y 2007

En verano de 2005 llega Quique Sánchez Flores tras una gran campaña en el Getafe CF, con el fin de tratar de devolver al Valencia a la Liga de Campeones. El club intenta jugar competición europea disputando la Copa Intertoto pero se queda a las puertas de conseguirlo frente al Hamburgo SV. Con el club ya en manos del máximo accionista y presidente, Juan Soler, se incorporan al equipo, gracias al trabajo del director deportivo Javier Subirats, futbolistas como David Villa, Patrick Kluivert, Miguel Brito o Edu. Tras un inicio dubitativo, el equipo logró centrarse en su único objetivo y consiguió quedar 3.º, con Villa como goleador destacado con 25 goles. En el último partido de la temporada, el veterano lateral izquierdo Amedeo Carboni se despidió de Mestalla entre aplausos al retirarse tras 9 temporadas en el Valencia, a la edad de 41 años, 1 mes y 10 días. Pasó a incorporarse como director deportivo.

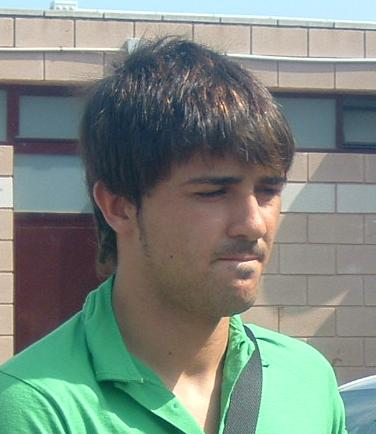
David Villa, delantero del Valencia CF entre 2005 y 2010

En la temporada 2006/07, Juan Soler hace alarde del gran estado económico de sus negocios en la construcción y lleva a cabo fichajes millonarios como el de Joaquín Sánchez, futbolista del Real Betis deseado por los grandes equipos españoles y europeos, que se convirtió en ese momento en el fichaje más caro de la historia del Valencia al costar 25 millones de euros. Incorpora también a futbolistas como Fernando Morientes y Asier del Horno, con una ficha astronómica.
El 10 de noviembre de 2006 es presentado el proyecto del nuevo estadio de Mestalla que se construirá en la Av. Cortes Valencianas del barrio de Benicalap (Valencia). Pero los planes urbanísticos de Soler no quedaban aquí, ya que en septiembre de 2005 pactó con Francisco Tarazona (alcalde de Ribarroja del Turia) y con Rafael Blasco (Consejero de Ordenación del Territorio de la Generalidad Valenciana) la construcción de una nueva y moderna Ciudad Deportiva para el Valencia CF en la partida rural de Porxinos, situada en la localidad de Ribarroja del Turia. Para ello se invirtió en un plan urbanístico (o PAI) de urbanizar 1.651.650 metros de suelo rústico con 3.000 viviendas además de la nueva ciudad deportiva. A través de la empresa Litoral del Este, creada especialmente para esta operación y participada 100% por el Valencia CF, el club invirtió 60 millones de euros en comprar campos de naranjos de la zona con la empresa inmobiliaria madrileña Nozar, y 20 millones en el Ayuntamiento de Ribarroja del Turia para la ejecución del PAI. El propio Soler calificó la operación como un "pelotazo" urbanístico favorable para el Valencia, pero la oposición al alcalde de Ribarroja del Turia y la plataforma vecinal ecologista "Salvem Porxinos" (Salvemos Porchinos) rechazaron la viabilidad y legalidad del plan y lo llevaron ante el Tribunal Superior de Justicia. 
En lo deportivo el equipo consigue el objetivo de volver a la Liga de Campeones al quedar 4.º clasificado, y realiza un buen papel en la Liga de Campeones al superar a AS Roma, Shakhtar Donetsk, Olympiacos FC e Inter de Milán, este último en una disputada eliminatoria cuerpo a cuerpo que terminó con una espectacular pelea al finalizar el encuentro de vuelta en Mestalla que tuvo lugar sobre el césped y en los vestuarios. Una de las conclusiones de la pelea fue la sanción a David Navarro por parte de la UEFA de 7 meses (luego reducida a 6 meses) sin disputar competiciones europeas por su clara y antideportiva agresión a Nicolás Burdisso. Ya en la siguiente ronda, en los cuartos de final el Valencia es superado por el Chelsea inglés, equipo con mayor calidad y superior potencia física.

## La crisis económica y proceso de venta (2007-2014)
El 1 de agosto de 2007 se inician las obras del nuevo estadio, y ese verano el club confirma el cese de Amedeo Carboni como director deportivo tras varias discrepancias con el entrenador Quique Sánchez Flores. La afición se encontraba dividida entre partidarios del italiano o del entrenador. Se contrata a Miguel Ángel Ruiz para ese cargo y se decide la continuidad de Quique Sánchez Flores a pesar de la negativa dinámica interna que estaba llevando el vestuario y de la falta de sintonía entre entrenador y afición. 

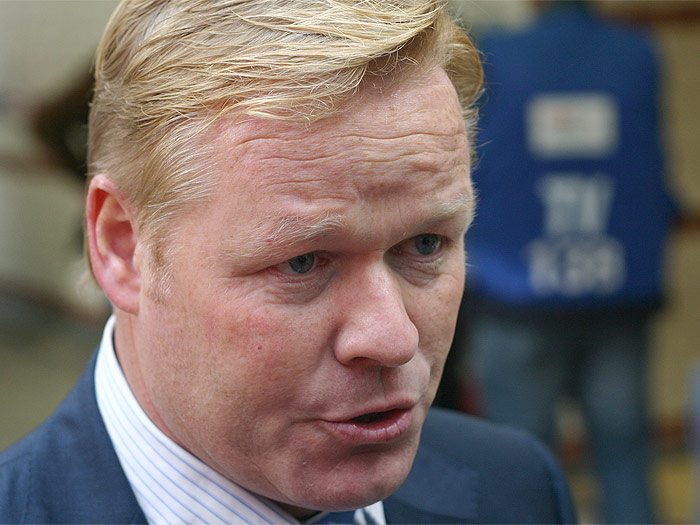
Ronald Koeman, entrenador del Valencia 2007/08

La desastrosa campaña 2007/08 pasó a la historia negra del valencianismo con un final agridulce por la conquista de un título. En octubre, tras la jornada 9, Juan Bautista Soler destituye a Quique Sánchez Flores por una mala racha de juego y algunos resultados negativos en Liga y Liga de Campeones. Es sustituido durante dos partidos por Óscar Fernández, entrenador del filial, hasta que se hace cargo del equipo el holandés Ronald Koeman. El equipo queda por primera vez en su historia último en la fase de grupos de la Liga de Campeones, superado por el modesto Rosenborg noruego. Una de las primeras decisiones del entrenador fue apartar del equipo a tres futbolistas: David Albelda, Santiago Cañizares y Miguel Ángel Angulo. A pesar de ello, el entrenador holandés empieza a contar en el equipo con la joven promesa Juan Mata, futbolista que no contaba en absoluto para el anterior entrenador, Quique Sánchez Flores. El equipo se hunde progresivamente en la Liga, y uno de los capitanes apartados, David Albelda, denuncia al club ante la justicia por entender que no se le permitía desempeñar su trabajo y reclamó una indemnización de 60 millones de euros, la cláusula de rescisión de su contrato. Llevó al presidente Juan Bautista Soler ante los tribunales y estos dieron la razón al club desestimando la demanda presentada por el jugador. El 12 de marzo de 2008 Agustín Morera asumió la presidencia del club tras la renuncia de Juan Bautista Soler, quien seguiría como máximo accionista de la sociedad.

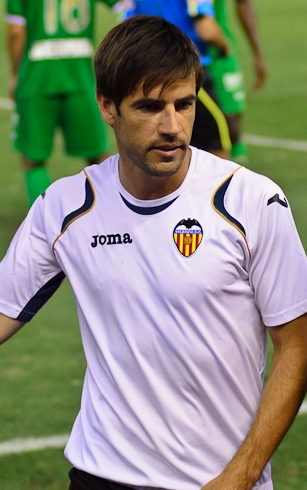
David Albelda, apartado del equipo por Koeman

Pese a los malos resultados en Liga con el equipo cada vez más cerca de los puestos de descenso, el Valencia va superando eliminatorias en la Copa del Rey ante el Real Unión de Irún, el Real Betis, el Atlético de Madrid y el FC Barcelona en semifinales, consiguiendo así disputar la final de la Copa del Rey el 16 de abril de 2008 en el estadio Vicente Calderón contra el Getafe CF. El Valencia logra la su 7.ª Copa al ganar por 3-1 con goles de Juan Mata, Alexis Ruano y Fernando Morientes. Se decide no celebrar la victoria a causa de la delicada situación tanto en Liga como dentro del vestuario.
Cinco días después de la conquista de la Copa del Rey, el 21 de abril de 2008, el Valencia y Ronald Koeman rescinden su contrato tras la abultada derrota en San Mamés por 5-1 ante el Athletic Club y la peligrosa racha de cuatro derrotas consecutivas estando el 15.º clasificado. El equipo pasa a manos de Voro, exfutbolista del Valencia que ocupaba el cargo de delegado del equipo y que disponía de carnet de entrenador. Destituían también a Miguel Ángel Ruiz como director deportivo, un puesto que desaparecía en el nuevo organigrama del club y nombraban a Juan Sánchez como director deportivo. Tras la destitución de Ronald Koeman, el club logra ganar con Voro cuatro de los últimos cinco partidos de Liga, con lo que consigue finalizar 10.º clasificado en la Liga lejos de las posiciones de descenso. 

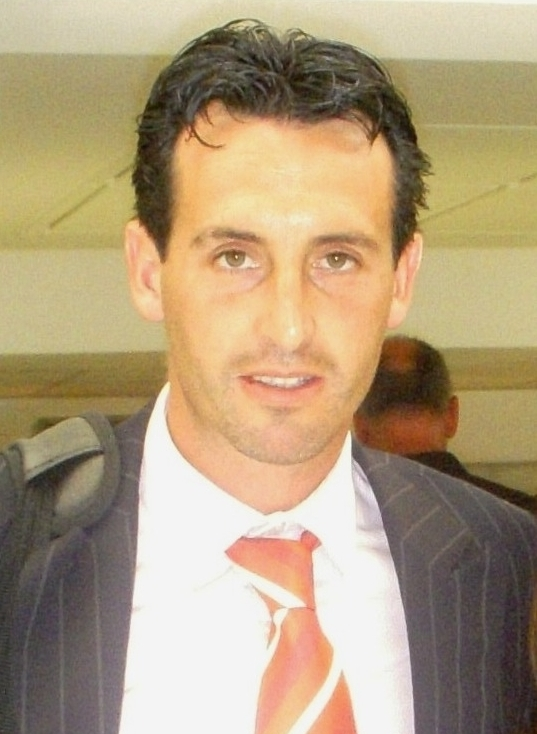
Unai Emery, entrenador del Valencia entre 2008 y 2012

Finalizada la temporada el club anuncia el acuerdo con Unai Emery, entrenador de la UD Almería, para las dos próximas temporadas. La pretemporada del verano 2008 fue muy movida con la entrada de Juan Villalonga como gestor externo y la llegada de Xabier Azkargorta como director deportivo. A las dos semanas, Juan Soler como máximo accionista, destituye a Juan Villalonga por no estar de acuerdo en su idea de la ampliación de capital que este proponía. Tras su destitución, Villalonga ofreció a Soler 76,7 millones de euros por sus acciones, oferta que no aceptó. Finalmente fue el segundo máximo accionista, Vicente Soriano, quien llegó a un acuerdo por el paquete accionarial de Juan Soler, el cual nunca llegó a comprar, y nombró un nuevo consejo de administración en el que estaban, entre otros, Fernando Gómez Colomer como Vicepresidente Deportivo, convirtiéndose en el máximo responsable de la parcela deportiva en sustitución de Juan Sánchez. 
En lo deportivo, Unai Emery afronta sin nuevas incorporaciones la Supercopa de España frente el Real Madrid, campeón de Liga. El Valencia vence 3-2 en el partido de ida en Mestalla pero cae derrotado 4-2 en el Santiago Bernabéu al dejarse remontar por un Real Madrid con dos jugadores expulsados.
Durante la temporada 2008/2009, el club atraviesa una grave crisis económica, y las obras del nuevo estadio se detienen el 17 de febrero de 2009, al no poder hacer frente a los pagos de la empresa constructora, pero el equipo protagoniza el mejor inicio de Liga de su historia al permanecer invicto durante las primeras 8 jornadas, colocándose líder. Tras una irregular temporada, en la que llega a enlazar 6 jornadas consecutivas sin ganar con 5 victorias consecutivas, el equipo finaliza 6.º, en puestos de Europa League y con Villa como máximo goleador español de la Liga con 28 goles. Mientrastanto es eliminado en dieciseisavos de final de la Copa de la UEFA por el Dinamo de Kiev, y en la Copa del Rey cae contra el Sevilla en cuartos de final tras no aprovechar sus ventajas en el marcador y gracias a un gol del equipo andaluz en clamoroso fuera de juego en el partido de ida en Mestalla.

### La ampliación de capital de 2009

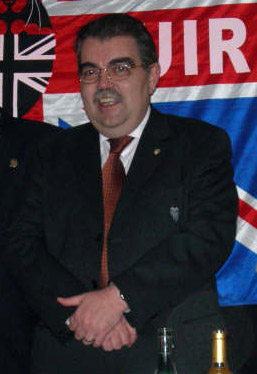
Juan Bautista Soler, presidente y máximo accionista entre 2004 y 2008

El 4 de junio de 2009, tras su incapacidad para encontrar una viabilidad económica para el club y no poder vender las parcelas del suelo del estadio de Mestalla, el presidente Vicente Soriano presenta su dimisión irrevocable. El 5 de junio se nombra como presidente en funciones a Javier Gómez, hasta entonces consejero delegado. El 7 de junio se celebra la Junta General de Accionistas en la que se aprueba una ampliación de capital de 92 millones de euros. Además en esta junta se nombra un nuevo consejo de administración, con Manuel Llorente como presidente de la entidad y con José García Roig como consejero encargado de la ampliación de capital. La designación de Manuel Llorente no fue exenta de cierta controversia al no conocerse en aquel momento quién exactamente lo designaba presidente sin ser miembro del consejo de administración desde su destitución en 2006 por decisión de Juan Soler. Para paliar la grave crisis del club se anuncia que se seguirá un plan de viabilidad y la deuda se cifra en 547 millones de euros.
El 6 de julio, solo un mes después de su dimisión, Vicente Soriano asegura ser el portavoz de la empresa uruguaya Inversiones Dalport que desea hacerse con el 50,3% del accionariado del club y evitar así la ampliación de capital. En la misma rueda de prensa asegura tener 500 millones de euros para acabar con la deuda del club, pero en ningún momento hace efectiva la compra de las acciones. Por otro lado, el logo de la supuesta empresa se encuentra sacado de una página web de dibujos infantiles para colorear. Pasan los días y la empresa uruguaya no hace frente a los pagos de los paquetes accionariales de los máximos accionistas: Juan Soler, Vicente Soriano y Vicente Silla. Pese a los continuos rumores de que de aquí a quince días Inversiones Dalport acudiría a la ampliación para depositar los 46 millones de euros necesarios para mantener su supuesto poder accionarial, nunca se concreta la operación y la ampliación sigue adelante sin esta supuesta empresa.

Bancaja prestó el dinero a la Fundación VCF, con aval de la Generalidad Valenciana, para comprar las acciones no vendidas en la primera fase de la ampliación y convertir así a la Fundación VCF en la máxima accionista del Valencia CF

El 21 de agosto finaliza la primera fase de la ampliación con un importe recaudado de 18.750.000 euros de los 92 millones que en los que estaba aprobada la ampliación. El Valencia lo califica como un éxito rotundo. Inversiones Dalport no acude a la compra de acciones y Juan Soler y Vicente Soriano ven su porcentaje de acciones diluido.
El 22 de agosto se anuncia que la Fundación Valencia CF compra el capital sobrante de la primera ronda de la ampliación, aproximadamente un 72%, gracias a un préstamo de Bancaja avalado por la Generalidad Valenciana a través de su Instituto Valenciano de Finanzas (IVF). Posteriormente ese 1.530.000 de acciones en manos de la Fundación, se anunció que sería puesto a la venta en una siguiente ronda de venta de acciones para devolver la propiedad del club a los valencianistas y así democratizar el club con un mayor reparto de las acciones, pero esa ronda nunca tuvo lugar, por tanto el mayor accionista del club siguió siendo la Fundación Valencia CF gracias al préstamo de Bancaja, avalado por la Generalidad Valenciana, y el presidente de la entidad siguió siendo Manuel Llorente, que al mismo tiempo era uno de los patronos de la Fundación Valencia CF, contratado para un plazo de 5 años con el beneplácito de la entidad bancaria y de las instituciones, y con un salario anual de 360.000 euros.

### El Valencia endeudado

#### Venta de jugadores

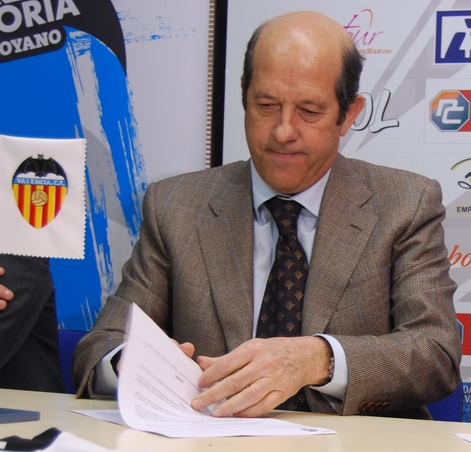
Manuel Llorente, presidente del Valencia desde 2009 a 2013

La temporada 2009/10, ya con Manuel Llorente con plenos poderes sobre el club y con el exfutbolista Fernando Gómez como vicepresidente deportivo, empieza con la venta del defensa valenciano Raúl Albiol al Real Madrid por 15 millones de euros y con unas incorporaciones muy discretas: Bruno, Moyá, Dealbert, Mathieu, Nacho González, y el regreso de futbolistas cedidos como Éver Banega, David Navarro, Jordi Alba y Miku, además de la incorporación en el mercado de invierno del argentino Chori Domínguez.
Es la segunda temporada del entrenador Unai Emery al frente del equipo, y el Valencia logra regresar a la Liga de Campeones tras quedar 3.er clasificado en la Liga, con 8 puntos de ventaja sobre el 4.º clasificado. En la Copa del Rey es eliminado en octavos de final tras dejarse remontar por el Deportivo de La Coruña una eliminatoria que ya tenía en el bolsillo, y alcanza los cuartos de final de la Europa League donde cae eliminado con polémica arbitral por el Atlético de Madrid.

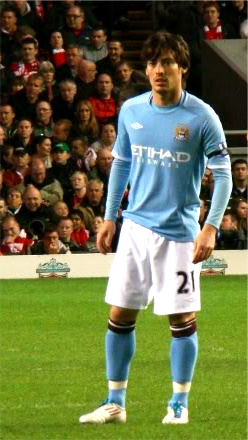
David Silva, traspasado al Manchester City en 2010

Al terminar la temporada y haber cumplido los objetivos, el club renueva por una temporada más al entrenador Unai Emery y se ve obligado a traspasar a las estrellas del equipo David Villa al Barcelona por 40 millones de euros, y David Silva al Manchester City por 33 millones de euros para paliar la delicada situación económica, pero a pesar de perder estos dos grandes jugadores el equipo no se resiente en exceso deportivamente, ni tampoco se reduce la deuda del club con Bancaja sino que se abonan intereses del préstamo. 
Otras decisiones controvertidas del presidente fueron las de no ofrecer la renovación a Rubén Baraja, quien se enteró por la prensa de las intenciones del club de no renovarle tras diez años en el equipo, y la, en principio innecesaria e inesperada, venta de Carlos Marchena al Villarreal tras nueve años del futbolista en el club.

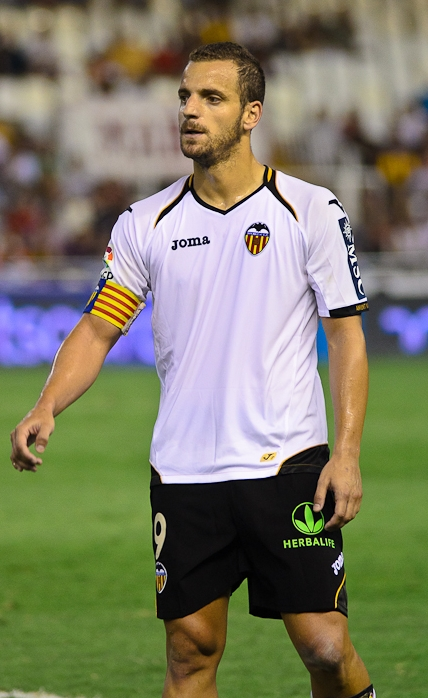
Roberto Soldado, delantero fichado en 2010

Este verano de 2010 el presidente destituye a Fernando Gómez como vicepresidente deportivo aludiendo motivos exclusivamente económicos, motivos que el propio Fernando desmintió. Antes de dejar el club, el exfutbolista dejó atados los fichajes de Feghouli, Topal y Ricardo Costa. El sustituto de Fernando fue un hombre que trajo precisamente él para realizar las funciones de ojeador para la Directoria deportiva del club, el gallego Braulio Vázquez. Mientras el nuevo director deportivo adquiría sus nuevas competencias, el propio presidente Manuel Llorente ficha al delantero valenciano Roberto Soldado pagando 10 millones de euros al Getafe, un nuevo ariete goleador que sería el delantero referencia del equipo durante los siguientes años. Ya con Braulio Vázquez con plenos poderes llegan las contrataciones de Aduriz, Tino Costa, la cesión de Stankevicius, y en invierno la gran operación del delantero brasileño Jonas Gonçalves, por solo 1'2 millones de euros. 
Para esta temporada 2010/11 el entrenador Unai Emery se empeñó en contar con tres porteros en el primer equipo, por tanto el joven portero de la cantera Vicente Guaita, que fue cedido la temporada anterior al Recreativo de Huelva consiguiendo el Trofeo Zamora de portero menos goleado de Segunda División, se quedó en la primera plantilla aunque partiendo como tercer portero. Sin embargo las lesiones de César y de Moyá convirtieron a Guaita en el portero titular y revelación del equipo. 

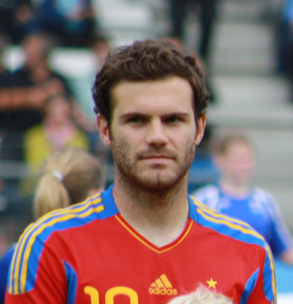
Juan Mata, traspasado al Chelsea FC en 2011

El Valencia volvió a quedar 3.º en la Liga, clasificándose de forma directa para la siguiente edición de la Liga de Campeones y ante la imposibilidad de alcanzar a los dos gigantes Barcelona y Real Madrid cada vez más millonarios gracias a sus contratos de derechos televisivos. El Valencia queda 3.º con 9 puntos de ventaja sobre el 4.º y 13 sobre el 5.º. En la Copa del Rey es eliminado por el Villarreal CF en octavos de final tras nuevamente dejarse remontar un marcador a favor (como en las temporadas anteriores), y en la Liga de Campeones alcanza también los octavos de final, donde es eliminado por el Schalke 04 alemán, equipo que a priori no era superior al Valencia, lo cual produjo una fuerte decepción en el entorno valencianista. Aun así el club renovó a Unai Emery por una temporada más, la que sería su cuarta temporada al frente del equipo, convirtiéndose así en uno de los entrenadores con más temporadas en la historia del club. 

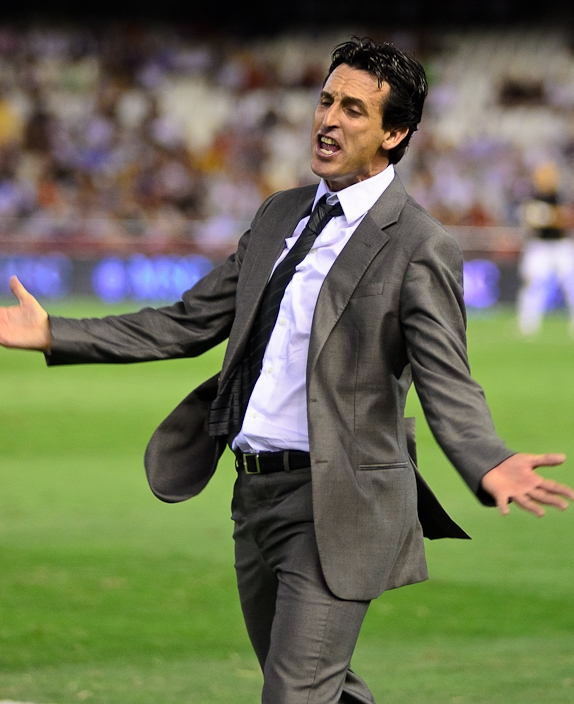
Unai Emery, muy cuestionado a pesar de sus resultados, no fue renovado en verano de 2012

En verano de 2011, ante la dura situación económica, el presidente Manuel Llorente decide vender otro de los jugadores clave del equipo, Juan Mata al Chelsea por 28 millones de euros, a pesar de haber renovado su contrato solo unos meses antes con el Valencia. Otras pérdidas de este verano fueron las de Joaquín por 4 millones de euros, y la del canterano Isco pagando su cláusula de rescisión de solo 6 millones de euros, ambos con destino al Málaga. El caso de Isco indignó especialmente a la afición valencianista por tratarse de un futbolista de gran proyección, formado en la cantera del Valencia, y por no haber sido valorado ni por la directiva, ni por la dirección deportiva, ni por el entrenador, a pesar de los informes favorables de distintos entrenadores de la escuela sobre el jugador. 
El club culmina una temporada 2011/12 con buenos resultados deportivos: es de nuevo 3.º en la Liga, semifinalista en Copa del Rey ante el Barcelona (tras haber superado a Cádiz, Sevilla y Levante) y en la Europa League ante el Atlético de Madrid, tras haber sido eliminado previamente de la fase de grupos de la Liga de Campeones siendo superado por el Bayer Leverkusen.
Pese a los buenos resultados obtenidos, le llovían las críticas al entrenador Unai Emery por el pobre juego mostrado por el equipo en sus cuatro temporadas como entrenador, por la falta de entrega y ambición del equipo en momentos clave de la temporada y frente a rivales de igual o inferior nivel (Sevilla, Villarreal, At. Madrid, Deportivo, Schalke 04, Bayer Leverkusen, etc) y por haber sido eliminado en la fase de grupos de la Liga de Campeones. A ello se le sumó no haber dado una oportunidad y haber dejado escapar a una joven promesa de la cantera como era Isco, y un carácter de escasa autocrítica por parte del técnico. Por estos motivos, y por un supuesto fin de ciclo, el club decidió no renovar el contrato a Unai Emery.

#### Newcoval, Bankia y nuevo estadio
Tras la integración en el año 2010 de Bancaja en Bankia, la abultada deuda valencianista pasó a ser con esta nueva entidad: Bankia.
El 12 de diciembre de 2011, tras casi 3 años de parón en las obras del Nuevo Mestalla (desde el 17 de febrero de 2009), el Valencia CF hizo un comunicado oficial en el que anunciaba, pero no explicaba, un acuerdo (conocido como plan Newcoval) con la entidad Bankia por el cual la deuda del club se reduciría a la mitad y las obras del futuro estadio y la futura ciudad deportiva podrían realizarse.

Bankia, entidad bancaria a la que el Valencia debe mayor cantidad de dinero

Bankia creó su empresa filial Newcoval, formada una mitad por "Bankia Habitat" y otra mitad por el grupo "Aedifica", exclusivamente para desarrollar todo este proyecto. El plan Newcoval, que nunca fue explicado públicamente por Manuel Llorente ni a los accionistas ni al valencianismo en general, consistía en que Newcoval pasaría a ser la propietaria de: (1.º) el suelo del viejo Mestalla, razón por la cual el club tendría que pagar un alquiler anual de alrededor de 14 millones de euros a Newcoval para poder disputar los partidos en casa mientras finalizaban las obras del nuevo estadio, (2.º) la Ciudad Deportiva de Paterna, una vez recalificada por el Ayuntamiento de Paterna para su uso terciario y poder ampliar así el Parque Tecnológico, y (3.º) de la explotación comercial del nuevo estadio. Todo ello iría a manos de Newcoval y por tanto dejaría de ser patrimonio del club, a cambio de que Bankia financiara las obras del futuro estadio y construyera una nueva ciudad deportiva, pero no en la partida de Porchinos como estaba firmado, sino en un suelo propiedad del banco en la localidad de Náquera. 
Tras varios meses de silencio por parte del club sin dar ningún detalle sobre la operación, en mayo de 2012 la entidad Bankia es intervenida por el Estado, lo cual ponía en duda acuerdo anunciado entre el Valencia y la entidad bancaria, pero el club seguía adelante con sus planes según lo pactado, así el 3 de julio de 2012, el presidente Manuel Llorente declaró que el acuerdo con la entidad bancaria seguía en pie y presentó junto a la alcaldesa Rita Barberá un Plan de Actuación Territorial Estratégica llamado "Valencia Dinamiza", a través del cual se agilizarían todos los trámites necesarios para retomar las obras del nuevo estadio en el mes de septiembre u octubre de 2012. Se aseguraba que el estadio estaría terminado a los 22 meses del reinicio de las obras, por lo que en principio en 2014 el Valencia y la ciudad dispondrían de un nuevo estadio.
Pero el 20 de septiembre de 2012, Bankia anuncia que rompe todo este acuerdo unilateralmente y se deshace la empresa Newcoval, destruyendo así todo lo pactado. El motivo de la ruptura es que la entidad bancaria (intervenida y bajo la supervisión de la Unión Europea que impedía al banco aumentar su patrimonio inmobiliario al tenerlo ya muy elevado fruto de los múltiples desahucios de viviendas que tuvieron lugar en España los últimos años) precisa de liquidez y no de bienes inmobiliarios. El presidente Manuel Llorente declara al día siguiente que la operación con Bankia "deja de ser inmobiliaria y pasa a ser sólo financiera", por tanto la solución a la deuda valencianista pasa entonces por negociar una refinanciación a largo plazo de la deuda de 245 millones de euros.

#### De Emery a Pellegrino y Valverde

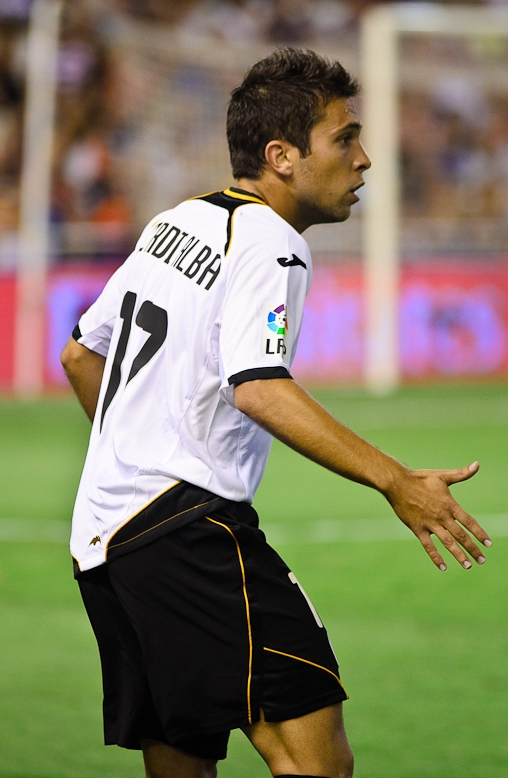
Jordi Alba en el primer equipo del Valencia entre 2009 y 2012

En el verano de 2012 el joven lateral izquierdo Jordi Alba se convirtió en el jugador revelación de la selección española durante la Eurocopa 2012. Debido a que su contrato terminaba en 2013 y al no haberse acordado ninguna renovación de contrato, Manuel Llorente decide su traspasado al Barcelona por 14 millones de euros, siguiendo la tónica del presidente de vender cada verano al futbolista con mayor valor de la plantilla. La venta es discutida entre afición y medios de comunicación puesto que el caché del futbolista se multiplicó durante la celebración de la Eurocopa y se podía haber ingresado mucho más dinero por su traspaso, o bien haber llegado a un acuerdo para la renovación de su contrato. 
Tras barajarse varios entrenadores para sustituir a Unai Emery, como Miroslav Djukic, cuya contratación estaba ya prácticamente hecha por el director deportivo Braulio Vázquez, el presidente Manuel Llorente anunció por sorpresa y por decisión propia, sin informar al consejo de administración, la contratación del exfutbolista y entrenador debutante Mauricio Pellegrino, presentado oficialmente el 5 de junio de 2012. Toda una sorpresa al no disponer el argentino de ninguna experiencia como entrenador, más allá de haber sido ayudante de Rafa Benítez en el Liverpool y el Inter de Milán, y de haber trabajado unos meses con alevines en la escuela deportiva de Paterna. Su contratación no estaba entre las opciones que barajaba el consejo ni el director deportivo, y la afición tampoco entendió esta contratación.

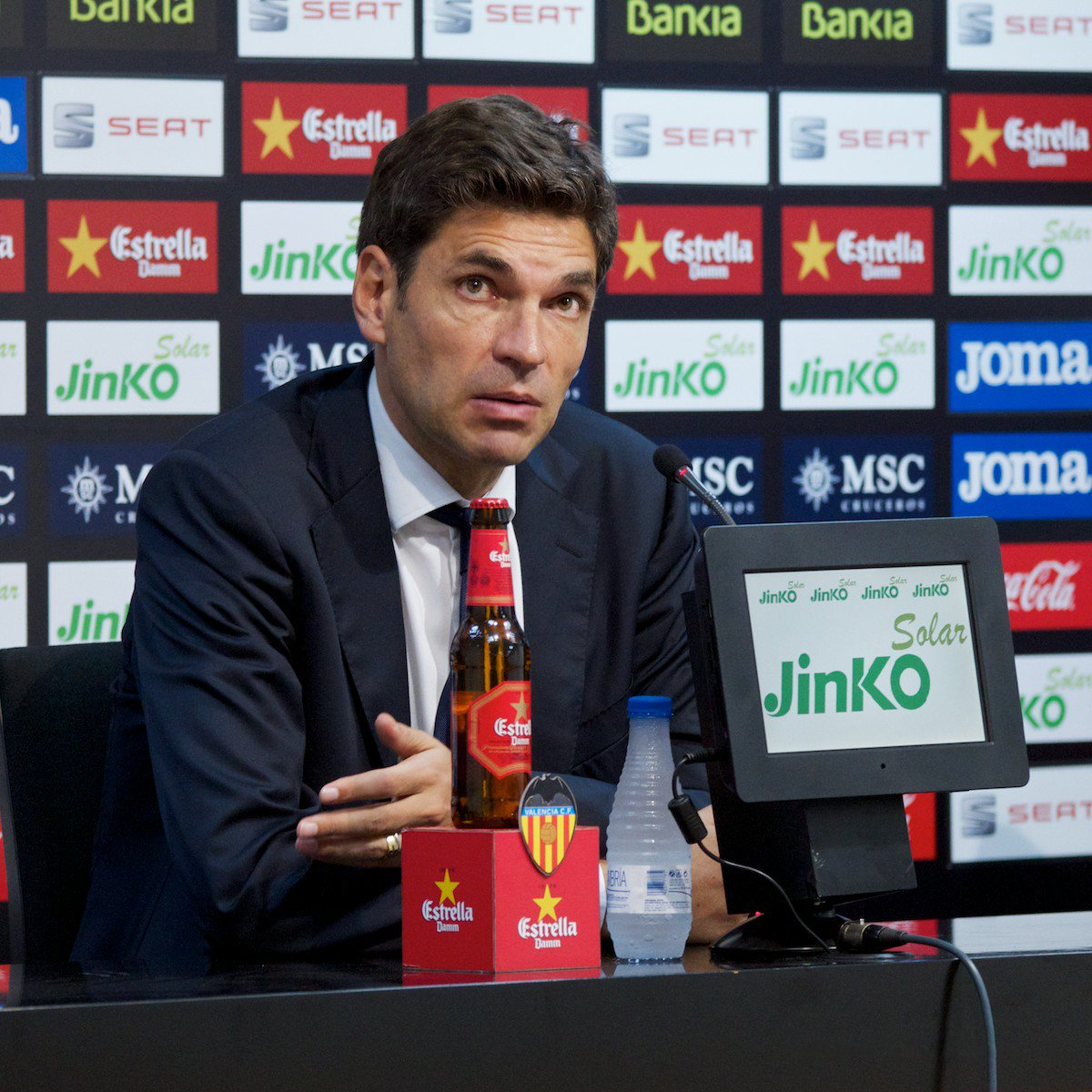
Mauricio Pellegrino, entrenador del Valencia desde el 5 de junio al 1 de diciembre de 2012

La temporada 2012/13 se inició con dudas tanto en el juego como en los resultados, a pesar de haber plantado cara y puesto en serios aprietos a Real Madrid y Barcelona en las primeras jornadas. El equipo deambuló por los puestos medios y bajos de la clasificación, pero con una serie de graves lesiones, como las de Canales, Éver Banega, Piatti, Mathieu, y otras de menor gravedad pero que coincidieron en el inicio de la temporada como las de Rami, Albelda, Gago, y Ricardo Costa. Una vez superadas varias de estas lesiones el equipo no mejoró en su juego y se mantuvo en los puestos medios y bajos de la clasificación. Por otra parte en la Liga de Campeones se clasificó para los octavos de final al hacer en la fase de grupos los mismos números que el Bayern de Múnich, haciendo además un épico partido frente a los alemanes en Mestalla donde se empató 1-1 pero el Valencia estuvo cerca de ganar jugando con un hombre menos.
En la Liga el equipo contaba por derrotas casi todos sus encuentros a domicilio, ofreciendo una muy mala imagen, y en casa la imagen no mejoraba excesivamente pero se conseguían victorias. Dos partidos desastrosos consecutivos en las jornadas 13.ª y 14.ª, primero una derrota frente al Málaga por 4-0 y a continuación otra derrota frente a la Real Sociedad por 2-5, provocaron una sonora protesta de todo Mestalla contra su presidente Manuel Llorente y contra los futbolistas por semejante ridículo de temporada que estaban haciendo, y esa misma noche del 1 de diciembre de 2012 se reunió el consejo de administración en el estadio y el presidente anunció la destitución del entrenador Mauricio Pellegrino, cuando las críticas no iban dirigidas hacia el entrenador sino hacia el consejo de administración presidido por Llorente y hacia los futbolistas por su lamentable actitud. 

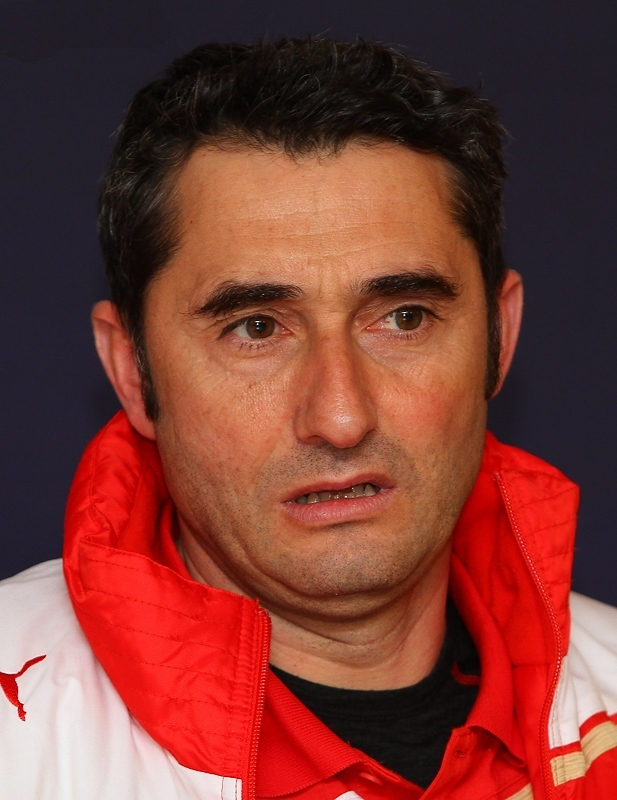
Ernesto Valverde, entrenador del Valencia del 3 de diciembre de 2012 al 1 de junio de 2013

Este hecho provocó un fuerte conflicto dentro del consejo de administración del club, puesto que algunos consejeros pensaban que el argentino estaba contratado por una temporada más otra opcional por objetivos, pero realmente estaba contratado para dos temporadas, por tanto el finiquito que había que pagarle era mucho mayor. Hubo enfrentamientos en el consejo con Llorente por este motivo y la imagen del presidente resultó muy dañada, tanto por el finiquito de Pellegrino como por destituir al entrenador que él mismo contrató, sin plantearse dimitir.
El lunes 3 de diciembre de 2012 fue presentado el nuevo entrenador, Ernesto Valverde, contratado por lo que restaba de temporada, hasta junio de 2013. Esta vez la decisión sí fue tomada por el director deportivo Braulio Vázquez. Voro, delegado del equipo, dirigió al Valencia en el encuentro de Liga de Campeones del 5 de diciembre frente al Lille, en la que fue su segunda etapa al frente del equipo, aunque de forma interina. Valverde tuvo que lidiar con un vestuario dividido en el que no brillaba el buen ambiente entre futbolistas españoles, argentinos, franceses y portugueses. La experiencia del entrenador en vestuarios con muchas nacionalidades (como el de Olympiacos FC) le hizo empezar con muy buen pie y el equipo consiguió encadenar victorias que lo llevaron a alcanzar el 5.º puesto. 
En las últimas jornadas del campeonato el Valencia se encontraba en la pelea por conseguir la 4.ª posición, en poder de la Real Sociedad, para poder disputar la fase previa de la Liga de Campeones. El club ofreció a Valverde la renovación de contrato por una temporada más con opción a una segunda por la mejora del juego y resultados del equipo, pero el entrenador prefirió esperar a finalizar la temporada para tomar una decisión. 
Antes de la penúltima jornada, el viernes 24 de mayo de 2013, fallecía una leyenda del club y de la selección española, Antonio Puchades, a los 87 años de edad en su ciudad natal de Sueca. El club le rindió un homenaje esa jornada en Mestalla en el encuentro del domingo 26 de mayo frente al Granada CF. 
En la última jornada el equipo cayó derrotado ante el Sevilla en el Sánchez Pizjuán por 4-3 tras un escandaloso arbitraje de Clos Gómez, con tres penaltis no señalados favorables al Valencia y una expulsión injustificada de Jonas, así que finalmente terminó 5.º clasificado para disputar la Europa League. Tras el partido Valverde anunció que no aceptaba la oferta de renovación por la inestabilidad social del club, aunque varios medios de comunicación ya filtraron la noticia de que el entrenador anunció su decisión a los jugadores antes de iniciarse el partido. Valverde ni siquiera quiso escuchar el nuevo proyecto deportivo, en el que el nuevo presidente, Amadeo Salvo, sí contaba con él.

#### Fundación VCF y Generalidad Valenciana
La Fundación VCF siguió siendo el máximo accionista del Valencia CF sin haber sacado a la venta sus acciones, cosa que prometió durante la ampliación de capital de 2009 para democratizar el club, y sigue con el 72% de las acciones en su poder desde dicha ampliación. 
La Fundación debió haber pagado antes del 27 de noviembre de 2012 el primer pago de los intereses del crédito concedido en 2009 por Bancaja (hoy Bankia) para comprar las acciones no vendidas durante la primera fase de la ampliación de capital, y convertirse así gracias al dinero de este préstamo en el máximo accionista del club. Dicho préstamo fue avalado por el gobierno valenciano con dinero público a través de su Instituto Valenciano de Finanzas (IVF). No se pudo hacer frente a dicho pago al no haber vendido la Fundación las acciones en su poder, y al no disponer de otros medios de financiación en los casi 4 años de tiempo que tuvieron para encontrarlos. El presidente de la Fundación, Társilo Piles, empezó a negociar una refinanciación de la deuda con Bankia.

El gobierno valenciano avaló el crédito de 75 millones de euros de Bancaja a la Fundación VCF en la ampliación de capital del verano de 2009

En un principio el plan era que el Valencia CF asistiera económicamente cada mes a la Fundación para que esta pudiera afrontar la devolución del préstamo, pero esto constituía un delito de asistencia financiera que denunció el agogado Andrés Sanchis y que por tanto no pudo llevarse a cabo al tratarse de una financiación ilegal. Este hecho trastocó los planes de los consejeros del club, presididos por Manuel Llorente, que eran al mismo tiempo consejeros del club y patronos de la Fundación Valencia CF, por lo tanto disponían de un control absoluto sobre el club y sobre el máximo accionista.
Tras 4 temporadas al frente de la entidad, ni el consejo de administración de Manuel Llorente ni la Fundación VCF encontraron solución para ninguna de las dos deudas: ni la del club ni la de la Fundación, a pesar de haber contado ambos con los servicios del prestigioso y costoso despacho jurídico Garrigues. Por este motivo en la Junta General de Accionistas del 9 de noviembre de 2012 se aprobó negociar la refinanciación a largo plazo de la deuda de 245 millones de euros con Bankia, y una reducción del valor de las acciones. En esta junta el accionista y expresidente Paco Roig cargó duramente contra el consejo de administración, echándole en cara el pésimo estado financiero del club, una mala gestión deportiva y la pérdida de ilusión entre la afición, lo que se ve reflejado en una gran pérdida de abonados.
El 26 de noviembre de 2012 el empresario costarricense Mario Alvarado presentó una oferta de compra a la baja (por valor de 200 millones de euros) de la deuda del club a Bankia, con la intención de adquirir posteriormente el Valencia y formar un gran proyecto, pero pocos días después Bankia rechazó dicha oferta. El 9 de enero de 2013, el exfutbolista y exvicepresidente deportivo Fernando Gómez Colomer presentó, junto a su equipo de trabajo "Sempre València" ("Siempre Valencia"), una candidatura para presidir el club ante el aumento de problemas tanto económicos, sociales y deportivos. Ofrecía 18 meses trabajando al frente del club sin cobrar ningún salario y trayendo un inversor muy interesado en el Valencia. Quiso reunirse con el gobierno valenciano pero no fue atendido.

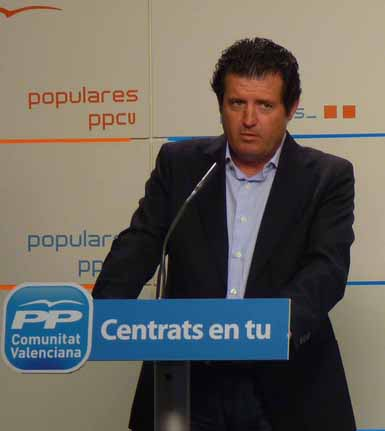
José Císcar, vicepresidente y portavoz del gobierno valenciano encargado de designar los nuevos patronos de la Fundación VCF

Bankia se negó a renegociar la deuda del club si no se solucionaba antes la deuda del máximo accionista, la Fundación VCF, y el 17 de enero de 2013 la Fundación admitió por boca de su presidente, Társilo Piles, que "no podrán hacer frente a dicho pago" ni han llegado a ningún acuerdo, por tanto la entidad bancaria acudió al avalista, en este caso la Generalidad Valenciana, que pasó a controlar la Fundación VCF y las acciones del club a partir del 1 de febrero de 2013 y se hizo cargo de este primer pago de intereses.
La Generalidad Valenciana se puso a negociar con Bankia la forma de pago de este primer pago de intereses, que ascencía a 4'8 millones de euros, el pago que no había podido afrontar la Fundación en 2012. El gobierno valenciano se puso a planificar una hoja de ruta para ver cómo podría solucionar los problemas tanto de la Fundación como del Valencia CF, además de buscar posibles comparadores que invirtieran dinero en el club, y cada viernes el vicepresidente y portavoz del consejo, José Císcar, informaba públicamente de los pasos que estaban dando. 
De forma inesperada, el 12 de marzo de 2013 la sentencia de una jueza anuló el aval que en 2009 dio la Generalidad Valenciana a la Fundación Valencia CF. Por tanto este hecho desvinculaba legalmente al gobierno valenciano de la obligación de seguir siendo avalista ante Bankia. Esta sentencia fue recurrida por la entidad bancaria puesto que no fue parte en el proceso y no pudo aportar pruebas ni defenderse explicando su versión.

##### Nueva Fundación VCF
A pesar de la sentencia que anulaba el aval de la Generalidad Valenciana, que fue recurrido por el banco, el gobierno autonómico ya había dado los primeros pasos de su hoja de ruta reorganizando la Fundación VCF cambiando sus patronos, prescindiendo de aquellos que formaban parte al mismo tiempo de la Fundación y del consejo de administración del club, e introduciendo nuevos patronos de un perfil más técnico (economistas, abogados, notarios...) con el objetivo de buscar soluciones conjuntas tanto para la deuda de la Fundación como para la del club. 
Esta nueva Fundación VCF presidida por Federico Varona, con Amadeo Salvo como vicepresidente deportivo y Aurelio Martínez como vicepresidente económico, entró el 3 de abril de 2013. Estos nuevos patronos no pretendían en ningún caso buscar la venta de las acciones a un inversor sino negociar con Bankia y trabajar de la mano con el consejo del club, presidido por Manuel Llorente, pero a la vez disponer de un control mucho más estricto sobre las decisiones que se tomen en el club para tener las cuentas claras y encontrar una forma de financiar el pago de las deudas del club y de la Fundación.
El mismo día que son nombrados los nuevos patronos de la Fundación, el presidente Manuel Llorente anunció por la tarde que iba a nombrar a 15 patronos de su confianza (el máximo número permitido por los estatutos) para estar dentro de la Fundación, cosa que legítimamente era posible pero que fue interpretado como un deseo de Manuel Llorente por seguir teniendo el control tanto del club como de la Fundación, tal como llevaba haciendo desde 2009. Entre esos patronos iban a estar personas que habían sido apartadas de la Fundación por la Generalidad solo unas semanas antes, como Társilo Piles y José Antonio García Moreno. 
Tras el rechazo de varias personas, como Santiago Cañizares y David Albelda, amigos personales de Llorente, a ser nuevos patronos de la Fundación nombrados por el club, enfrentándose así a los patronos nombrados por la Generalidad Valenciana, dos días después, el 5 de abril de 2013, Manuel Llorente presentó su dimisión como presidente del Valencia tras casi 4 años en el cargo. Declaró que el escenario del club había cambiado y que se veía como un obstáculo de cara al "consejo paralelo" que la Generalidad había formado en la Fundación con los nuevos patronos, que supervisarían todas las decisiones del consejo de administración del club. Se nombra momentáneamente a Fernando Giner como presidente en funciones hasta el 10 de abril de 2013, día en que el veterano consejero Vicente Andreu es nombrado nuevo presidente en funciones hasta la celebración de una Junta General Extraordinaria de Accionistas, que tendría lugar una vez finalizada la temporada 2012/13, el martes 4 de junio de 2013. En esa junta se elegiría el nuevo consejo de administración y el nuevo presidente.
Esta dimisión de Manuel Llorente alteró los planes de los nuevos patronos de la Fundación, ya que esperaban trabajar con ellos, no sustituirles. Vista la necesidad de escoger un nuevo consejo de administración, el nuevo presidente de la Fundación, Federico Varona, insistía en la necesidad de democratizar el club y que fueran los socios quienes escogieran el nuevo consejo de administración del club. Esta decisión no era compartida por el resto de patronos, que consideraban una situación demasiado grave como para meterse en una campaña electoral por la presidencia del club, así que Federico Varona dimitió como presidente de la Fundación el 16 de abril de 2013, solo 13 días después de haber sido nombrado presidente de la misma. Tras su marcha el presidente de la Fundación pasó a ser Aurelio Martínez, hasta el momento vicepresidente económico, y Amadeo Salvo, vicepresidente deportivo trabajaría conjuntamente y de forma provisional con el director deportivo del club, Braulio Vázquez, hasta la elección de un nuevo consejo de administración.

### GloVAL

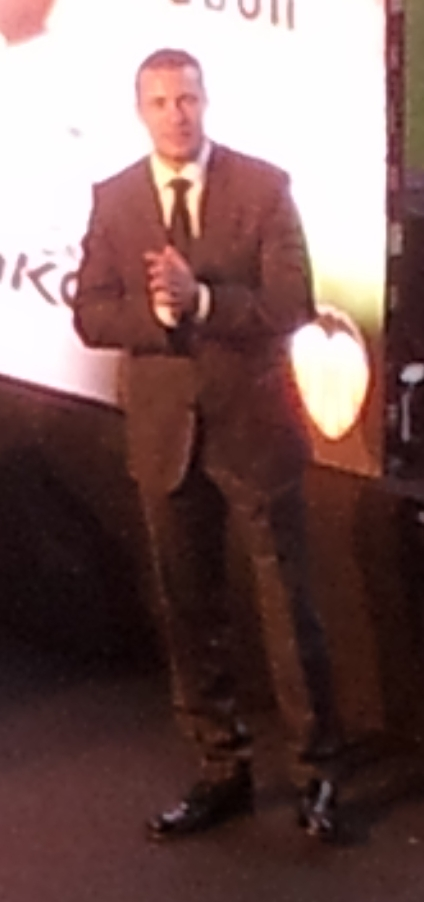
Amadeo Salvo presidente del Valencia desde el 4 de junio de 2013

El martes 4 de junio de 2013, tres días después de haber terminado la temporada, tuvo lugar la Junta General de Accionistas en la que se aprobó el nuevo consejo de administración del club, presidido por Amadeo Salvo, con el 93% de las acciones presentes en la junta. Este nuevo consejo, formado por expertos en derecho, finanzas y marketing, tiene como líneas principales: (1) la refinanciación de la deuda del club y la Fundación VCF con Bankia, (2) hacer una plantilla más competitiva pero con un menor coste, (3) invertir en mejorar la cantera, (4) mejorar la comercialización de la marca VCF y (5) terminar el nuevo estadio que permitirá aumentar las posibilidades económicas del club. Todo el proyecto fue mostrado públicamente bajo el nombre de GloVAL.

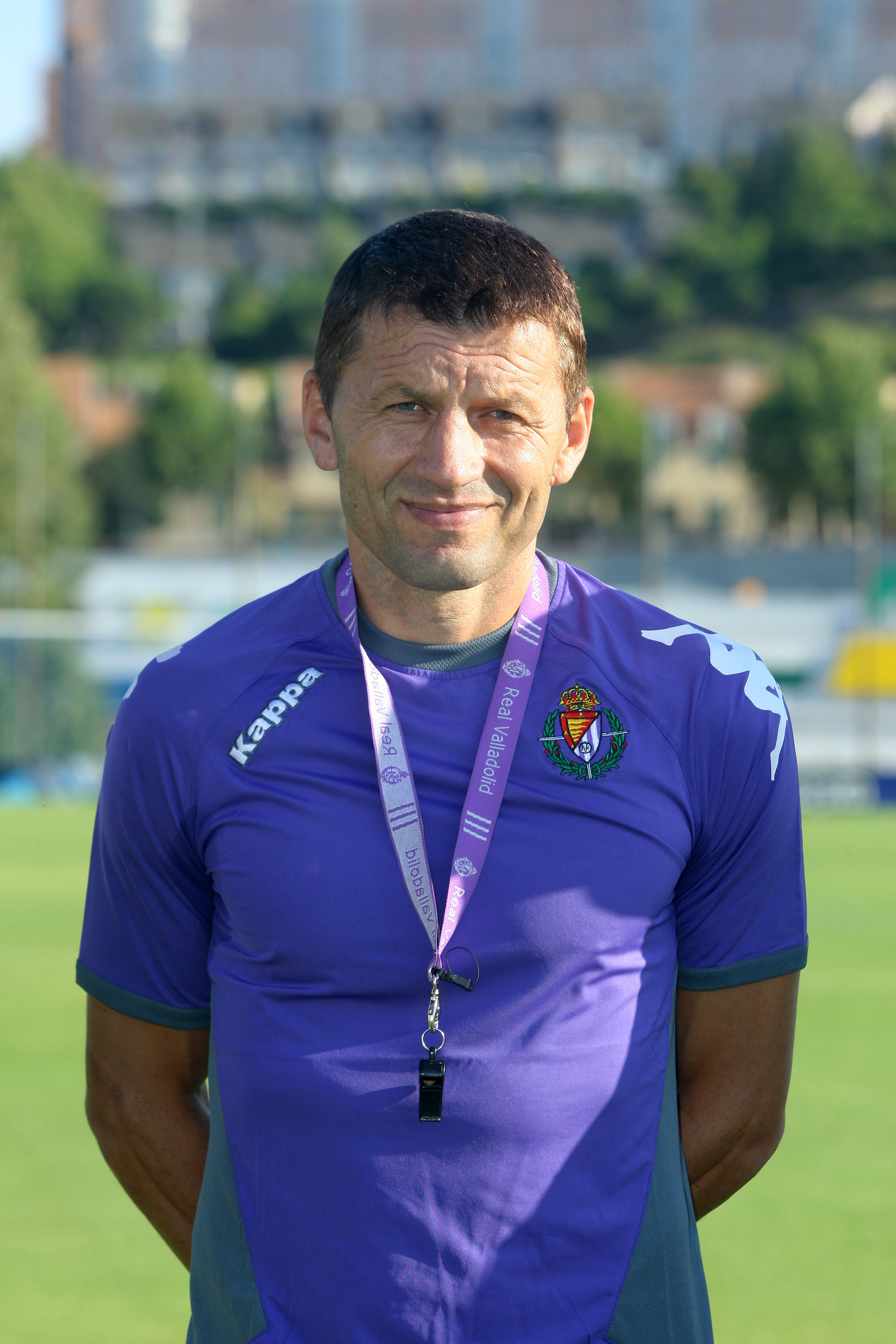
Miroslav Djukic, entrenador del Valencia hasta el 16 de diciembre de 2013

Al día siguiente, el 5 de junio de 2013 es presentado el nuevo entrenador Miroslav Djukic, contratado por dos temporadas tras haber rechazado Ernesto Valverde la renovación que se le ofreció. El director deportivo Braulio Vázquez llevaba dos temporadas siguiendo los pasos del entrenador serbio. Las palabras de Djukic en su presentación devolvían la ilusión a un equipo y una afición que los últimos años caminaba entre la indiferencia, el pesimismo y el victimismo de la situación económica. La remodelación del club afectó a casi todos los niveles y se contrató como director general a Luis Cervera y como mánager general de la cantera al exfutbolista Francisco Joaquín Pérez Rufete. Una de las primeras decisiones es la de prescindir del ojeador del filial Juan Sánchez, y de los servicios médicos del Dr. Jordi Candel, que es sustituido por el Dr. Juan Albors. Además se prescinde también de Jordi Bruixola, exdirector de comunicación y hasta la fecha director de relaciones externas del club, y se incorpora a Nico Estévez como nuevo entrenador para el filial y a Rubén Baraja como nuevo entrenador para el equipo Juvenil A de División de Honor, junto a otros exfutbolistas como Miguel Ángel Angulo y Curro Torres.
El 10 de junio se reunieron el nuevo entrenador, el director deportivo, el presidente y el capitán David Albelda para comunicarle al futbolista la decisión de Miroslav Djukic de no contar con él, y por tanto no le ofrecen la renovación de su contrato al histórico jugador de 35 años, que deja el club tras 15 temporadas, siendo el último superviviente de la plantilla de la época gloriosa del club en los primeros años del siglo XXI. Durante el resto del verano se confirman también ventas de futbolistas como la de Tino Costa por 7 millones de euros al Spartak de Moscú, y la del delantero Nelson Valdez al Al-Jazira por una cifra cercana a los 3 millones de euros. Además se llega a un acuerdo con Boca Juniors para el traspaso del 50% de los derechos del futbolista Fernando Gago al club argentino a cambio de 1'7 millones de euros, y las cesiones de Aly Cissokho al Liverpool y de Jonathan Viera al Rayo Vallecano, pero el traspaso más mediático sin duda fue el del delantero Roberto Soldado al Tottenham Hotspur por el pago íntegro de la cláusula de rescisión de su contrato: 30 millones de euros. Problemas entre el presidente Salvo y los representantes del futbolista ("Toldrá Consulting") dificultaron la negociación que finalmente se pudo llevar a cabo, a pesar de la predisposición inicial del presidente de no deshacerse de la principal estrella del equipo. El dinero de esta venta sirvió para equilibrar el presupuesto de la temporada al no disponer de los ingresos que hubiese aportado disputar la Liga de Campeones. 

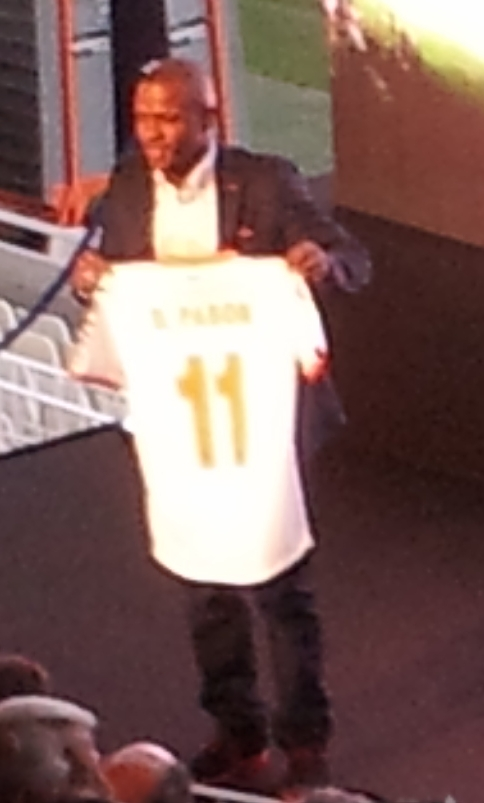
Dorlan Pabón en su presentación como nuevo jugador del Valencia

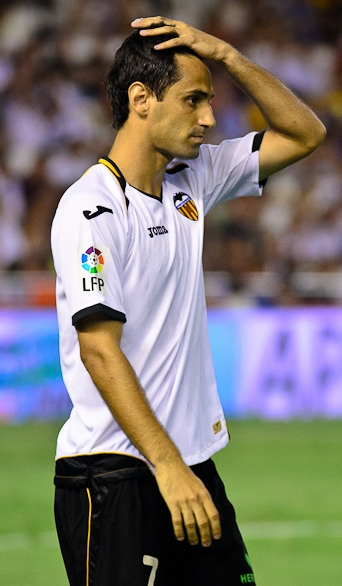
Jonas Gonçalves, delantero del Valencia de 2011 a 2014

Se confirman las contrataciones de los futbolistas Míchel Herrero y Javi Fuego (ambos fichados durante la segunda mitad de la temporada anterior), además del regreso tras cesión del canterano Paco Alcácer y las llegadas del mediocentro Oriol Romeu cedido una temporada por el Chelsea sin opción a compra y del delantero portugués Hélder Postiga por 3 millones de euros. A finales de agosto se confirma el fichaje del delantero colombiano Dorlan Pabón para completar el ataque valencianista por 7 millones de euros al Monterrey, pero 3'7 millones son aportados por el fondo de inversión Doyen Group, que mantiene el 50% de los derechos del jugador. Se convierte así en el primer jugador que el Valencia contrata a través de un fondo de inversión. 
Entre julio y agosto el equipo disputa la International Champions Cup junto a otros siete grandes clubes internacionales. En el primer partido de la competición frente al AC Milan en Mestalla debutó el joven canterano argentino Fede Cartabia, que deslumbró a prensa, afición, y al propio entrenador, que lo incorpora al primer equipo, y además se le amplía y mejora el contrato hasta el año 2017, con una cláusula de rescisión de 20 millones de euros.
En septiembre de 2013 se hace oficial la contratación del mítico exfutbolista y leyenda valencianista Mario Alberto Kempes como embajador internacional del club. El argentino, conocido popularmente como "El Matador", seguiría viviendo en los Estados Unidos trabajando para la cadena ESPN pero de ahora en adelante representaría al club valencianistas en actos internacionales. La afición se volcó con el regreso institucional del legendario Kempes aunque solo fuera como representante de la entidad.
La temporada 2013/14 se inicia con muchas dudas y un elevado nivel de crítica y exigencia por parte del entorno valencianista hacia el nuevo entrenador y los nuevos gestores, quizás avivado por el ambicioso discurso de ambos sobre devolver al club a lo más alto. El vergonzoso juego del equipo lleva a cosechar 4 derrotas consecutivas, con el club en el puesto 16.º y con una abultada derrota 0-3 frente al Swansea en el debut en la Europa League, la afición clamó contra los futbolistas y el director deportivo. Se sospechaba que los futbolistas no confiaban en el nuevo entrenador y esperaban que lo destituyeran, pero el presidente Amadeo Salvo declaró ante la plantilla su total confianza en Djukic, a pesar de que el director deportivo Braulio Vázquez, principal valedor del entrenador, sugería su destitución inmediata. Desde este momento la relación entre presidente y director deportivo se distanció enormemente. 

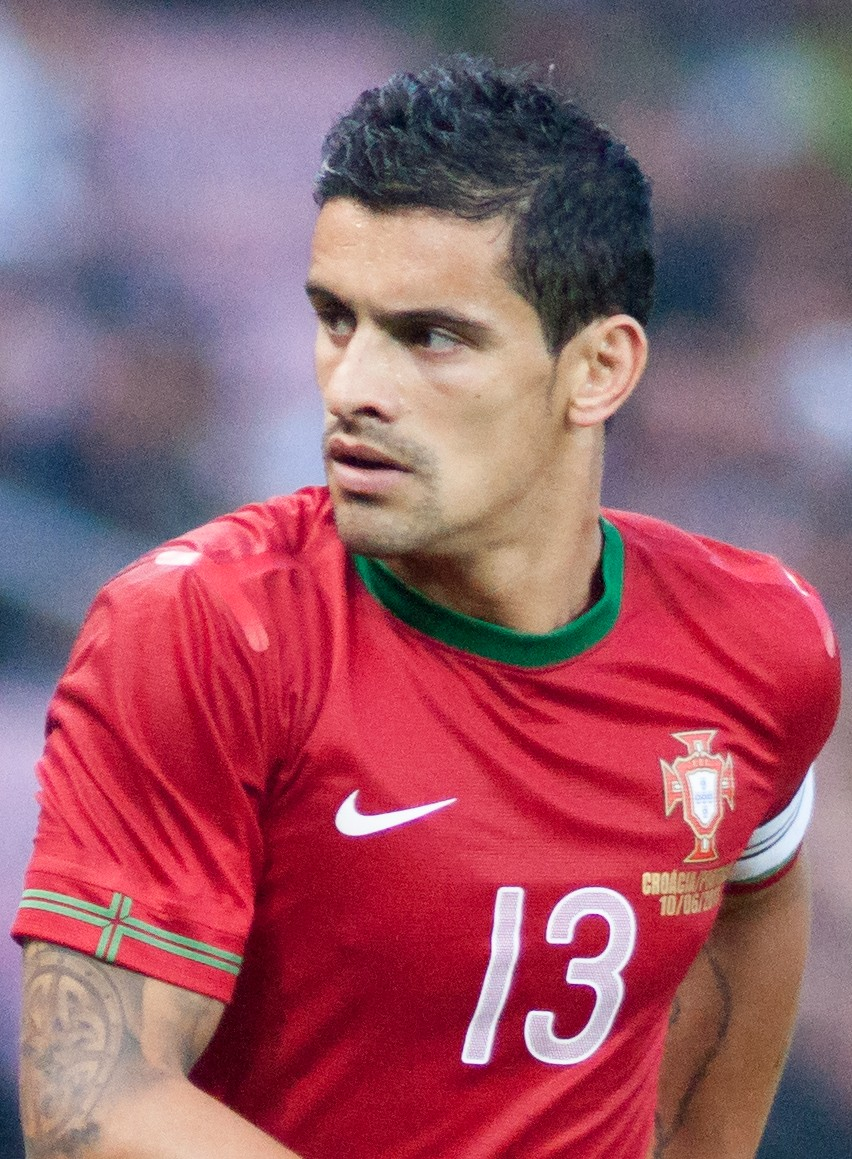
Ricardo Costa, capitán del equipo la temporada 2013/14

A partir de esta muestra de confianza del presidente en el entrenador, el juego del equipo mejoró levemente y llegaron 4 victorias consecutivas y un gran partido en el nuevo San Mamés (1-1). El ambiente del vestuario mejoró con las victorias y también con la expulsión de una convocatoria del equipo el 24 de septiembre en Granada del central francés Adil Rami a causa de unas polémicas declaraciones contra el entrenador y sus compañeros, declaraciones que terminarían con el central suspendido una semana de empleo y sueldo y con la salida del jugador el 17 de octubre al Milan en calidad de cedido hasta final de temporada con una opción de compra.
Otra pésima racha de juego y resultados, con derrotas sonrojantes ante Real Sociedad, Villarreal y Almería y un pésimo empate frente al Valladolid, hicieron de nuevo sonar las alarmas, y mientras el presidente Amadeo Salvo seguía mostrando su confianza en Djukic para toda la temporada, el director deportivo Braulio Vázquez sugería la destitución del entrenador que él mismo pidió contratar cinco meses antes. La falta de confianza en el director deportivo desembocó en su propia destitución el 4 de noviembre de 2013. Francisco Joaquín Pérez Rufete, Mánager General de la cantera, tomó la dirección deportiva del primer equipo con el cargo de Manager General Deportivo el 25 de noviembre de 2013 y empezó a supervisar el trabajo de Djukic y de toda la plantilla, además de iniciar una reforma estructural deportiva con directores deportivos por todos los continentes en busca de futuros talentos, tratando de adelantarse así a otros grandes clubes europeos. El primero de dichos directores deportivos en ser contratado es Roberto Fabián Ayala para controlar el mercado sudamericano.
Con el equipo en 9.ª posición y tras la pobre imagen mostrada ante Nàstic, Kuban Krasnodar y At.Madrid, el consejo de administración del club decide el 16 de diciembre de 2013 destituir como entrenador a un muy desgastado Miroslav Djukic. De forma provisional toma la dirección técnica del primer equipo el entrenador del filial, Nico Estévez, quien dirige dos encuentros: frente al Nàstic (1-0) en Copa del Rey y frente al Real Madrid (2-3) en Liga, dando una muy buena imagen sobre todo en este último encuentro. 

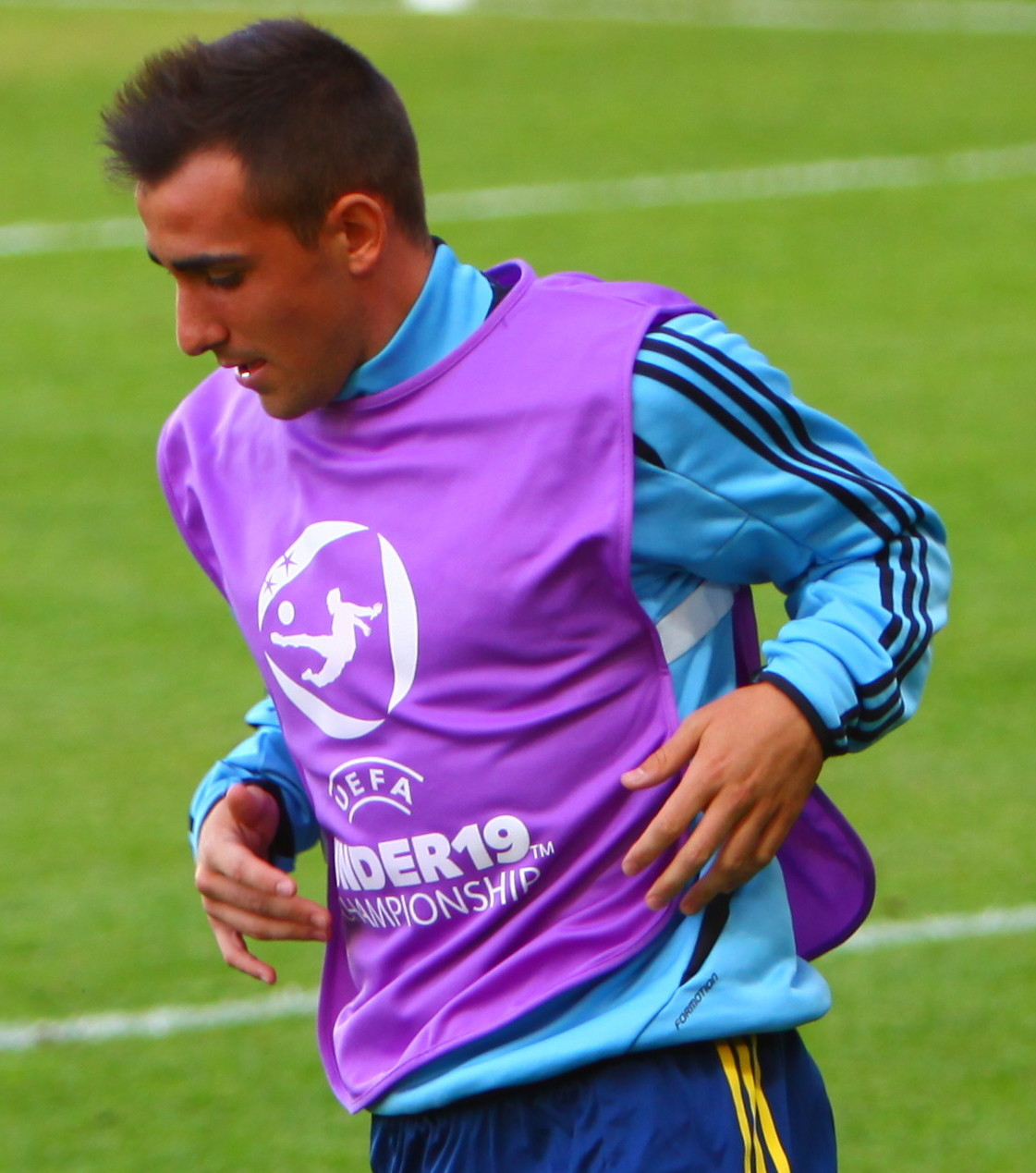
Paco Alcácer debutó esta temporada y fue el máximo goleador

El 26 de diciembre se confirma la contratación del entrenador hispano-argentino Juan Antonio Pizzi, recién campeón del Torneo Inicial argentino con San Lorenzo, cuyo debut tuvo lugar el 4 de enero de 2014 con una convincente victoria frente al Levante (2-0). El juego y los resultados acompañaron al conjunto de Pizzi, más aún tras la renovación de la plantilla en el mercado de invierno, con las salidas de Banega, Guardado, Postiga, Pabón y Canales, y las llegadas de Vezo, Vargas, Keita, Senderos y Vinícius Araújo. 
El equipo mejoró en implicación, carácter, actitud, y plantó cara a grandes rivales como el Atlético de Madrid (poniéndolo contra las cuerdas en Copa), el Barcelona (al que consiguió derrotar contra todo pronóstico en el Camp Nou por 2-3), el Real Madrid (al que estuvo a punto de vencer en el Bernabéu pero en el último minuto recibió el gol del empate 2-2) y el Sevilla. En cambio, al no poder superar a equipos de un perfil medio-bajo, el Valencia no logró alcanzar puestos europeos quedando finalmente 8.º en la clasificación, lo que supuso un fracaso deportivo para las aspiraciones de la entidad. 
Por otro lado, en la Europa League rozó la final del campeonato al caer eliminado en el último minuto del tiempo de descuento de las semifinales frente al Sevilla en Mestalla al encajar un gol cabeceado por Mbia, habiendo eliminado previamente a Dínamo de Kiev, Ludogorets y Basilea. En la eliminatoria de cuartos de final frente a este último se vivió una remontada épica de un 3-0 del partido de ida, que finalmente terminó en victoria valencianista por 5-0 en Mestalla el 10 de abril de 2014. Este partido pasó a ser conocido como la "reAmuntada" y supuso un emotivo reencuentro entre el equipo y la afición valencianista, que había perdido mucha ilusión en su equipo los años anteriores.

### Proceso de venta
El 10 de diciembre de 2013, durante la celebración de la Junta General Ordinaria de Accionistas del Valencia CF, Bankia emitió un comunicado oficial en el que rechazaba la opción de refinanciar la deuda de la Fundación VCF y del club que les había propuesto meses antes tanto el presidente de la Fundación VCF, Aurelio Martínez, como el presidente del club, Amadeo Salvo, y se pronunció sobre la necesidad de la entrada de inversores para saldar ambas deudas. Este comunicado oficial sentó muy mal en plena junta de accionistas por hacer público el rechazo a la refinanciación justo durante una junta de accionistas del club, reventando los puntos del orden del día, y fue entendido por el club como una provocación del banco. Esto produjo las inmediatas reacciones de Aurelio Martínez y de Amadeo Salvo en contra de la decisión de Bankia puesto que consideraban viable la refinanciación de las deudas. El presidente Salvo declaró que Bankia no podía poner en venta algo que no le pertenece, y que serían los accionistas del club quienes decidieran una venta a un inversor.
Tras unas filtraciones a la prensa por parte de Bankia sobre la existencia de un inversor interesado en la compra del club, el presidente Amadeo Salvo atajó dichas filtraciones anunciando de forma inesperada una rueda de prensa el domingo 22 de diciembre de 2013, pocas horas antes del partido de la jornada 17 de Liga Valencia-Real Madrid. En esta rueda de prensa hizo público el interés del empresario Peter Lim de Singapur en invertir en el club, saldando las deudas con Bankia con una quita, con sus propiedades y fortuna como avales, con un plan para terminar las obras del futuro estadio, haciéndose con el poder accionarial e invirtiendo en la continuidad del proyecto GloVal que arrancó en verano de 2013. De este modo, aunque Salvo confiaba en la refinanciación de la deuda, mostraba públicamente la oferta de este fuerte inversor que llegó al club interesado en la compra, forzando así a Bankia a presentar una oferta mejor si quería vender el club a otro inversor. Finalmente la propuesta de Peter Lim fue descartada por Bankia en el proceso de venta al no considerarla vinculante.

KPMG fue la asesoría financiera contratara por Bankia para el proceso

El 15 de enero de 2014 finalizaba el plazo puesto por Bankia para la llegada de ofertas de inversores a través de su consultora KPMG. Llegada la fecha y, ante la nula transparencia e información sobre las ofertas recibidas, y tras una reunión en Madrid el 17 de enero entre todas las partes, el presidente Salvo convocó una asamblea informativa en Mestalla para el 24 de enero, dirigida a accionistas y socios valencianistas, donde denunció públicamente las maniobras de Bankia deseando vender el club por su cuenta, sin transparencia y sin contar con el Valencia Club de Fútbol, y pidió a la Fundación VCF, máxima accionista, que liderara un nuevo y transparente proceso de venta en el que serían bienvenidos todos los inversores interesados en la compra del club.

PwC fue la asesoría financiera contratada por el club y por la Fundación para el proceso

Este nuevo proceso de venta fue aprobado por la Fundación VCF el 28 de enero poniendo unas bases, y el Valencia CF contrató a la empresa asesora PwC para velar por la transparencia del proceso ante las dudas que le transmitían KPMG y Bankia. El banco en un principio aceptó de buen grado que la Fundación liderara el proceso de venta, pero el 8 de febrero saltó la noticia de que Bankia rompía el nuevo proceso de venta iniciado por la Fundación VCF al no estar de acuerdo con algunas de las bases propuestas, como que el club tuviera un voto exactamente igual que Bankia y la Fundación VCF. 
Se modificó y los votos pasaron a ser dos (el del banco y el de la fundación), pero finalmente, al negarse Amadeo Salvo a facilitar la documentación del club (necesaria para que los inversores vincularan sus ofertas) sin conocer la identidad de los mismos, se llegó el 24 de febrero al consenso final en el que participarían las tres partes implicadas (Bankia, Fundación VCF y Valencia CF) más la Generalidad Valenciana a través de su Instituto Valenciano de Finanzas, formando así una Comisión Gestora con todas las partes con voz y voto durante las tres fases del proceso de venta. Los representantes en la comisión fueron: Isidro López (de la Fundación VCF), Salvador Martínez (del Valencia CF), Ángel Luis Sáiz de Moratilla (de Bankia) y Enrique Montes (del IVF-Generalidad Valenciana). Así finalmente el club facilitó la información necesaria a los inversores interesados, y el 1 de abril a las 16:00 h terminaba el plazo para presentar ofertas vinculantes por el club.
La tarde del 1 de abril, la Fundación VCF emitió un comunicado oficial donde informaba haber recibido 7 ofertas vinculantes para la compra de las acciones y la propiedad del club: Peter Lim (Singapur), Wang Jianlin (China), Cerberus Capital (EE. UU.), The UP54 Ltd (Anglo-árabe), Global Emerging Markets (GEM-NY) (EE. UU.), Zolotaya Zvezda (Rusia) y Mario Alvarado (Costa Rica). Daba comienzo la fase de evaluación de dichas ofertas por parte de la Comisión Gestora, que en principio iba a durar tres semanas. 

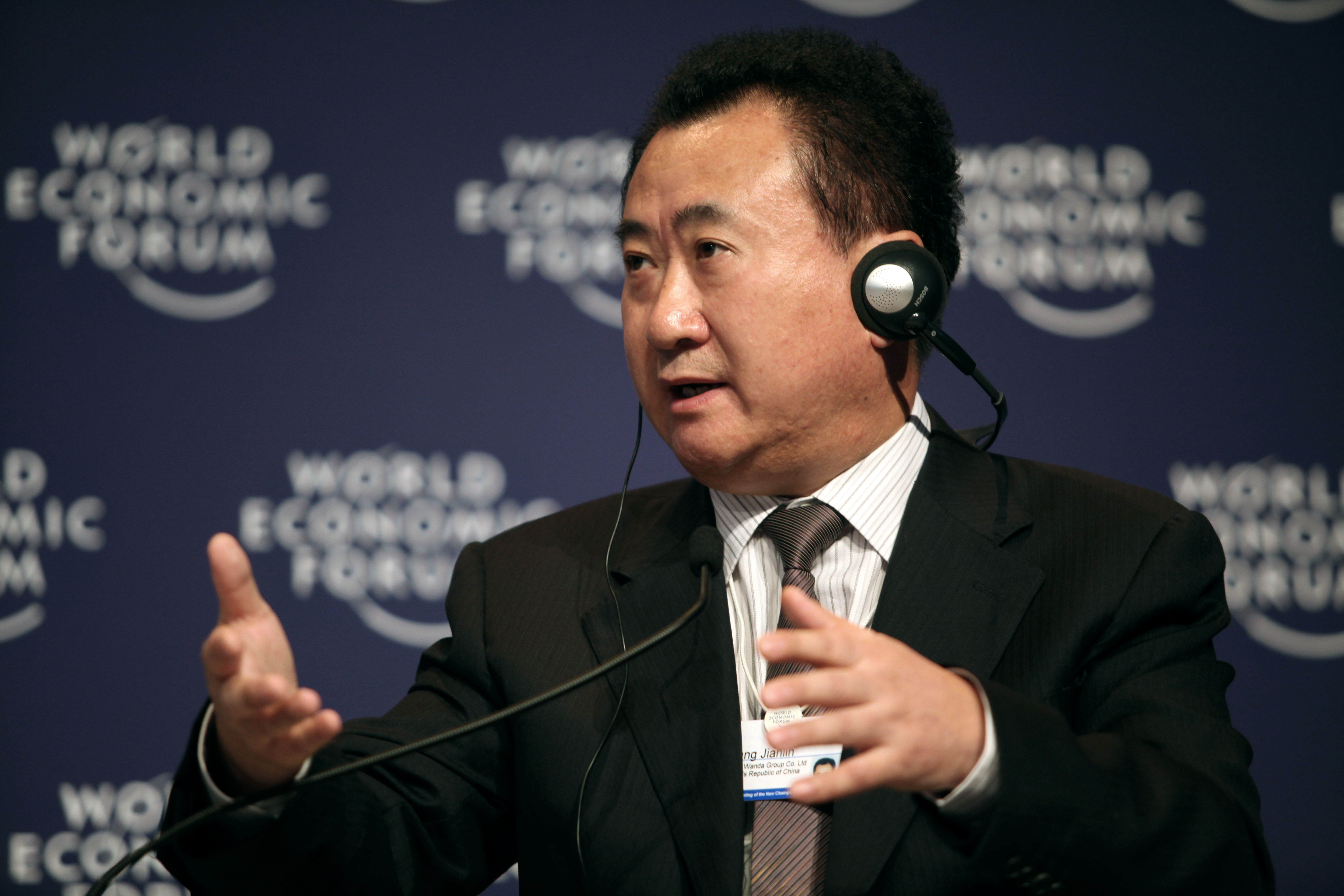
Wang Jianlin, poseedor de la mayor fortuna de China y presidente de la corporación Wanda, presentó una de las ofertas para comprar la mayoría accionarial

El 7 de abril retiraba su oferta la opción anglo-árabe The UP54 Ltd al negarse a vincular su oferta por la negativa de la comisión a otorgarle dos meses más de plazo para realizar su propia auditoría del club, además de descubrirse que su empresa intermediaria disponía solamente de 2 libras de capital social. Con lo cual se evalúan las 6 ofertas restantes.
El 25 de abril la comisión gestora aprueba prolongar la fase de evaluación de las ofertas hasta el 12 de mayo ante el volumen y la complejidad de las ofertas recibidas, y la decisión definitiva se fija para el 17 de mayo, pero el 28 de abril la comisión aprueba un nuevo e importante cambio: la posibilidad de presentar nuevas y mejoradas ofertas por parte de los inversores hasta el 5 de mayo. Este repentino cambio sorprendió porque fue propuesto por Bankia y KPMG, los mismos que rechazaron en enero la posibilidad de mejorar las ofertas con el derecho de tanteo una vez iniciado el proceso, pero esta vez fue aprobado con los 3 votos de Ángel Luis Sáiz de Moratilla (Bankia), Enrique Montes (Generalidad) e Isidro López (Fundación VCF sin haberlo consultado con el patronato ni con su presidente Aurelio Martínez), y ante la única negativa de Salvador Martínez (Valencia CF). Este cambio fue visto con muchas sospechas, y más tras conocerse que Cerberus Capital promovió dicho cambio para mejorar su oferta inicial, que era a todas luces insuficiente en comparación con las demás, pero era la favorita para Bankia y la Generalidad a pesar de ser considerado internacionalmente como un fondo buitre. Dos días después de anunciarse esta modificación, el 30 de abril, retiró su oferta el grupo americano Global Emerging Markets (GEM-NY) porque, según su representante Arturo Torró (alcalde de Gandía), "el proceso de venta no ofrecía garantías jurídicas a los ofertantes y modificaban los plazos de la resolución de la oferta ganadora sin causa o justificación alguna". Este hecho reducía a 5 ofertas como posibles ganadoras del proceso de venta. 
La primera semana de mayo hubo maratonianas reuniones de la Comisión Gestora en la sede de PwC en Valencia con una alta tensión y enfrentamiento entre las partes representadas en la comisión, con el proceso a punto de romperse, y finalmente la mejora de la oferta de Cerberus Capital fue aceptada por imposición de Bankia. Además el banco se negaba a tres puntos importantes: a aceptar cualquier oferta que fuera de la mano del presidente Amadeo Salvo o de Alfonso Rus, se negaba a que continuara la presencia de la notaria Ana Julia Roselló en las reuniones, y también se negaba a la entrada en la Comisión Gestora (pactada al inicio del proceso) de Amadeo Salvo (Presidente del VCF), de Aurelio Martínez (Presidente de la Fundación VCF), de Juan Carlos Moragues (Consejero de Hacienda y Administración Pública de la Generalidad Valenciana) y de Juan Carlos Estepa (Director de Riesgos y Recuperaciones en Bankia).

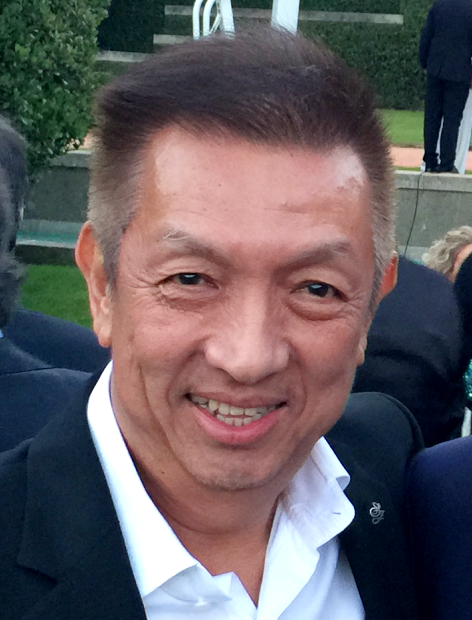
Peter Lim, presidente de Meriton Holdings Ltd., fue elegido por la Fundación VCF el 17 de mayo de 2014 como comprador del paquete accionarial

Finalmente la Fundación VCF convocó a sus 22 patronos para el sábado 17 de mayo de 2014 a pesar de que no hubo acuerdo en la Comisión Gestora sobre cuál o cuáles eran las mejores ofertas en conjunto, debido a la lucha de intereses. Por este motivo los patronos tendrían que decidir mediante votación, con una mayoría mínima de dos tercios, a cuál de las 4 ofertas finalistas venden su paquete accionarial: Peter Lim, Wang Jianlin, Zolotaya Zvezda o Cerberus Capital. La oferta del costarricense Mario Alvarado fue descartada por la Comisión Gestora. La Fundación VCF estaba formada por 22 patronos divididos en 10 patronos institucionales: Mateo Castellà, Miguel Bailach, Cristóbal Grau, José Enrique Silla, Rafael Ripoll, Blas Madrigal, Lluís Martí, Fernando Giner, Vicente Muñoz y Salvador Navarro, 11 patronos de libre designación: Aurelio Martínez, Salvador Belda, José Luis Zaragosí, Francisco Blasco, Mª Isabel Farinós, Isidro López, Juan Mercé, Alberto Peñín, Eva Turanzo, Héctor Villalba y José Viña, y el patrono en representación del club: Amadeo Salvo.
Tras estar reunidos la mañana del sábado 17 de mayo de 2014 en el hotel SH Valencia Palace, con los informes de la asesoría PwC y de los representantes de la Fundación VCF (Isidro López) y del Valencia CF (Salvador Martínez) en la Comisión Gestora, los 22 patronos descartaron en primer lugar la oferta del fondo buitre estadounidense Cerberus Capital (el preferido por Bankia y con el exjugador David Albelda como imagen más visible), y finalmente por unanimidad optaron por la oferta del empresario e inversor singapurense Peter Lim, el preferido por el presidente Amadeo Salvo ya que en principio continuaría él en el cargo de presidente con su proyecto GloVAL, y que ya presentó una oferta global por el club en diciembre de 2013 pero que Bankia rechazó. Así Peter Lim adquiriría, a través de su empresa "Meriton Holding Limited", el paquete accionarial de la Fundación VCF, que implica el 70% del total de acciones del Valencia Club de Fútbol, y por tanto el control del club.
La Fundación VCF había escogido la oferta ganadora, pero ahora la empresa de Peter Lim debía llegar a un acuerdo con Bankia sobre la refinanciación o reestructuración de la deuda del club con el banco, que ascendía a 220 millones de euros, ya que la oferta inicial de Lim (presentada en la Comisión Gestora) no satisfacía los deseos del banco. Tras casi tres semanas de duras negociaciones, el viernes 6 de junio se hizo oficial un acuerdo entre ambas partes, que no era un acuerdo definitivo sino un protocolo de intenciones sobre el acuerdo que alcanzar con fecha de exclusividad para Meriton hasta el 15 de agosto. Al ser un banco intervenido por el Estado español, y vigilado muy de cerca por la Unión Europea desde 2012, Bankia expuso no poder hacer ninguna quita al magnate de Singapur (aunque sí aceptaba quitas en otras ofertas del proceso), por este motivo el banco forzó una refinanciación total de la deuda del club (230 millones de euros) a 15 años, aceptando un interés mucho más bajo del que había hasta la fecha, y modificando así sensiblemente la oferta inicial presentada por Peter Lim a la Comisión Gestora y aprobada por la Fundación VCF. De este modo el banco se aseguraba recuperar el total de la deuda. 
Mientras la consultora PwC revisaba las condiciones modificadas de la oferta de Peter Lim y los agentes de Meriton Holdings Ltd realizaban una due diligence del estado de las cuentas del club (tal como se había pactado que haría cualquier ganador del proceso), algunos sectores del entorno valencianista, interesados en que no se llevara a cabo la venta del club a Peter Lim (incluidas algunas de las ofertas descartadas por la Fundación VCF), empezaron una campaña mediática de desprestigio con la intención de que  Lim se agotara y desistiera en su intención de comprar el club.
Diversos requerimientos económicos y judiciales fueron la gota que colmaron el vaso, entre ellos el protagonizado por José Granell, presidente del grupo Aedifica que formó parte, junto al grupo Bankia Hábitat, del proyecto Newcoval, un plan firmado por el expresidente Manuel Llorente con Bankia en diciembre de 2011 para finalizar las obras del futuro estadio a cambio de trasladar la ciudad deportiva a unos terrenos propiedad de Bankia en Náquera (incumpliendo así lo firmado años antes con el ayuntamiento de la población de Ribarroja del Turia) y de la cesión y explotación por parte de Newcoval de casi todo el patrimonio del club, el cual seguiría endeudado pero sin apenas patrimonio ni ingresos ni posibilidad de invertir en formar un gran equipo. 

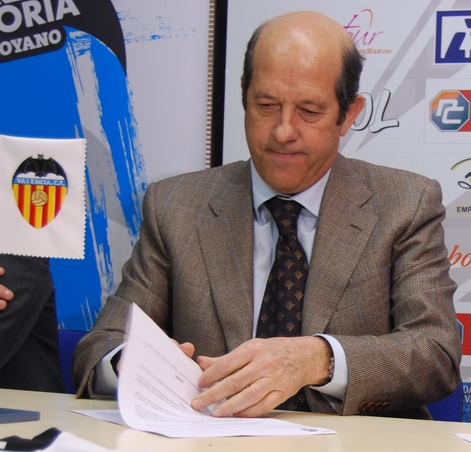
Manuel Llorente, contrario a la venta del club a Peter Lim, firmó el plan Newcoval en 2011

El plan Newcoval fue descartado por Bankia en septiembre de 2012, pero José Granell reclamaba al futuro propietario del club (Peter Lim) una suma total de 87 millones de euros por no llevar a cabo la ATE (Actuación Territorial Estratégica) conocida como "Valencia Dinamiza" o tomaría medidas judiciales, cosa que hizo a Lim replantearse seriamente la adquisición del club, junto a la elevada cantidad de descalificaciones constantes que recibía por parte de un sector de la prensa valenciana, tanto hacia él como hacia su oferta. A pesar de que casi todas las partes coincidían en que José Granell no tenía ninguna base legal para reclamar dicha cantidad de dinero, el propio Granell mostró un documento firmado por Antonio Zafra, secretario de Bankia Hábitat, que en principio sí le autorizaba a tomar las medidas que considerara oportunas. Esto provocó que el presidente del club, Amadeo Salvo, viajara en persona a Singapur para tratar de convencer a Peter Lim de que todos estos requerimientos no tenían ninguna validez jurídica. El magnate aceptaba seguir con la compra del club a cambio de recibir por escrito unas garantías de Bankia y de la Generalidad Valenciana en las que le aseguraran no más requerimientos futuros, ni económicos ni judiciales, por el tema Newcoval contra su persona. Tras una reunión de la Fundación VCF, su presidente Aurelio Martínez declaró que solo era necesario que Lim recibiera dichas garantías de Bankia para convocar al patronato de la Fundación y aprobar definitivamente el contrato de compraventa de las acciones.
El 2 de julio de 2014 se publica que Bankia envía una carta a Lim, pero sin presentar las garantías que el magnate requería sobre Newcoval, y al día siguiente dimitieron tres miembros de libre designación del patronato de la Fundación VCF, Eva Turanzo, Juan Mercé y Mª Isabel Farinós, aludiendo a supuestas presiones para aprobar la venta definitiva de las acciones a Peter Lim, pero con confirmadas relaciones de dichos patronos con otras ofertas que pretendían adquirir el club, como son Cerberus Capital y Zolotoya Zvezda. Por tanto el patronato de la Fundación pasó de 22 a 19 miembros. 
El 7 de julio, tras otra reunión del patronato de la Fundación, su presidente Aurelio Martínez siguió diciendo que ellos tenían todo claro con Peter Lim y solo faltaba que Bankia le enviara los contratos correctos, sin incluir nuevos términos que no estuviesen en el acuerdo de refinanciación alcanzado el pasado 6 de junio. Este hecho causaba la demora en la firma final de la compraventa de las acciones, y perjudicaba claramente la planificación deportiva del equipo para la temporada 2014/15. 
Otra importante contingencia que retrasaba el proceso de venta de las acciones a Peter Lim era el PAI de Porchinos, en Ribarroja del Turia, donde el club compró en 2005 a través del entonces presidente Juan Soler unos campos de naranjos donde se ubicaría la futura Ciudad Deportiva del Valencia CF junto a la construcción de unas 3.000 viviendas nuevas. El plan urbanístico fue anulado por el TSJCV al llevarlo a los tribunales la plataforma ecologista "Salvem Porxinos" (Salvemos Porchinos), y permanece a la espera de la decisión final del Tribunal Supremo de Justicia. Esta anulación podría acarrear que el club tuviera que abonar 160 millones de euros a la inmobiliaria Nozar, que compró los terrenos para construir el PAI en caso de realizarse, y por tanto es un riesgo que Peter Lim no quiere correr.

El 31 de julio de 2014 fue convocado el patronato de la Fundación VCF para votar la venta definitiva de sus acciones a la empresa de Peter Lim, pero una venta condicionada a solucionar las dos contingencias que aún quedaban pendientes: (1) el acuerdo de refinanciación de la deuda del club con Bankia, y (2) la posible suspensión del PAI de Porchinos que podría acarrear un grave problema económico para el club. La reunión contó con la presencia de representantes de la asesoría PwC, que informaron de las modificaciones de la oferta definitiva por el paquete accionarial tras las modificaciones forzadas por la negociación con Bankia, y también de la empresa Meriton Holdings Ltd para solucionar cualquier tipo de duda a los patronos sobre sus planes respecto al club. La venta debía aprobarse con un mínimo de dos tercios de los patronos (13 votos de 19), y finalmente fue aprobada por amplia mayoría de 17 votos a favor y 2 en contra.
Con las reuniones en marcha con todas las partes afectadas del PAI de Porchinos, solo quedaba firmar la refinanciación de los 220 millones de euros con Bankia, a la que se comprometió dos meses atrás. Pasaban los días del mes de agosto y el mercado de fichajes se iba reduciendo para planificar la temporada 2014/15, por lo que tanto la afición como el club se impacientaban. Además salían casi a diario informaciones sobre un grupo de presión de empresarios valencianos dispuestos a desprestigiar la figura de Lim y ofrecerse como alternativa para el club, pero siempre desde la sombra y sin mostrar su cara al público.

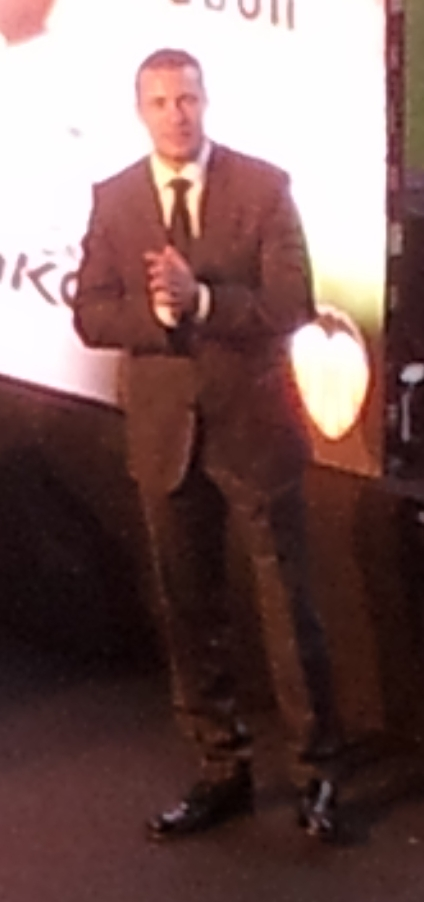
El presidente Amadeo Salvo, principal valedor de Peter Lim

El 13 de agosto de 2014, a falta de solo dos días para que finalizase la exclusividad de Meriton con Bankia a la hora de renegociar la deuda, la afición valencianista estalló saliendo a manifestarse en favor de que terminase el proceso de venta y de que Bankia dejase de poner trabas a la refinanciación que prometió meses antes. La concentración surgió exclusivamente de las redes sociales sin ser promovida desde ningún medio de comunicación ni ningún colectivo cercano al club, y llegó a reunir a unas 5.000 personas frente al estadio de Mestalla y a recorrer unas calles de la ciudad. Al mismo tiempo, el presidente del club, Amadeo Salvo, viajaba a Singapur a petición de Peter Lim para estudiar la oferta final que presentar a Bankia sobre las garantías o avales en el contrato de refinanciación con el banco. La manifestación de aficionados valencianistas mostrando su apoyo al singapurés ayudó a que este no se rindiera y siguiera negociando con la entidad bancaria.
Al día siguiente de la manifestación, el 14 de agosto de 2014, Peter Lim envió su propuesta final a Bankia, accediendo a algunas peticiones que el banco le exigía en forma de garantías, propuesta que fue aceptada y por tanto cerrado el acuerdo de refinanciación de la deuda, pero sin rubricar todavía la firma del contrato.
Con todos los términos de refinanciación acordados, ante la imposibilidad de juntar a todas las partes para firmar en el mes de agosto, se aplazó retomar los encuentros para la firma formal hasta el mes de septiembre, ya sin ninguna duda de que Peter Lim compraría las acciones de la Fundación VCF aportando las garantías necesarias. 
Durante el mercado de fichajes del verano, el fondo Meriton de Peter Lim aportó al club en forma de cesiones de dos futbolistas: André Gomes y Rodrigo Moreno, y el club le correspondió con la contratación del técnico Nuno Espírito Santo, gran amigo de su socio portugués Jorge Mendes. Meriton también avaló la llegada del delantero Álvaro Negredo, pretendido por la dirección deportiva de Rufete, y cerró un acuerdo de cesión con opción de compra del joven João Cancelo. El retraso en la firma de la venta impidió la llegada de futbolistas apalabrados, como fue el caso de Enzo Pérez que no pudo llegar hasta invierno y en su lugar llegó cedido una temporada Filipe Augusto.
La parte más delicada por cerrar de la venta era que todas las partes afectadas por el PAI de Porchinos (en Ribarroja del Turia) firmasen un acuerdo de actuación para el caso (bastante probable) de que próximamente el Tribunal Supremo anulara dicho plan urbanístico. El presidente Salvo llegó a un acuerdo con los bancos y cajas afectados por la posible anulación del PAI el 24 de octubre de 2014, lo cual dejaba solo la firma de refinanciación con Bankia como el último trámite para cerrar definitivamente el proceso. 
A falta de muy pequeños detalles, solo faltaba rubricar con las firmas el acuerdo de refinanciación de las deudas tanto del club como de la Fundación con Bankia, y la compraventa de las acciones de la Fundación a Meriton. Tras varias semanas en las que se aseguraba estar próxima la fecha de la firma, fue el 24 de octubre de 2014 aproximadamente a las 23:20 horas cuando se sellaron definitivamente los acuerdos, de forma simultánea en las oficinas del club en Valencia y en la sede de Bankia en Madrid. Por parte de la Fundación no firmó su presidente, Aurelio Martínez, porque ya dijo al inicio del proceso que él no firmaría y que dejaría el cargo en cuanto toda la venta terminara. Por tanto firmaron los patronos ejecutivos de la Fundación: Salvador Belda y José Luis Zaragosí. Al día siguiente llegó personalmente Peter Lim a Valencia, visitó las obras paradas del futuro estadio, comió con los futbolistas de la plantilla, conoció a la familia del presidente Amadeo Salvo, y finalmente presenció el encuentro de la 9.ª jornada de Liga en Mestalla frente al Elche CF, con victoria valencianista por 3-1.
Las aprobaciones requeridas del Protectorado de Fundaciones y del Consejo Superior de Deportes tuvieron lugar en noviembre, a pesar de que una semana antes el expresidente Manuel Llorente (abiertamente contrario a la venta) enviase una carta al juez que le imputaba presuntos delitos societarios solicitándole que informase al nuevo propietario, al Protectorado de Fundaciones y al Consejo Superior de Deportes sobre la causa judicial abierta acerca de la ampliación de capital que tuvo lugar en 2009, probando así su último intento de frenar la venta de las acciones, pero sin ningún efecto.
El 27 de noviembre se cerraba finalmente la paralización del problemático PAI de Porxinos por dos años, prorrogables a otros dos, en un pleno extraordinario del Ayuntamiento de Ribarroja. El club se compromete a construir su futura ciudad deportiva en dicha localidad, pero habrá que revisar el plan urbanístico para hacerlo totalmente conforme a la legalidad. El club también se comprometió con los propietarios del suelo de Porxinos (entidades bancarias y particulares) a la futura construcción de las instalaciones, pero también a devolverles el dinero abonado por la tasa cuota cero que los propietarios estaban pagando por la obra de un plan que no se estaba realizando.
La Junta General Extraordinaria de Accionistas que tuvo lugar el lunes 1 de diciembre de 2014 en Valencia fue el punto final al traspaso de poderes al nuevo máximo accionista. Esa mañana Meriton Holdings Limited hizo efectiva la compra de las acciones que se encontraban en poder de la Fundación VCF, además de abonar los casi 5 millones de euros que la Generalidad Valenciana tuvo que abonar en 2013 para pagar los intereses del préstamo a la Fundación. Por la tarde en la Junta fue nombrado el nuevo consejo de administración del Valencia Club de Fútbol con un total de 9 consejeros: dos españoles (Amadeo Salvo y Manuel Peris) y siete singapurenses (Layhoon Chan, Kim Koh, See Hiang Chang, Raymond Cheah, Chie Foo Chiang, Ser MiangNg y Alvin Yeo). El puesto de presidente fue repartido en dos cargos: Amadeo Salvo como Presidente Ejecutivo, y Layhoon Chan como Presidenta del Consejo de Administración.

## La era Peter Lim (2014-act.)
El verano de 2014, mientras se cerraba el proceso de venta de la mayoría accionarial de la Fundación Valencia CF a la empresa Meriton Holding Ltd de Peter Lim y la refinanciación de la deuda con Bankia, se hizo una ambiciosa apuesta por devolver al Valencia CF a la Liga de Campeones y poder competir por todo creando un club moderno y profesional en todas sus áreas. 

### Junts Tornem

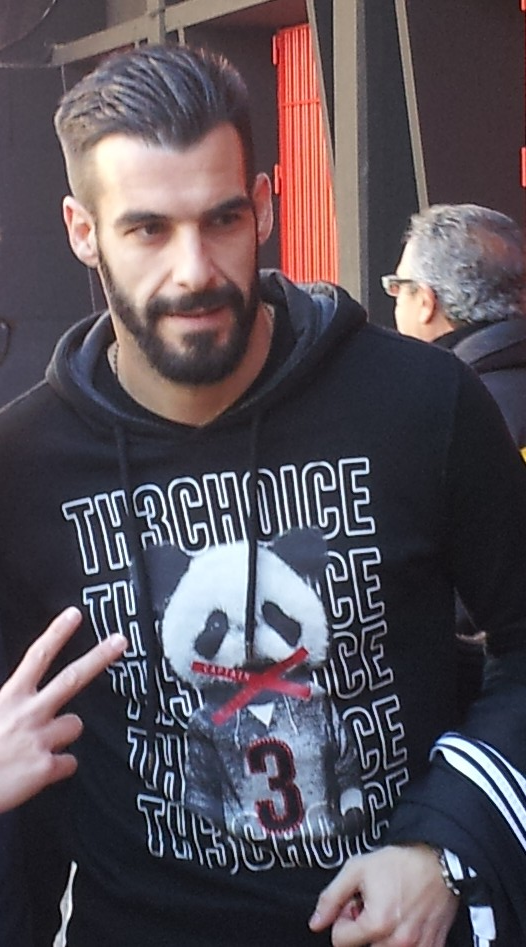
Álvaro Negredo, delantero escogido por Rufete y fichado gracias a las garantías económicas de Peter Lim

El lema de la primera temporada del proyecto fue un hashtag en valenciano: "Junts Tornem" (Juntos volvemos), en referencia a la intención del club de volver a ser competitivo y regresar a la Liga de Campeones tras dos años de ausencia. 
El millonario singapurense siguió confiando en el consejo de administración presidido por Amadeo Salvo y la plantilla sufrió una gran renovación, fruto del trabajo realizado entre la dirección deportiva de Rufete, Roberto Fabián Ayala y Joan Salvans junto con el fondo de jugadores de Meriton Holdings, propiedad de Peter Lim y su socio Jorge Mendes. 
El desconocido técnico portugués Nuno Espírito Santo fue nombrado entrenador del nuevo proyecto como una apuesta personal de Lim, por lo que se tuvo que prescindir de los servicios de Juan Antonio Pizzi, que era la opción preferencial de Rufete y Salvo pero acataron la decisión del que era casi el propietario de la mayoría accionarial. 
La renovación de la plantilla fue casi absoluta al contar con un total de 20 bajas entre traspasos, cesiones y rescisiones de contratos. Algunas incorporaciones llegaron en forma de cesiones por parte de Meriton al no haberse firmado todavía en verano la compraventa de las acciones, y habiendo comprado Meriton previamente los derechos de los futbolistas a su club de procedencia, en este caso un Benfica necesitado de ingresos. Estos fueron los casos de Rodrigo Moreno (30 millones de euros) y André Gomes (15 millones de euros). 
El 1 de septiembre de 2014 se cerraba el mercado de fichajes de verano y se hacía oficial a medianoche un deseo de Rufete, la llegada del delantero Álvaro Negredo al club en calidad de cedido por el Manchester City pero con opción de compra obligatoria de 28 millones de euros, a pesar de estar arrastrando una lesión que aún le impediría jugar durante un par de meses. Esta operación cristalizó gracias al compromiso de Peter Lim con el club al avalar personalmente el fichaje de Negredo, a pesar de no haber firmado todavía la compra de las acciones ni el acuerdo de refinanciación de la deuda con Bankia.

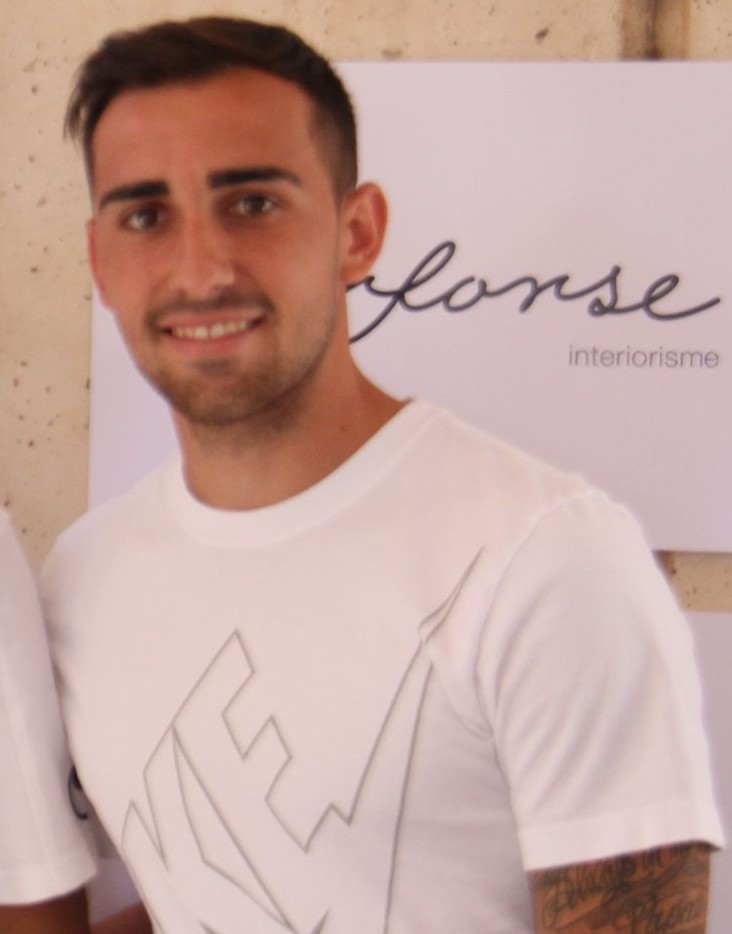
Paco Alcácer, delantero canterano que debutó con la selección y renovó su contrato

La temporada 2014/15 se inició con muy buen pie en cuanto a resultados, a sensaciones y a la gran ilusión puesta por la afición valencianista en el nuevo proyecto. Se alcanzó incluso brevemente el liderato en la 5.ª jornada al encadenarse cuatro victorias consecutivas. 
El gran inicio goleador del delantero Paco Alcácer con 4 goles en 5 jornadas le llevó el 4 de septiembre a debutar con la selección española con solo 21 años, marcando su primer gol cuatro días después en partido oficial frente a Macedonia, lo que le hizo ganar peso tanto en el club como en el resto del país. Meses después, en enero, Alcácer amplió su contrato con el club hasta 2020 con una cláusula de rescisión de 80 millones de euros.
El nombre del jovencísimo Gayà también sonó para la selección puesto que fue el futbolista revelación siendo el lateral izquierdo titular del equipo, y Javi Fuego se afianzó como el mediocentro defensivo. No disputar ninguna competición europea ayudaba a la continuidad de un mismo once, pero los cambios que obligaban a Nuno a modificar algunas piezas no daban siempre los resultados esperados. 
El juego ofreció algunas dudas y se cosecharon dos derrotas ante equipos colistas como el Deportivo y el Levante, pero a pesar de ello el equipo consiguió igualar el mejor inicio de temporada en la 10.ª jornada venciendo 1-3 en El Madrigal al haber conquistado 23 de los 30 puntos en juego, igualando así el de la temporada del 'doblete' conquistado con Rafa Benítez como técnico y el de la irregular temporada 08/09 con Emery.
No obstante, las derrotas ante los colistas y la falta de acierto de los delanteros (con un Rodrigo nervioso e impreciso, un Alcácer menos resolutivo y un Negredo recuperando su tono físico tras su lesión) convirtieron al centrocampista y capitán, Dani Parejo en el máximo goleador del equipo en liga, y también hizo que surgiera preocupación en el entorno valencianista por si no se alcanzaba el objetivo de clasificar entre los cuatro primeros, pero el equipo siempre se mantuvo en puestos europeos.
En el mes de diciembre el equipo mostró una muy mala imagen en Copa frente al Rayo Vallecano, aunque se clasificó por los pelos para la siguiente ronda, y además hubo un mal partido en Granada (1-1). El juego no enamoraba pero se conseguían buenos resultados, especialmente contra los grandes equipos como en el primer partido de 2015 frente al Real Madrid, líder del campeonato y que llevaba un récord de 22 victorias consecutivas hasta que llegó a Mestalla y cayó 2-1. En este encuentro hizo su debut el argentino Enzo Pérez, fichado en el mercado de invierno por 25 millones de euros al no haberse podido concretar su fichaje en verano. Luego, un mal partido en Balaídos (1-1) y la inesperada eliminación de la Copa del Rey en octavos de final por parte del Espanyol hicieron saltar de nuevo las críticas. La afición tenía grandes esperanzas en llegar lejos en la Copa al no disputar esta temporada ninguna competición europea, y además estar en el lado del cuadro donde evitaba enfrentarse hasta la final con los tres rivales más fuertes. 

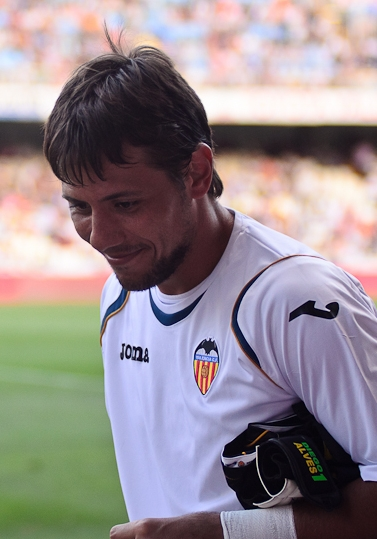
Diego Alves, portero titular del equipo y segundo capitán tras Dani Parejo

Ya solo con la Liga como única competición mejoró el juego y se hizo mucho más efectivo, consiguiendo por fin victorias como visitante, ganando en Mestalla a un rival directo como el Sevilla por 3-1, y logrando un valioso empate en el Vicente Calderón (1-1). El equipo alcanzó el disputado 3.er puesto durante dos jornadas, logró batir su propio récord de puntuación (53 puntos) a la altura de la jornada 25.ª del campeonato, y Mestalla se convirtió en todo un fortín para el equipo al casi no dejar escapar puntos y no encajar apenas goles con un Diego Alves estelar en la portería, que batió el récord del club de minutos imbatido como local, dejando la nueva marca en 750 minutos, y haciendo un partido soberbio en el Bernabéu que además le hizo entrar en la historia de la Liga convirtiéndose en el portero que más penaltis ha detenido en la primera división con 16 penaltis, empatado con Zubizarreta. La pareja de defensores centrales Otamendi-Mustafi fue también una de las sensaciones del equipo durante toda la temporada, dándole una grandísima solidez defensiva, despertando el interés de varios clubes en los futbolistas.

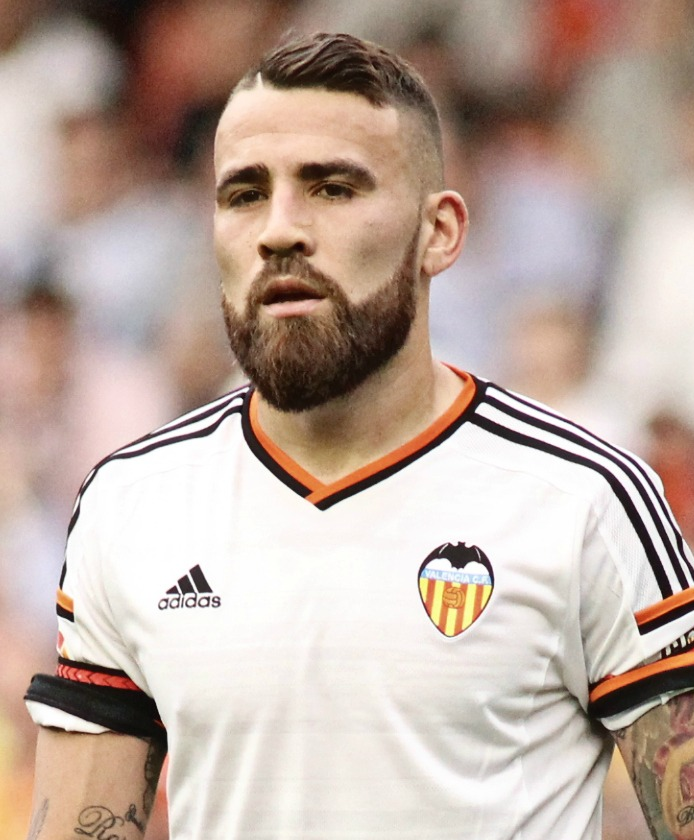
Nicolás Otamendi, defensor central protagonista del Valencia CF la temporada 2014/15

El final de temporada fue trepidante al necesitar una cifra de puntos altísima para clasificar entre los cuatro primeros. El club, para crecer deportiva y económicamente, necesitaba quedar en puestos Champions, pero el Sevilla hizo su mejor temporada y obligaba al Valencia a no fallar, lo que condujo al equipo de Nuno Espírito Santo a igualar la mayor puntuación histórica del club en una liga de 20 equipos consiguiendo 77 puntos y quedando finalmente 4.º clasificado para disputar la fase previa de la Liga de Campeones. 
El partido decisivo fue la última jornada, el 23 de mayo de 2015 en el Estadio de los Juegos Mediterráneos frente a la UD Almería, vibrante encuentro en el que se adelantaron los andaluces dos veces en el marcador pero terminó con victoria valencianista por 2-3 gracias a un gol de Paco Alcácer. 
Las noticias negativas de la recta final del campeonato fueron dos graves lesiones de André Gomes y Diego Alves, frente a Celta y Almería respectivamente. Ambos tuvieron que ser intervenidos quirúrgicamente: André con un pronóstico de recuperación entre 3 y 4 meses, por lo que se perdería prácticamente la pretemporada del equipo, y el portero Alves con un pronóstico de 6 meses de baja en el mejor momento de su carrera al romperse el ligamento cruzado anterior y el menisco externo de la rodilla derecha, lo que obligaba al club a buscar otro portero.
En el ámbito social y empresarial, en verano de 2014 el club rechazó, por deseo expreso de Peter Lim, una oferta de patrocinio de la empresa Turkish Airlines al considerarla excesivamente vinculante (cinco temporadas) y sin llegar a las expectativas económicas que el nuevo propietario tenía para la camiseta valencianista, por lo que el equipo no lució ninguna publicidad en sus camisetas esta primera temporada en espera de clasificar para la UEFA Champions League y conseguir así una mejor propuesta.

Adidas, nuevo proveedor del Valencia CF

El 28 de noviembre de 2014 el club inauguró la nueva tienda oficial ("Megastore") más céntrica y vanguardista de su historia de la mano del nuevo proveedor, Adidas, con la última tecnología y la posibilidad de comprar, ver partidos, tomar algo, comer o cenar. Además el club aumentó durante este inicio de temporada un 80% la venta de camisetas respecto al año anterior. Este mismo día el club también destapó una placa conmemorativa en la Plaza del Ayuntamiento, justo en el lugar donde se encontraba el antiguo Bar Torino en 1919, lugar donde se fundó el club y que pasa a ser conocido como el km 0 del valencianismo.
El 1 de diciembre de 2014 ya el traspaso accionarial al nuevo propietario, Meriton Holdings Limited, fue definitivo, y se aprobó en la Junta General Extraordinaria de Accionistas el nuevo consejo de administración con 9 miembros: Amadeo Salvo (como Presidente Ejecutivo) y Manuel Peris (ambos procedentes del consejo anterior), y siete consejeros singapurenses: Lay Hoon Chan (como Presidenta del Consejo de Administración), Kim Huat Koh, See Hiang Chang, Raymond Cheah, Chie Foo Chiang, Ser Miang Ng y Alvin Yeo. Además también se aprobó la creación de un Comité Asesor que ayude al nuevo consejo y que estará formado por cinco miembros: Auxiliadora Borja, José Manuel Palau, Juan Cruz Sol, Miguel Ángel Gil de Pareja y Salvador Martínez. Los cuatro últimos eran miembros del consejo de administración saliente.
Lim llegó a la conclusión de que había varias cosas que mejorar en el proyecto de construcción del futuro estadio si se pretendía que fuese el motor económico del futuro del club, por tanto debía ser lo más rentable posible comercialmente y además se quería eliminar del proyecto la pista de atletismo que el ayuntamiento exigía. El 20 de febrero de 2015 el Valencia CF y el Ayuntamiento desbloquearon la primera pieza para poder reanudar las obras del futuro estadio al llegar a un acuerdo para poner fin a la deuda de 19'8 millones de euros que el club debía al ayuntamiento por la permuta de parcelas que ocupa el nuevo estadio. El acuerdo fue de refinanciación a diez años con unos pagos inmediatos, unas cuotas anuales y una serie de garantías de cobro, anunciados por la alcaldesa Rita Barberá tras diversas reuniones con el presidente ejecutivo del club, Amadeo Salvo. El acuerdo se firmó el 10 de marzo en el ayuntamiento. Mientras tanto el club encargó al arquitecto Mark Fenwick un rediseño del estadio con tres puntos claves: una nueva y vistosa cubierta, acercar las gradas al terreno de juego y mejorar la visibilidad de los palcos vip.

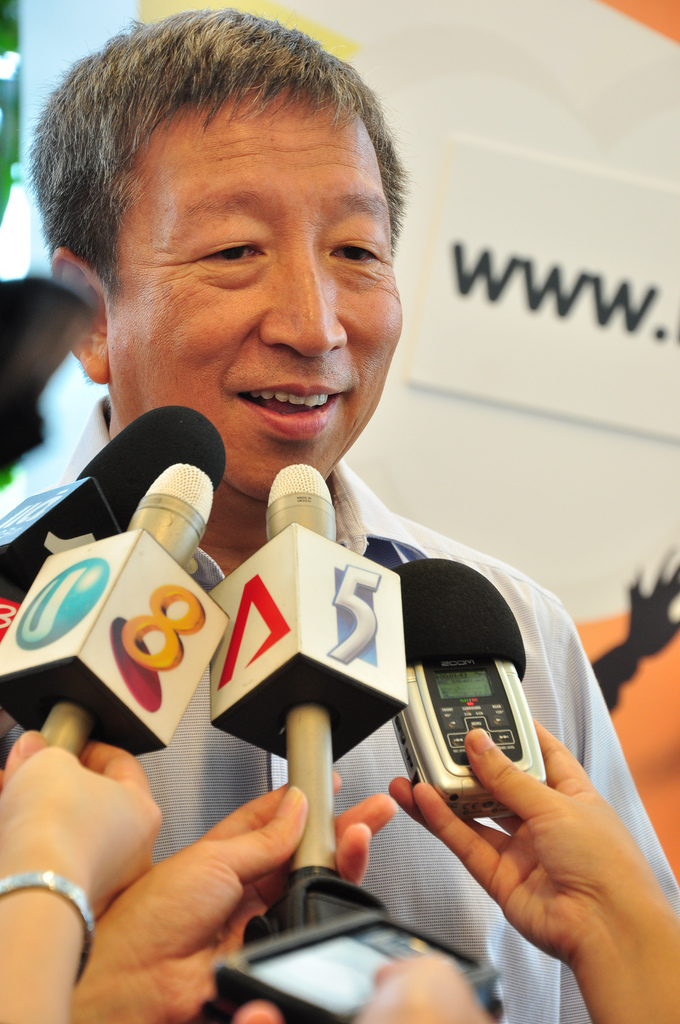
Ser Miang Ng, nuevo presidente de la "Fundació Valencia CF"

El 1 de marzo de 2015 arrancaron las emisiones de la primera radio oficial del club, "VCF Radio", con la retransmisión del partido Valencia-R.Sociedad de la jornada 25, con dos programas diarios de lunes a viernes, y la retransmisión también de los encuentros del filial. El proyecto estaba liderado por uno de los referentes del valencianismo en las retransmisiones deportivas, Josep Rovira, junto al legendario capitán Ricardo Arias y a otros profesionales que formaron parte de la desaparecida emisora pública autonómica Radio Nou.
El 16 de abril de 2015 fue presentado en sociedad el nuevo patronato y la nueva imagen de la Fundación Valencia Club de Fútbol en el histórico Museo de Bellas Artes de Valencia. Los nuevos patronos serían solo 7 miembros (el presidente Ser Miang Ng, continúan de patronos Salvador Belda, Salvador Martínez y Amadeo Salvo, y se suman la presidenta del consejo Lay Hoon Chan y los consejeros del club Kim Huat Koh y Desmond Choo), en lugar de los 22 que había anteriormente, y la vinculación de la Fundación (que pasa a denominarse oficialmente "Fundació", en valenciano) con el club pasa a ser más estrecha. 
Los tres pilares sobre los que se basarán los proyectos de la nueva Fundació son: (1) Promover el espíritu y los valores del valencianismo y poner en valor el patrimonio histórico del club, (2) apoyar a los menos privilegiados, como la mejor manera de devolver el apoyo que cada día nos da la sociedad valenciana, y (3) fomentar el sentimiento de vinculación y arraigo al Valencia Club de Fútbol, todo ello a través de tres áreas de actuación: (a) cultura y raíces, (b) responsabilidad social y solidaria, y (c) educación y salud.
El club estrenó una nueva segunda equipación el 9 de mayo de 2015 en su visita al estadio Santiago Bernabéu, presentándose por sorpresa con un uniforme de la senyera diseñado por Adidas para la siguiente temporada. Fue un golpe mediático sin precedentes que sorprendió a todos y se sumó a la renovación oficial (justo el día anterior) del futbolista canterano José Luis Gayà, pretendido precisamente por el Real Madrid y que fue una de las imágenes de la nueva campaña de marketing.
Se hizo público el 19 de mayo de 2015 un acuerdo de colaboración entre el Valencia CF y UN Women, la agencia de Naciones Unidas que defiende los derechos de la mujer y la igualdad de género en todo el planeta, convirtiéndose así el club en el primer club deportivo embajador mundial de esta entidad. Durante las siguientes cuatro temporadas el club colaboraría económicamente con la organización, además de participar en distintos actos y llevar su logo en el uniforme. El equipo al completo fue recibido en Nueva York el 26 de mayo por la directora ejecutiva y secretaria adjunta de la ONU, Phumzile Mlambo-Ngcuka, junto al embajador internacional del club, Mario Alberto Kempes, y al exdelantero David Villa.

### La salida de Salvo

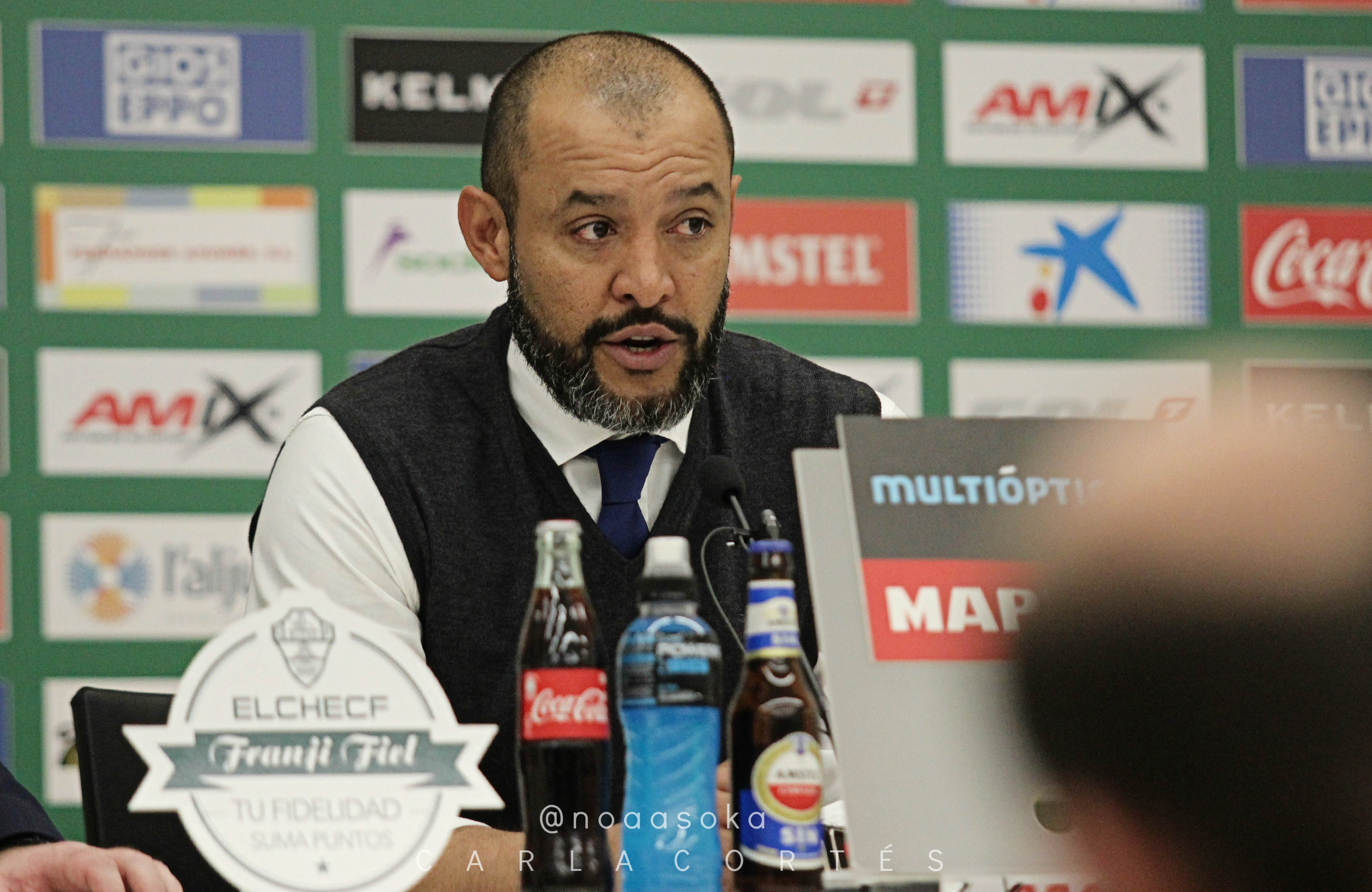
Nuno Espírito Santo, entrenador del club, asumió plenos poderes en la planificación deportiva del equipo

En Paterna se reunieron el 8 y 9 de junio de 2015 el presidente Amadeo Salvo, el técnico Nuno Espírito Santo y la dirección deportiva encabezada por Rufete para planificar los refuerzos del equipo, pero las cordiales reuniones se convirtieron el viernes 12 de junio en una crisis interna cuando el Sao Paulo anunció inesperadamente el traspaso de su joven futbolista de 21 años Rodrigo Caio al Valencia por la cifra de 16'5 millones de euros, operación llevada plenamente por su representante Jorge Mendes con el máximo accionista Peter Lim, sin el conocimiento de Salvo ni de Rufete, que emitieron un escueto comunicado oficial varias horas después. El enfado en el seno del club fue mayúsculo porque en las reuniones el técnico Nuno supuestamente habría aceptado el fichaje de Giannelli Imbula, futbolista en el que la dirección deportiva de Rufete llevaba casi un año trabajando y que ya tenía prácticamente cerrado, pero a los pocos días prefirió la opción que le propuso su representante y amigo, Jorge Mendes, mientras el máximo accionista daba luz verde a la operación.

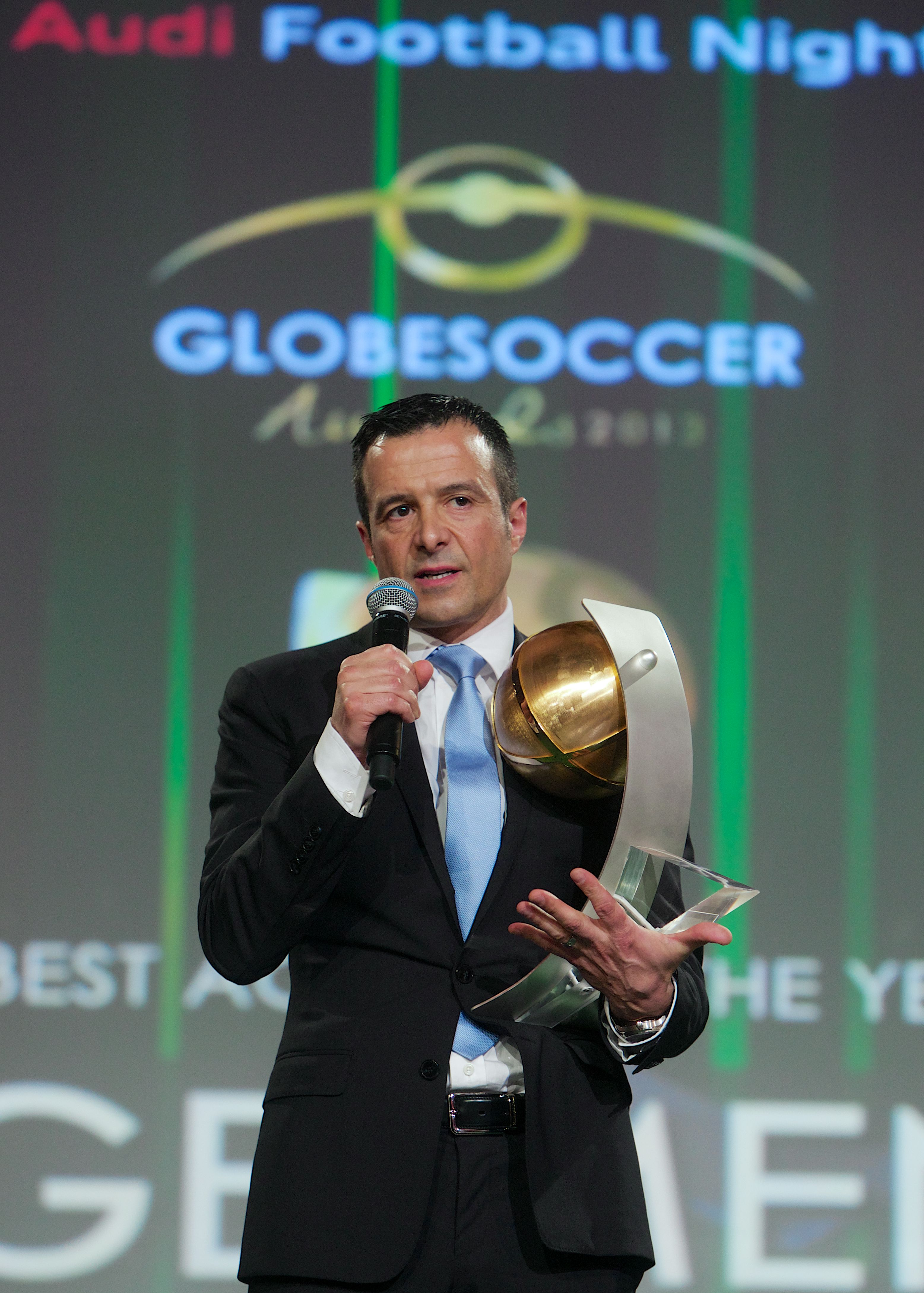
Jorge Mendes, amigo y colaborador de Peter Lim en las incorporaciones de nuevos jugadores al Valencia CF

Este hecho, junto con el también unilateral fuerte desembolso económico de 15 millones de euros por la compra del joven portugués João Cancelo, dejaron al descubierto que Peter Lim tenía plena confianza en Nuno y Mendes en el tema de los refuerzos del equipo, relegando el trabajo de Rufete y su equipo a la aportación de informes sobre jugadores y a continuar la magnífica labor que se estaba implantando en la Academia de la cantera valencianista.
El tema Caio tuvo un segundo capítulo cuando llegó a Valencia y no superó las pruebas médicas por problemas en la rodilla izquierda, que arrastraba de graves lesiones anteriores. Las pruebas fueron a cargo del Dr. Juan Albors, médico del club. Se solicitó una segunda opinión externa al club, del Dr. Enrique Gastaldi, y finalmente una tercera revisión del experto Dr. Ramón Cugat, todas ellas advirtiendo que se trataba de un fichaje con alto riesgo de lesión. Finalmente el brasileño fue descartado y no firmó por el club.
Dos días después, el 1 de julio, se hicieron oficiales las dimisiones de Amadeo Salvo y de Rufete, mánager deportivo del club y de la cantera, junto a su equipo de trabajo encabezado por Ayala y Joan Salvans. También dimitían el consejero Manuel Peris, al que le unía una gran amistad con Salvo, y el director de Marketing el portugués Luis Vicente Douwens, autor en los últimos dos años de avances en marketing como la nueva tienda oficial del club, el nuevo aspecto de Mestalla, la nueva página web o el acuerdo con Adidas entre otros. El motivo oficial de la mayoría de dimisiones fue la marcha del presidente Salvo, ya que todos ellos llegaron de su mano al club en 2013, pero en el fondo de la cuestión siempre estuvo una falta de entendimiento de Nuno con Rufete y Amadeo Salvo en cuestiones de competencias y de planificación deportiva. 
Salvo declaró estar barajando dimisión desde mayo debido a una grave enfermedad de su padre, y pensó que el mejor momento era en verano y no en medio de una temporada (ya que su contrato de un año finalizaba en diciembre). El que fue uno de los presidentes más queridos por la afición valencianista declaró dejar el club en buenas manos, con un proyecto serio, el de Meriton Holdings, y el cargo de la presidencia ejecutiva pasó a ser de la presidenta del consejo de administración, Layhoon Chan, que admitió la importancia del técnico Nuno a partir de ahora en la planificación deportiva del equipo, aunque dejó claro que las decisiones deportivas se tomarían de forma conjunta entre el consejo de administración presidido por ella, el técnico y Peter Lim.

### El hundimiento

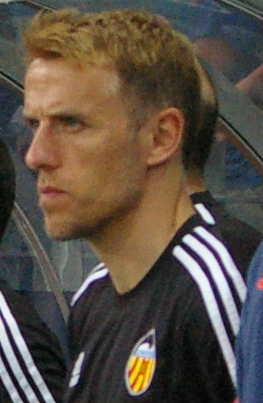
Phil Neville, nuevo asistente de Nuno

La primera parte del verano 2015 se inició algo convulsa ante varios temas, como la necesidad de fichar un portero de garantías tras la grave lesión de Diego Alves en la última jornada de la campaña anterior, y la baja también de André Gomes para la disputa de la fase previa de la Liga de Campeones en agosto. Además el 25 de mayo el representante de Nicolás Otamendi, jugador revelación en la pasada temporada, comunicó públicamente el deseo del futbolista de abandonar el club ante las grandes ofertas que le llegaban desde la Premier League.
El 28 de junio de 2015 el club hizo oficial la incorporación del exfutbolista británico Phil Neville como asistente técnico del entrenador Nuno, en sustitución del escocés Ian Cathro que alegó motivos personales para irse al fútbol británico.
A partir del mes de julio, sin ninguna estructura deportiva en el club tras la dimisión de Rufete y su equipo, Nuno pasó a tener plenos poderes en el área deportiva en línea directa con Lim y Layhoon Chan. Se anunciaron entonces la renovaciones de Dani Parejo y Pablo Piatti, ambas con unas elevadas fichas anuales que la anterior dirección deportiva no estaba dispuesta a ofrecerles, y las contrataciones de jóvenes y prometedores futbolistas (con la estrecha colaboración de Jorge Mendes en todas las operaciones) como Santi Mina de 19 años (10 millones de euros), Bakkali de 19 años (libre), Danilo Barbosa de 19 años (cedido con opción de compra de casi 15 millones de euros) y Ryan de 23 años (7 millones de euros). La juventud de los fichajes, sumado al alto precio de algunos de ellos y a la constante influencia de Jorge Mendes, hizo a la afición temer que posiblemente no se estaba mejorando la plantilla, por lo que había dudas sobre si podrían afrontar con garantías el regreso del club a la Champions League.

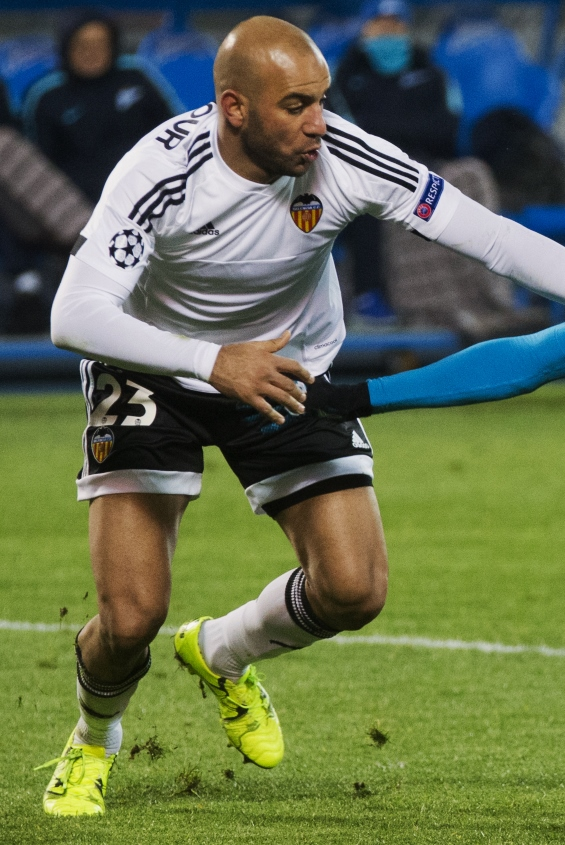
Aymen Abdennour, fichaje del Valencia en 2015

Más dudas y temores llegaron a la afición cuando se supo que el rival en la fase previa de la Liga de Campeones iba a ser el Mónaco, tercer clasificado en la liga francesa, y además en el Trofeo Naranja el equipo cayó derrotado 1-3 contra la Roma, mostrando muy poco fútbol, y en el acto de presentación del equipo la grada de Mestalla recibió con pitos al técnico Nuno, mostrando así su descontento con la política de fichajes y con las salidas de Salvo y Rufete. Además el equipo perdió al central Otamendi pocos días antes de la eliminatoria de Champions negándose a entrenar y a jugar con el equipo, forzando así que el club negociara con el Manchester City. Finalmente fue traspasado al club británico a cambio de 45 millones de euros, la segunda venta más alta en la historia del club. A pesar de todo el portugués Vezo suplió bien al argentino en la eliminatoria y se superó con una victoria 3-1 en Mestalla (con goles de Rodrigo, Parejo y Feghouli) y una derrota 2-1 en el Luis II, con un golazo de Negredo. Por fin se podía decir que el club volvía definitivamente a la Liga de Campeones, completando así la primera edición en la que competirán cinco clubes de un mismo país (Valencia, Barcelona, Real Madrid, Atlético y Sevilla).
Una vez garantizada la presencia en la máxima competición europea, el club reforzó su defensa con dos centrales para cubrir la marcha de Otamendi: el brasileño Aderllan Santos (del Sporting de Braga a cambio de 9'5 millones de euros) y el tunecino Aymen Abdennour (del Mónaco a cambio de casi 22 millones de euros), uno de los defensas centrales más deseados por los principales clubes europeos. En ambas operaciones intervino Jorge Mendes, y así como el fichaje del tunecino se aplaudió, el del brasileño suponía pagar casi diez millones de euros por un desconocido central. 
El sustituto de Rufete al frente de la Academia valencianista y toda la cantera fue finalmente José Ramón Alesanco, que estuvo cinco años a cargo del fútbol base del Barcelona y mantuvo varias conversaciones con el consejero valencianista Kim Koh antes de firmar por el Valencia.

#### El fracaso de Nuno

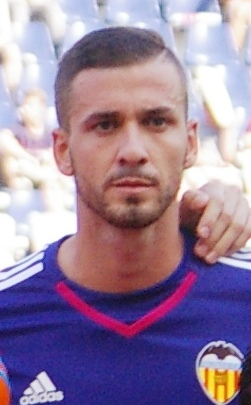
Jaume Doménech, "el gato de Almenara" debutó en Primera en El Molinón

La temporada 2015/16 se inició con dos decepcionantes empates en Vallecas (0-0) y en Mestalla frente al Deportivo (1-1), un extraño cambio de juego del técnico que ahora buscaba tener más la pelota y unas rotaciones extrañas y bastante inexplicables, cosas que inquietaron más todavía a la afición respecto al técnico y presunto manager deportivo Nuno y sobre los fichajes excesivamente caros y jóvenes del equipo. Además, a la lesión de larga duración de Diego Alves se le sumó la lesión del nuevo portero Mathew Ryan, que estaría entre uno y dos meses de baja, por tanto el equipo deberá afrontar este inicio de temporada con los guardametas Yoel Rodríguez y Jaume Domènech, siendo finalmente el valenciano el escogido para defender la portería como titular. Este imprevisto hizo que el club tuviera que dejar fuera de la lista de inscritos para la Liga de Campeones a un jugador de campo, y el elegido fue el joven belga Bakkali.

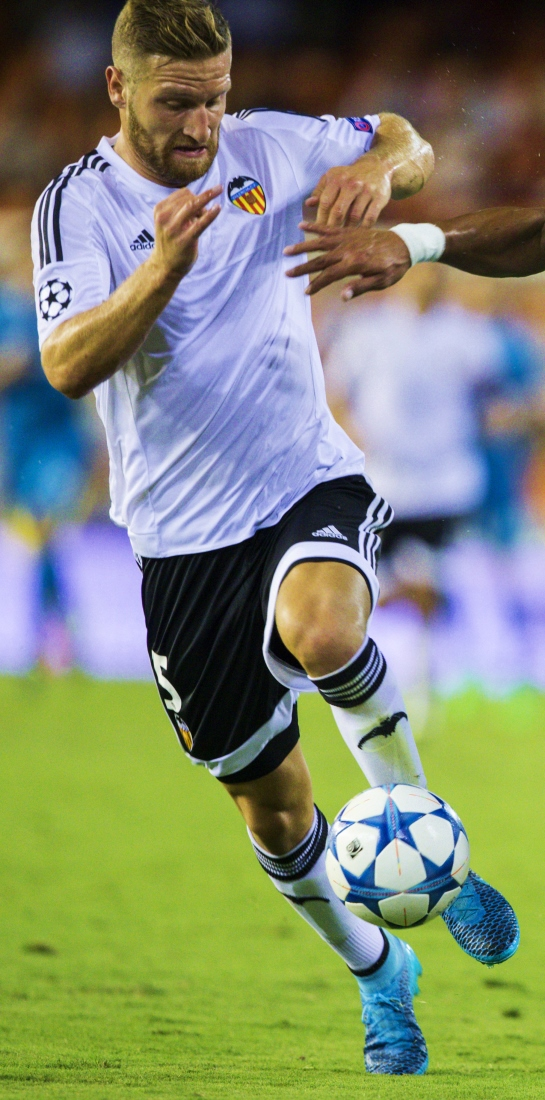
Mustafi, al inicio de la temporada 2015/16

La sensación era que la plantilla no se había reforzado en puestos clave, y el juego no ofrecía ninguna mejora o evolución respecto a la temporada anterior. Todos los dedos señalaban a Nuno como máximo responsable del área deportiva, con el beneplácito de Peter Lim. Además a la afición no gustaron nada las salidas de Amadeo Salvo y de Rufete, ya que era conocida la mala relación que mantenían ambos con el técnico Nuno. 
El debut en Champions League no calmó la situación sino que la empeoró. Tras una sufrida victoria en El Molinón (con una espectacular actuación del debutante Jaume Domènech) el equipo cayó derrotado 2-3 en Mestalla frente al Zenit ante un estadio semivacío por el alto precio de las entradas que puso el club para esta competición, y el siguiente encuentro, en la 4.ª jornada de liga, fue un decepcionante empate 0-0 frente al Betis (recién ascendido y con un jugador expulsado casi todo el segundo tiempo), ofreciendo un juego sin sentido y con Nuno dejando fuera de la convocatoria a hombres importantes o en buen estado de forma como Negredo, Enzo, Piatti, Cancelo y Vezo. Todo ello desencadenó en que Mestalla cantara fuertemente "¡Nuno vete ya!" al finalizar el encuentro, además de recibir con un fuerte abucheo a Rodrigo en el minuto 82 cuando entró al terreno de juego.
Eran muchos los malestares de la afición con el club y en particular con el técnico, que además volvió a sorprender a todos dejando fuera de la convocatoria para el siguiente partido a Mustafi, el mejor central del equipo en ese momento. Se perdió dando una malísima imagen en Cornellà, y el siguiente encuentro como local la afición volvió a pitar a Nuno por la pobre imagen frente al Granada, a pesar de la victoria 1-0 con Mustafi y Jaume Domènech como los héroes del encuentro. A continuación vino una victoria 0-1 en Champions contra el Olympique de Lyon, dando una mejor imagen gracias a un gran gol de Feghouli, pero otra inmediata derrota por 3-1 en San Mamés ofreciendo una pésima imagen volvió a encender los ánimos. 

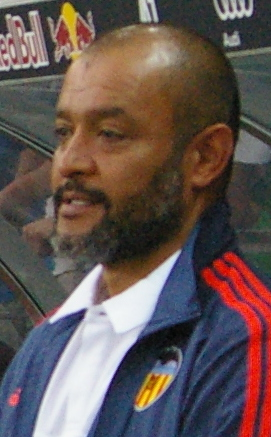
Nuno Espírito Santo, muy cuestionado por sus decisiones como técnico y por su poder en el club, fue destituido el 29 de noviembre de 2015

Se consumó el peor inicio goleador del club en liga en toda su historia, con solo 4 goles a favor en las primeras 7 jornadas, algo incomprensible viendo los números de la anterior temporada, que fueron muy buenos. Se barajaron varias teorías a este cambio de rumbo de una plantilla con tanto dinero invertido, aunque el centro estaba siempre el caótico juego del equipo, extrañas decisiones de Nuno, la juventud e inexperiencia de los nuevos fichajes, no haber reforzado posiciones clave, y la relajación de futbolistas que deberían dar más, algunos de ellos con su contrato recientemente mejorado. 
A mediados de octubre Negredo, desacertado cara a la portería como todo el equipo, en una entrevista respondió que el sistema de Nuno este año era distinto al anterior y que por eso jugaba más lejos de la portería y el juego era un poco menos directo, y la reacción del técnico ante sus declaraciones fue dejarlo fuera las convocatorias todos los partidos desde ese instante. El portugués alegó motivos deportivos, algo que nadie creyó al no tener alternativas en ataque, sobre todo tras la lesión de Rodrigo y con la baja de Bakkali en Champions. Llegó incluso a convocar a un delantero juvenil, Rafa Mir, para no tener que convocar a Negredo.
La victoria frente al Málaga no mejoró los ánimos por la pésima imagen ofrecida, sobre todo en el segundo tiempo, y la grada seguía perdiendo la paciencia tanto con el técnico como con Rodrigo y el capitán Dani Parejo. Una ajustada victoria en Champions contra el modesto KAA Gent y una pésima imagen en el Calderón siguieron caldeando los ánimos, que llegaron a su punto más álgido en la 10.ª jornada frente al rival de la ciudad, el Levante UD, colista de la categoría, que superó a los valencianistas en todos los aspectos del juego excepto el marcador. Tal fue la indignación que, pese a la victoria por 3-0, el público despidió con una sonora pitada al equipo con contundentes cánticos de "¡Nuno vete ya!", y reclamó el regreso de Negredo al equipo. La imagen del equipo tocó fondo días después en Gante cayendo derrotado por 1-0, complicándose mucho la clasificación para la siguiente fase y mostrando una nula capacidad de ambición o reacción. La plantilla empezó a dar la espalda a su técnico por sus extrañas decisiones sin dar explicación, y en particular por mantener fuera de las convocatorias a Negredo.
Una sorprendente victoria en Vigo por 1-5, con gran partido de Alcácer y Parejo, calmó temporalmente los ánimos, pero un ridículo partido en casa contra Las Palmas, antepenúltimo en la clasificación, con empate 1-1 pero siendo superados en todo por el equipo visitante, estalló de nuevo los ánimos y el cántico de "¡Nuno vete ya!" volvió a sonar con fuerza, apuntando cada vez más a la permisividad de Meriton por mantenerlo en su puesto y por la mala planificación deportiva con tanto dinero invertido. Otra derrota más, frente al Zenit (2-0), provocó que además el club no dependiera de sí mismo para clasificarse para la siguiente fase de la Champions League, teniendo además un grupo bastante asequible. No solo enfurecían los resultados, el juego y la poca lucha durante los partidos, sino las declaraciones de Nuno tras los encuentros haciendo lecturas positivas que nadie más había visto tras unos partidos lamentables. 
El domingo 29 de noviembre de 2015 la paciencia de Meriton Holdings con el técnico terminó y, al tener informes muy negativos de varios empleados del club sobre Nuno, la presidenta Lay Hoon Chan comunicó a Lim que había que cortar la situación. Por tanto ese mismo día se acordó la salida del técnico antes incluso de la derrota 1-0 frente al Sevilla en la 13.ª jornada (en la que el entrenador portugués volvió a desesperar a la afición sorprendiendo con la suplencia de Jaume, mejor portero de la liga en ese momento, con cambios que indicaban no ir a por el partido, y con un equipo absolutamente nulo en creación y en ataque), y tras el partido Nuno fue destituido oficialmente dejando el equipo en la 9.ª posición. Al día siguiente, tras ocho horas de negociación, se llegó a un acuerdo para rescindir su contrato. Otras informaciones apuntaron a una posible dimisión del técnico antes del partido alegando el ambiente irreconciliable con la afición, pero esto correspondía más a una limpieza de la imagen pública del técnico por parte de su amigo y representante Jorge Mendes. La presidenta Layhoon Chan dejó bien claro que el nuevo entrenador no tendría relación con Jorge Mendes.
De forma provisional se hizo cargo de los entrenamientos Voro, delegado del club que ya dirigió al equipo en dos etapas anteriores, con el apoyo de Phil Neville, y serían los técnicos en el partido de Copa frente al Barakaldo de 2.ª B (que terminó con victoria 1-3) y el de liga frente al Barcelona (que terminó con un muy peleado empate 1-1 teniendo el equipo diez bajas entre lesionados y sancionados).

#### La Junta de los 100 millones
En junio de 2015 el Tribunal Supremo había anulado definitivamente (tal como se esperaba) el PAI que se planificó en Porxinos en 2005 para construir una nueva Ciudad Deportiva valencianista, ratificando así la decisión del TSJ. Al ser declarado ilegal y al haber invertido un dinero, el Valencia tendría que reunirse con el nuevo gobierno del ayuntamiento de Ribarroja del Turia para conformar a lo largo de los siguientes cinco años un nuevo PAI que se ajuste a la legalidad y beneficie a todas las partes. El 6 de octubre tuvo lugar la primera reunión entre el consejero valencianista Kim Koh y el nuevo alcalde, Robert Raga, en la que se sentaron las bases para que el club presente próximamente un nuevo PAI que incluya la nueva Ciudad Deportiva en Porxinos pero respetando la legalidad vigente y a todas las partes afectadas. Cabe destacar que el expresidente Amadeo Salvo consiguió un acuerdo ante notario que reducía en 140 millones el riesgo económico que esta operación urbanística podría suponer en un futuro para el club.
El 24 de septiembre de 2015, coincidiendo con el malestar de la afición por los malos resultados deportivos, se presentó oficialmente la plataforma "Marea Valencianista" con Miguel Zorío al frente, exvicepresidente del club con Vicente Soriano durante la campaña 2008/09. Las intenciones de esta plataforma fueron presentar una demanda judicial ante Peter Lim, Jorge Mendes y Amadeo Salvo por el proceso de venta de las acciones a Meriton y también fiscalizar que se cumpla lo comprometido con el empresario singapurense. El club negó rotundamente las graves acusaciones de Zorío sobre el proceso de venta y sobre el presunto enriquecimiento particular a través de los fichajes del club, y no descartó emprender acciones legales contra él. La afición valencianista por su parte, pese al descontento con la planificación deportiva de Meriton, no otorgó ningún valor a esta acusación puesto que no había olvidado quién era Miguel Zorío. Durante su vicepresidencia mintió a los accionistas en una Junta General afirmando tener vendidas las parcelas de Mestalla por 300 millones de euros, afirmación que no fue cierta. Además durante aquella temporada hubo que detener la construcción del futuro estadio y los futbolistas dejaron de percibir su salario durante varios meses. En otro orden de cosas, Miguel Zorío fue también uno de los imputados por el caso de corrupción Nóos, y también salieron a la luz documentos que probaban su desmedido interés por regresar al club y construir el futuro estadio, prometiendo retirar una denuncia contra la ampliación de capital de 2009 si aceptaban su regreso al club para construir el estadio mediante un presunto acuerdo que tenía con la multinacional "ISG", acuerdo que en realidad tampoco existía. En menos de un mes la demanda fue archivada por la Fiscalía provincial al no encontrar ningún indicio de delito.
La presidenta del club, Layhoon Chan, anunció oficialmente el 30 de septiembre de 2015 que el máximo accionista, Meriton Holdings, aprobará en la siguiente Junta de Accionistas una capitalización por valor de 100 millones de euros, con lo que Meriton pasaría a tener mayor poder accionarial, a pesar de no necesitarlo porque ya disponía de una amplia mayoría. De este modo quedaría saldada la deuda del club con Peter Lim por el dinero prestado en fichar jugadores. Esto tranquilizó a nivel económico y social a la afición porque demostraba un fuerte compromiso de no querer aumentar la deuda del club. 
El 11 de diciembre se celebró la Junta de Accionistas que pasó a conocerse como "La Junta de los 100 millones", ya que se aprobó la ampliación de capital por valor de dicha cantidad. Además en esta junta se aprobó por primera vez en la historia del club el uso del valenciano como lengua oficial del club junto al inglés, y se anunció la renovación de Mario Alberto Kempes como embajador internacional del club. En esta junta, la presidenta Layhoon Chan repasó todo lo hecho hasta la fecha, sus planes de futuro y las ganas de Meriton de quedarse y seguir con este proyecto varios años más. A pesar de no ser valencianista desde pequeña, declaró emocionada todo el esfuerzo y trabajo que llevan haciendo tanto ella como Meriton durante ya dos años (primero en el proceso de venta y luego al frente del consejo de administración del club) con el máximo respeto a su afición y a su historia, palabras a las que los accionistas respondieron con una fuerte ovación de aplausos. De todas formas las grandes preocupaciones de los aficionados siguieron siendo la falta de un director deportivo y la estrecha colaboración con el agente de jugadores Jorge Mendes.
El 23 de diciembre de 2015 el máximo accionista, Peter Lim, felicitó las fiestas navideñas a todo el valencianismo e hizo balance públicamente de su primer año al frente del club, cómo vive el valencianismo desde Singapur, cuáles son las metas del club a largo plazo, el porqué de la elección del nuevo entrenador, cómo ve a la plantilla y a la afición valencianista.
El 31 de enero de 2016 terminó el plazo para suscribir acciones con un total de 2.753 nuevas acciones por parte del pequeño accionista (185.843,76 euros) y el resto de la ampliación cubierta por Lim con 100 millones de euros. De esta forma el capital social pasó de los 51.085.716 euros a los 151.271.559,76 euros y Lim pasó de ser el propietario del 70'4 % de las acciones a poseer el 82%.

#### Los meses de Neville

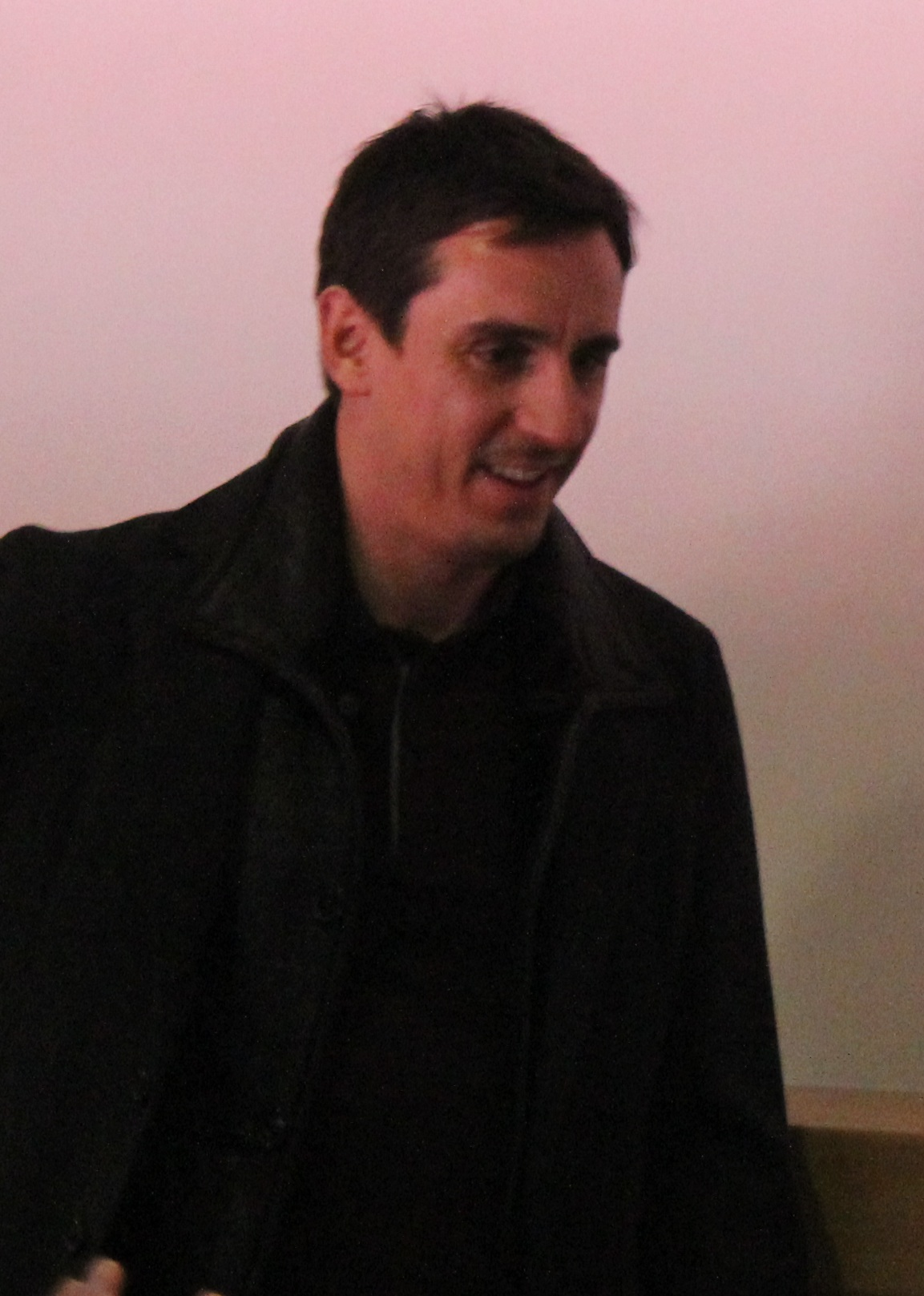
Gary Neville fue nombrado entrenador el 6 de diciembre de 2015 y fue destituido el 30 de marzo de 2016

A partir del 6 de diciembre de 2015 se hizo cargo de la plantilla el británico Gary Neville en principio hasta el final de la temporada, ídolo mediático en Inglaterra y amigo personal y socio de Peter Lim, además de segundo entrenador de la selección inglesa con Roy Hodgson. El propio Gary Neville declaró ser consciente de las dudas que causaba su fichaje al no tener experiencia como entrenador, pero decidió colaborar estrechamente con gente de la casa y nombró a Miguel Ángel Angulo, hasta ese momento entrenador del Juvenil A, como su segundo entrenador. Phil Neville siguió con su labor de asistente técnico. 

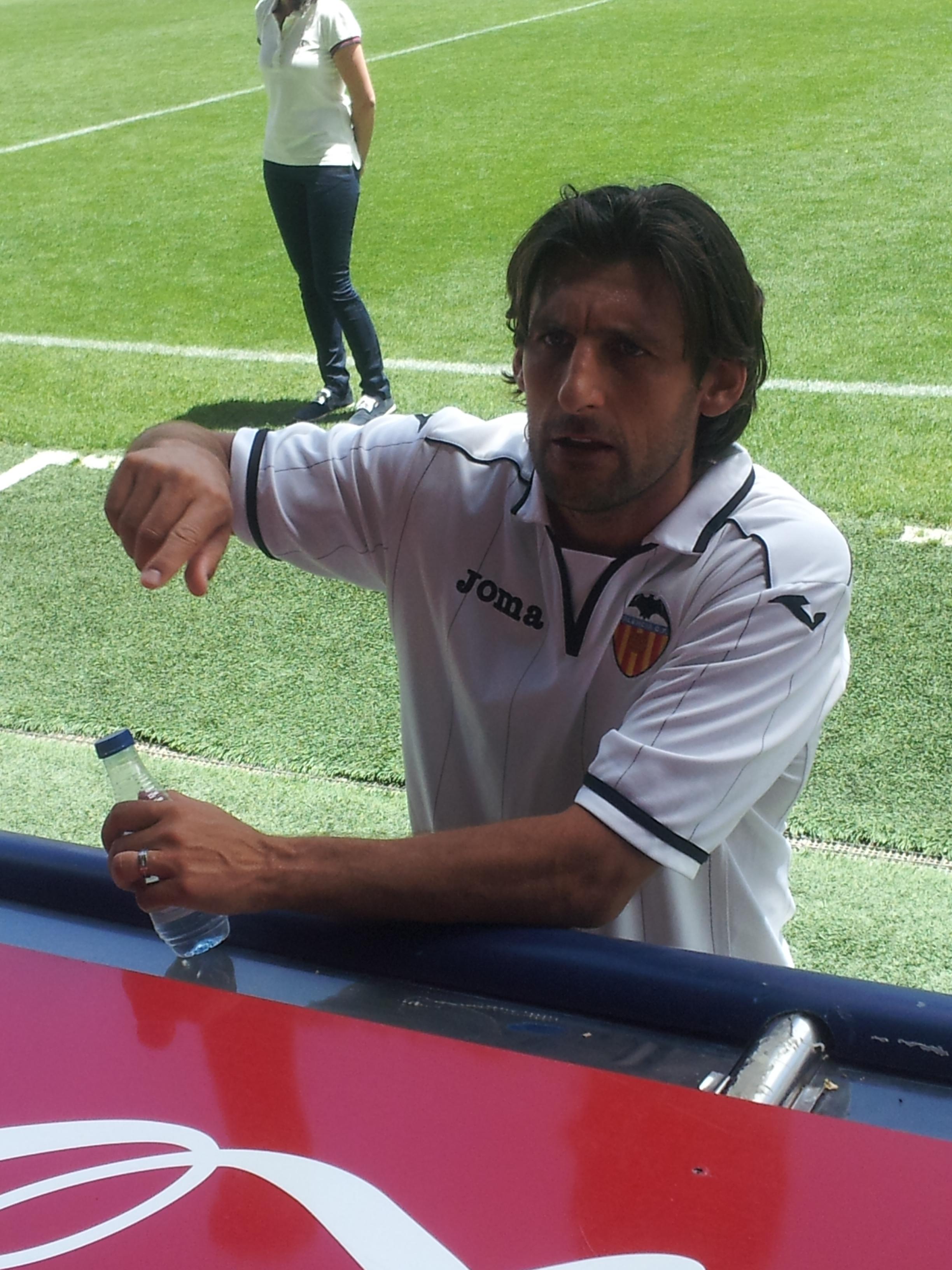
Miguel Ángel Angulo dejó de dirigir al Juvenil A para ser segundo entrenador de Gary Neville

Su debut como entrenador fue el 9 de diciembre de 2015 recibiendo al Olympique de Lyon en Mestalla. El equipo ya no dependía de sí mismo, fruto de las derrotas ante Gent y Zenit con el anterior técnico, Nuno, y necesitaba ganar y esperar que el Gent no ganase su partido, pero ninguna premisa se cumplió porque los belgas ganaron su partido y el Valencia perdió 0-2 frente al Lyon, quedando así 3.º de grupo y por tanto eliminados de la Champions, pasando a disputar la Europa League.
El debut de Gary Neville en la liga fue en Ipurúa frente al Eibar y el juego del equipo siguió tan ausente como siempre. En los últimos minutos se logró empatar 1-1 el partido, siendo Jaume el auténtico héroe deteniendo un penalti inexistente. A continuación se confirmó la eliminación del Barakaldo en Copa con el reencuentro de Negredo con el gol, y se mejoró la imagen del equipo frente al Getafe a pesar del empate 2-2 fruto de errores defensivos. 
El técnico inglés mostró mucho interés en integrarse, y en sus convocatorias y alineaciones empezó a verse que sus decisiones eran muy distintas a las de Nuno, ya que volvió a contar con Negredo, De Paul y Orban, y dejó de convocar a Rafa Mir, pero ante las numerosas bajas por problemas físicos empezó a convocar (y en algunos casos a hacer debutar) a canteranos como Zahibo, Fran Villalba, Diallo, Tropi, Iban Salvador y Lato.
Al empezar la segunda vuelta el técnico optó por un cambio en la portería y pasó a dar la titularidad al joven Ryan, decisión que no gustó a gran parte del público porque Jaume había sido el mejor jugador de la primera vuelta, pero el australiano respondió con buenas actuaciones y seguridad bajo los palos.
Con el equipo en un mediocre 11.º puesto, muy lejos del objetivo del cuarto puesto, con gran número de jugadores lesionados, y con una alarmante crisis de juego y resultados, el 13 de enero de 2016 el club hizo oficial la incorporación de Jesús García Pitarch como director deportivo para crear y dirigir una estructura deportiva que había quedado vacía desde el verano anterior. Con un contrato hasta enero de 2018 iniciaba así su segunda etapa al frente de la dirección deportiva del club, no sin la sospecha de haber llegado bajo sugerencia o recomendación del agente Jorge Mendes, acusaciones que él mismo desmintió, o bien por recomendación del veterano director de comunicación del club, Damià Vidagany. Una semana después fue incorporado el exfutbolista Vicente Rodríguez a la secretaría técnica. Antes del cierre del mercado de invierno el club intentó varias incorporaciones (como las de Mosquera o Sarabia) pero terminó obteniendo las cesiones de Siqueira y Chéryshev, y las salidas también en forma de cesión de Orban al Levante y De Paul al Racing de Avellaneda.

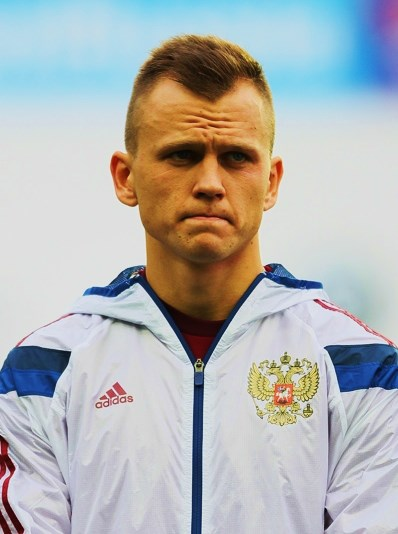
El hispano-ruso Denís Chéryshev llegó cedido en el mercado de invierno y sufrió una grave lesión

El mal juego, la falta de victorias y algunas informaciones publicadas en prensa condujeron a un ambiente tenso en el vestuario, y a un cambio en la capitanía del equipo, nombrándose nuevos capitanes a Alcácer y Negredo (junto a los entonces lesionados Diego Alves y Javi Fuego) en detrimento del hasta entonces cuestionado capitán Dani Parejo de mutuo acuerdo con el técnico.
El equipo de Gary Neville no conseguía ganar ni un solo partido de Liga y llegó al 14.º puesto a solo 4 puntos de los puestos de descenso a Segunda, perdiendo contra equipos en puestos de zona de descenso o en la lucha por evitarlo. En Copa se alcanzaron las semifinales pero se hizo uno de los mayores ridículos de la historia del club cayendo 7-0 en la ida en el Camp Nou (con cuatro goles de Luis Suárez y tres de Messi) sin mostrar el menor signo de competitividad desde el primer minuto. El ambiente entre la afición y el club pasó a ser de máxima tensión al ver que el equipo no reaccionaba y que ni el club, ni los jugadores, ni el técnico, ni su máximo accionista tomaban ninguna medida para evitar el desastre. El clamor pidiendo la destitución de Gary Neville ya era casi unánime, pidiendo un técnico con mayor experiencia, con más carácter, conocedor del idioma y de la liga española, así que el director deportivo Jesús García Pitarch contactó con técnicos como Juande Ramos y Joaquín Caparrós.
Gary Neville siguió en el cargo con la confianza del máximo accionista, Meriton, y logró al fin su primera victoria frente al Espanyol en Mestalla (2-1), con el regreso de Diego Alves a la portería tras 8 meses lesionado y con una plantilla necesitada de líderes con experiencia. Fue en la 24.ª jornada tras doce jornadas sin ninguna victoria del equipo, la segunda peor racha en los 97 años de historia del club, solo superada por el año del único descenso del equipo 30 años atrás en 1986. 

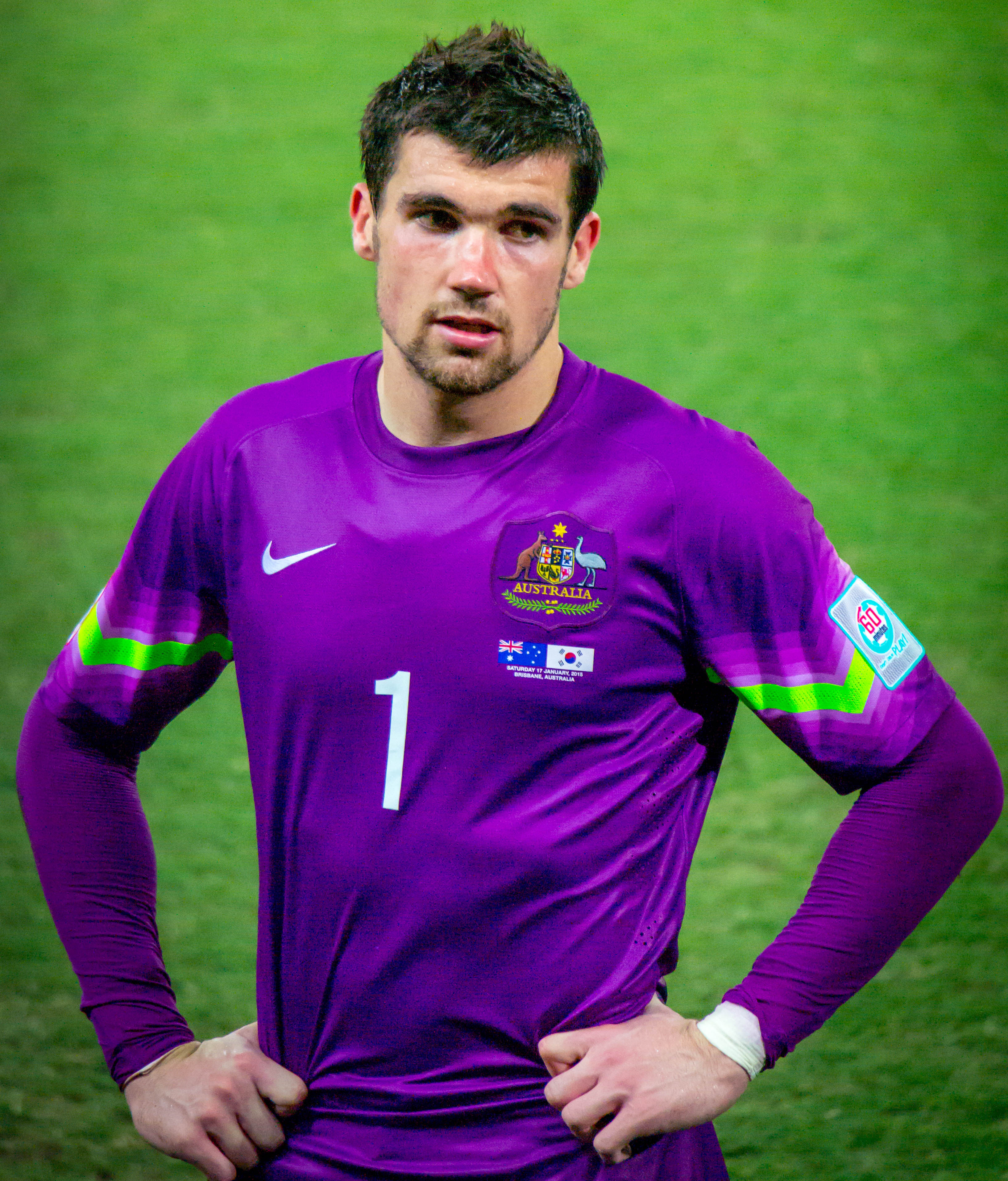
En la segunda vuelta Gary Neville confió en el australiano Maty Ryan como portero titular hasta la recuperación de Diego Alves

Se sumó al cuerpo técnico un nuevo miembro el 15 de febrero, el ex preparador físico y ahora entrenador Pako Ayestarán con la intención de que los jugadores comprendan mejor lo que les exige el técnico. Otra victoria frente al Granada y una magnífica eliminatoria de Europa League frente al Rapid de Viena con dos goleadas (6-0 y 0-4) hicieron pensar en el despertar del equipo, pero febrero se cerró con una vuelta a las andadas con graves errores individuales en la derrota 0-3 frente al Athletic. 
Por otro lado la indignación del valencianismo con la UEFA se multiplicó cuando el equipo juvenil fue injustamente eliminado de la UEFA Youth League al no dar validez al lanzamiento de un penalti que entró en la portería y rebotó en un hierro interno cuyo uso no es reglamentario, y cuando se exhibieron en el estadio Ernst Happel tres pancartas con graves insultos hacia el club y algunos de sus miembros.
La situación se volvió más dramática e insostenible tras tres derrotas consecutivas en liga (Athletic, Levante colista, y Celta) y tras la eliminación en octavos de final de la Europa League a manos del Athletic en una disputada eliminatoria que terminó decidiéndose por el valor doble de los goles en campo contrario y con polémica arbitral. La derrota en Mestalla frente al Celta (0-2) en la jornada 30.ª dejó al equipo 14.º a solo 6 puntos del descenso, consumó una terrible racha de veinte jornadas consecutivas encajando goles, siendo los tres porteros la mejor línea del equipo, y agotó toda la paciencia que quedaba a la afición, que cantó "Gary vete ya" pidiendo urgentemente la destitución de Gary Neville ante la nula reacción del equipo en situaciones adversas. Los cánticos no fueron solo contra el inexperto técnico inglés sino también contra el máximo accionista, Peter Lim, por haberlo contratado sin tener ninguna experiencia y por mantenerlo en el cargo. Además la pésima preparación física siguió pasando factura al equipo y al terminar esa jornada 30.ª eran bajas por lesión Diego Alves, Barragán, Cancelo, Santos, Siqueira, Gayà, Enzo Pérez, Parejo, Bakkali, Chéryshev, y con serias molestias André Gomes.
Finalmente el miércoles 30 de marzo de 2016, tras un parón de la competición liguera por partidos de selecciones nacionales y a tres días de enfrentarse a la UD Las Palmas, el club hizo oficial la destitución de Gary Neville como técnico. El propio Neville quiso despedirse del valencianismo admitiendo no haber estado a la altura de lo esperado y que su nivel tampoco había sido el que él mismo se exigió cuando llegó. Sus números le convirtieron en el peor entrenador británico de la historia de la liga española. También dejaron su cargo en el primer equipo el segundo entrenador, Miguel Ángel Angulo, y el preparador físico Jordi Sorlí.

#### Las finales de Ayestaran
Con el equipo 14.º a seis puntos del descenso, el sábado 2 de abril de 2016 debutó Pako Ayestaran como técnico valencianista para las ocho últimas jornadas en las que el club necesitaba alejarse de la zona de descenso. Junto a él llegaron el segundo entrenador David Caneda y el preparador físico José Viela. La dinámica continuó siendo alarmante en su debut en la 31.ª jornada porque el equipo se vino abajo ante los contratiempos, cayendo derrotado por 2-1 contra Las Palmas y confirmando así la cuarta derrota consecutiva del equipo. Los canarios superaron en la clasificación al Valencia, que pasó a ocupar el puesto 15.º manteniendo la misma distancia con los puestos de descenso.

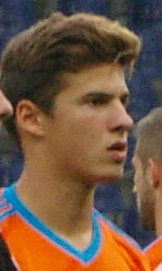
Santi Mina se convirtió en el delantero más en forma del equipo en la recta final de la temporada

La 32.ª jornada el entorno valencianista, viendo la urgencia de sumar puntos por parte del equipo, se conjuró para apoyar al club en el difícil encuentro frente al Sevilla en Mestalla, y el ambiente fue espectacular antes y durante el partido, aunque el horario no acompañaba, las 16:00 h. El juego del equipo mejoró notablemente pero faltaba rematar las ocasiones. El público aplaudió la entrega de su equipo, y se terminó ganando por 2-1 gracias a los goles de Parejo de falta directa y de Negredo en el último instante del partido, y gracias también a un gran partido de un Santi Mina que entró en el once titular en el último momento por molestias físicas de Piatti, que iba a ser el titular. Este resultado hizo por fin respirar a todo el valencianismo porque los puestos de descenso se alejaron a nueve puntos. Tras el partido se decidió abrir expediente y suspender diez días de empleo al argelino Feghouli, en principio por negarse a ejercitarse con sus compañeros y perderse además la semana anterior un entrenamiento por perder un avión, lo que además complicaba la posible renovación de su contrato para la próxima temporada.
A pesar de la victoria en el descuento muy poca gente confiaba en obtener un buen resultado en el Camp Nou en la 33.ª jornada ya que se visitaba al líder, el Barcelona, a pesar de estar en horas bajas al venir de perder dos jornadas consecutivas y ser eliminados de la Champions. En cambio esta vez la fortuna se alió con el Valencia, un espléndido Diego Alves evitó varios goles del vendaval azulgrana, y antes del descanso el equipo logró marcar dos goles: uno de Rakitić en propia portería tras desviar un centro de Siqueira y otro de un enchufadísimo Santi Mina tras una grandísima jugada colectiva entre Enzo, André y Parejo. En el segundo tiempo Messi lograba el gol 500 de su carrera deportiva, pero ni Luis Suárez, Rakitić, Piqué ni un desquiciado Neymar lograron marcar, así que la victoria fue para el Valencia de Pako Ayestaran por 1-2 que lograba así dos victorias consecutivas. El fantasma del descenso se alejaba definitivamente a once puntos y el equipo se situaba 12.º.
La jornada 34.ª certificó la mejoría del equipo con una cómoda goleada 4-0 al Eibar en Mestalla con un hat-trick de Paco Alcácer tras tres meses de sequía goleadora y un gran partido de Cancelo, Rodrigo y Parejo. Se conseguía así por primera y única vez en la temporada tres victorias consecutivas y el Valencia se situó 8.º a seis puntos de puestos europeos. 
En cambio en la jornada 35.ª las escasas opciones europeas se esfumaron al empatar 2-2 en casa del colista Getafe, resultado que a punto estuvo de ser una derrota pero un enorme Diego Alves volvió a salvar al equipo. La actitud del equipo no gustó nada y el fútbol volvió a ser el de toda la temporada. Las malas sensaciones se confirmaron la siguiente semana al ofrecer una pésima imagen en casa frente al Villarreal cayendo derrotados por 0-2 sin ningún síntoma de posible reacción, además jugando contra los futbolistas suplentes del club amarillo, y obteniendo un resultado que dejaba a los castellonenses definitivamente en puestos Champions. El público terminó indignado con la imagen que dieron sus jugadores, se perdió la confianza en el técnico vasco, y desde la grada Peter Lim vio la mala imagen del equipo. 
La siguiente jornada el club repitió una mala imagen en el Santiago Bernabéu con una gran fragilidad defensiva. En el segundo tiempo el equipo mejoró ante un Real Madrid también flojo en defensa y le puso varios minutos contra las cuerdas, pero terminó el partido con una derrota por 3-2 y con varias polémicas arbitrales. Y la última jornada en Mestalla fue frente a una Real Sociedad sin nada en juego y con los futbolistas valencianistas más centrados en empezar sus vacaciones que en ganar el partido. El público terminó indignado con el partido (que fue una derrota 0-1 en el descuento) y con la temporada, pidiendo airadamente cambios en la plantilla y el cuerpo técnico. El puesto final del equipo fue 12.º con 44 puntos, a seis puntos del descenso de categoría. Fue la cuarta peor temporada de la historia del club.

#### El equipo de Pitarch

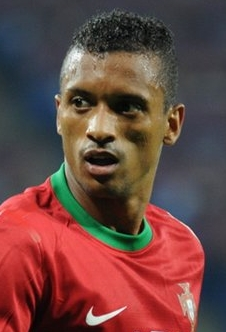
Nani se convirtió en el primer fichaje de la temporada 2016/17

El 24 de mayo de 2016, tras un viaje a Singapur, se hizo oficial la renovación del técnico Pako Ayestaran por dos temporadas. La decisión fue tomada por el máximo accionista Peter Lim al ser la opción mejor valorada por el director deportivo Suso García Pitarch. La decisión fue ampliamente impopular al esperar la afición la contratación de un técnico mucho más experimentado para reconducir la pésima campaña anterior y para ayudar a confeccionar la plantilla. Entre los cambios estuvo el despido del jefe de los servicios médicos, Juan Albors, tras tres temporadas, y la contratación del Dr. Luis González Lago, además de la incorporación del exportero César Sánchez como técnico asistente, en sustitución del británico Phil Neville. En la dirección deportiva se prescindió también de los servicios del exfutbolista Miguel Ángel Bossio tras veinte años como miembro de la secretaría técnica del club.
Tras la presentación de la campaña de renovación de abonos para la temporada 2016/17 el 1 de junio de 2016 se produjo un gran malestar en la cúpula de la grada joven de animación Curva Nord Mario Alberto Kempes por la limitación de su edad a no más de 30 años, lo cual dejaba fuera a socios fundadores de la grada como varios integrantes de la peña Ultra Yomus. Esto produjo que aumentara el distanciamiento entre la directiva del club y la grada de animación.
El 4 de julio de 2016 se conoció la elevada sanción al club de 20,4 millones de euros por parte de la Comisión Europea al beneficiarse de unas condiciones ventajosas en la ampliación de capital de 2009 recibiendo un dinero de Bancaja avalado por el Instituto Valenciano de Finanzas. Esta multa se sumó a la necesidad de reducir el coste de plantilla por la normativa del Fair Play Financiero al no disponer de ingresos por competiciones europeas, lo cual complicó más aún la planificación deportiva del director deportivo Suso García Pitarch.
Pese a todo se logró hacer oficial el primer fichaje el 5 de julio, el de Nani a cambio de 8'5 millones de euros procedente del Fenerbahçe, que se encontraba disputando la Eurocopa 2016 con su selección de Portugal, con la que hizo un destacado papel y finalmente logró alzarse campeón del torneo. Se dieron quince bajas en total, y una de las más dolorosas fue la del portugués André Gomes que, con una cláusula de 110 millones de euros y una gran proyección, el club lo valoraba en unos 65 millones y finalmente fue traspasado al Barcelona por 35 fijos más 20 en variables y 15 en bonus.

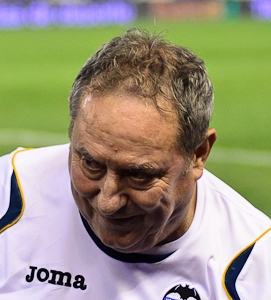
Bernardo "Españeta", mítico utillero valencianista, se jubilaba en agosto de 2016 a los 78 años y fue homenajeado en el Trofeo Naranja

El malestar de la afición con el club fue alto al ver que se valoraban diversas ventas de futbolistas, cuando la llegada de Lim en 2014 hacía presagiar que ya no sería necesario vender para cuadrar presupuestos. Además las incorporaciones eran escasas y de poco renombre (Medrán, Montoya y Mario Suárez), y por si fuera poco Dani Parejo solicitó ser traspasado al Sevilla, propuesta que el club rechazó de pleno y apartó al futbolista parte de la pretemporada hasta que finalmente se disculpó y fue reincorporado al grupo. Fue recibido con una sonora pitada del público en la presentación del equipo.
El Trofeo Naranja sirvió, además de como presentación del equipo ante su público, para homenajear al mítico y carismático utillero Bernardo "Españeta" que se jubilaba definitivamente a sus 78 años tras estar más de 55 años en el club. El argentino Claudio López fue el padrino del torneo.

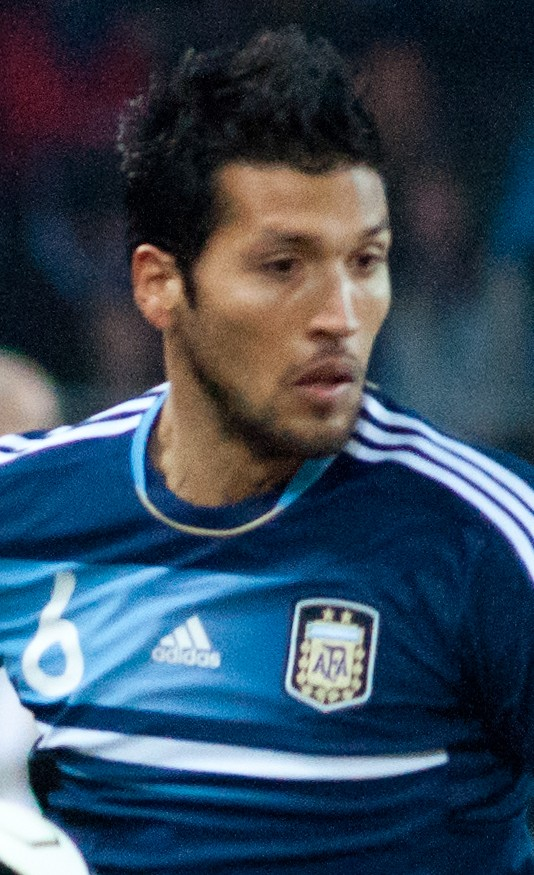
Ezequiel Garay, central argentino fichado en agosto de 2016

El inicio de la Liga fue pésimo en la línea defensiva y en la efectividad cara a gol y se perdieron las dos primeras jornadas ante dos equipos teóricamente inferiores como Las Palmas (2-4) y Eibar (1-0). Los graves problemas defensivos los trató de corregir el director deportivo Suso García Pitarch reuniéndose con Jorge Mendes antes del cierre del mercado de fichajes y cerrando las llegadas de sus dos centrales Garay y Mangala (que cubrirían las bajas de Mustafi, traspasado por 41 millones al Arsenal, y de Vezo, cedido al Granada). En ataque el joven delantero Munir cubrió la dolorosa marcha de Paco Alcácer, que pidió ser traspasado al Barcelona.
La temporada siguió de mal en peor. Los resultados siguieron siendo derrotas las dos siguientes jornadas ante Betis (2-3) y Athletic (2-1), y el juego y las sensaciones también fueron a peor. Tras la 4.ª jornada el equipo era colista en solitario con 0 puntos, motivo suficiente para que el 20 de septiembre se hiciera oficial la destitución de Pako Ayestaran como técnico, confirmando así que no debía haber sido renovado en verano por Suso y Lim. Se hizo cargo del equipo de forma temporal Voro por cuarta vez en su carrera. 
La presencia de Voro fue interpretada casi como un talismán al lograr el equipo dos victorias consecutivas ante Alavés (2-1) y Leganés (1-2), a pesar de que seguían errores defensivos y problemas en la creación de juego. El portero Diego Alves pasó a la historia de la Liga el 25 de septiembre en Butarque al convertirse en el guardameta que más penaltis ha detenido en toda la historia de la competición, con un total de 17 penaltis detenidos de los 39 que le han lanzado (primero en el Almería y luego en el Valencia). El 28 de septiembre se confirmaba al italiano Cesare Prandelli como nuevo técnico valencianista hasta 2018 (tras no haber permitido la federación que el club contratara a Marcelino García Toral), volviendo así Voro a sus funciones de delegado tras la 7.ª jornada frente al Atlético de Madrid, encuentro que terminó con derrota 0-2 y con Diego Alves agrandando su leyenda al detener dos penaltis.

#### Tres meses con Prandelli

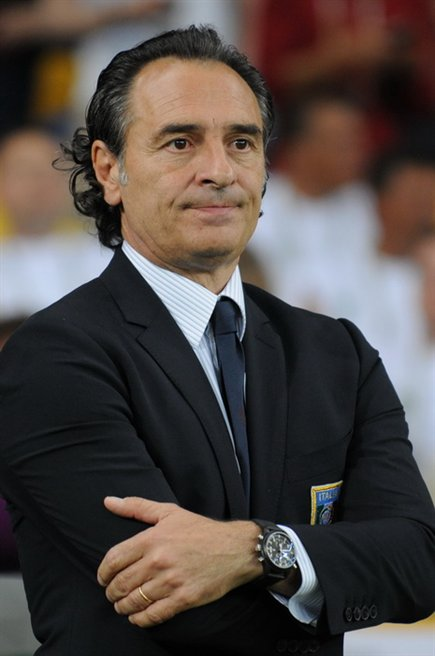
El técnico italiano Cesare Prandelli se hizo cargo del equipo a partir de la 8ª jornada 2016/17 y presentó su dimisión el 30 de diciembre

Con el equipo 18.º, Cesare Prandelli debutó en la 8.ª jornada el 16 de octubre en El Molinón de Gijón, con victoria 1-2 frente al Sporting gracias a un doblete de Mario Suárez y a un extraordinario partido de João Cancelo como extremo derecho. El equipo cambió mucho su imagen sobre el campo, y dicho cambio también se notó en el siguiente encuentro frente al Barcelona en Mestalla, un partido cargado de polémica arbitral protagonizada por Undiano Mallenco y que terminó con derrota 2-3 con gol de penalti en el tiempo de descuento, con los jugadores visitantes encarándose a la grada y con el lanzamiento de una botella de agua que impactó sobre ellos, motivo por el cual el estadio quedó apercibido de cierre. A continuación el equipo bajó la guardia y dio un paso atrás en intensidad en la siguiente jornada en Riazor empatando 1-1.
La Junta General de Accionistas celebrada el viernes 4 de noviembre de 2016 no resultó nada plácida para Meriton Holdings. La presidenta, Layhoon Chan, tuvo que escuchar duras críticas del resto de accionistas, sobre todo por malas decisiones en la gestión deportiva, por incumplir compromisos adquiridos durante la venta del club (la presidenta confirmó que el futuro estadio no estará terminado para el año del centenario), y por las medidas tomadas respecto a la grada joven de animación, cuyos miembros más veteranos pidieron seguir animando como los años anteriores. El club presentó unas pérdidas de 31 millones de euros, pero no por la falta de ingresos al no disputar ninguna competición europea (ya que ese balance se equilibró con importantes ventas como las de André Gomes, Mustafi y Alcácer) sino como consecuencia de la provisión realizada en relación con contingencias fiscales (como la sanción de la comisión europea de competencia por el aval que el Instituto Valenciano de Finanzas otorgó a la Fundación VCF en 2009, y la sanción de la Agencia Tributaria al club por irregularidades fiscales durante la presidencia de Manuel Llorente), ante las cuales el club ha presentado alegaciones y recursos para la suspensión cautelar de los pagos. Otro punto importante del día, y bien acogido, fue la inclusión en el consejo de administración de tres nuevos consejeros, entre ellos dos españoles (Juan Cruz Sol y Auxiliadora Borja, ambos hasta ese momento miembros del consejo asesor) y el diplomático singapurés de origen indio Anil Murthy, que pasó  a ejercer como director general ejecutivo y máximo responsable del área de comunicación, en sustitución de Damià Vidagany que toma las riendas del área de marketing desplazando al británico Peter Draper al área internacional.
Las siguientes cinco jornadas (últimas del año 2016) solo sirvieron para empatar los encuentros como local (ante el colista Granada y el Málaga) y perder los encuentros como visitante (ante Celta, Sevilla y Real Sociedad), lo que condujo a una situación de alarma con el equipo rozando los puestos de descenso. El técnico Cesare Prandelli no pudo más y lanzó un duro mensaje a los jugadores: "¡El que no sienta la camiseta que se vaya fuera!". El parón navideño se adelantó al aplazarse el encuentro de la 17.ª jornada hasta febrero debido a la participación del Real Madrid en la Copa Mundial de Clubes, y este parón fue aprovechado para reunirse en Singapur el técnico Cesare Prandelli con el director deportivo Suso García Pitarch, la presidenta Layhoon Chan y el máximo accionista Peter Lim para reforzar el equipo en el mercado de invierno.
En otro orden de cosas, antes de terminar el año natural, el 27 de diciembre, el club readmitió en la grada joven de animación a sus miembros mayores de 30 años que habían sido previamente expulsados en verano por motivo de su edad, lo que condujo a que dicha grada dejara de animar al equipo durante los encuentros como local en señal de protesta, pero el club advertía ahora de la expulsión de los seguidores radicales relacionados con actos violentos o amenazas. Esta decisión del club mantuvo el rechazo de la Curva Nord, y especialmente de uno de sus grupos fundadores, Ultra Yomus, que no mantenían el mismo criterio para calificar actos violentos y lo consideraban una forma de expulsar de la grada a quienes fueran críticos con la gestión de Meriton.
El 30 de diciembre de forma inesperada Cesare Prandelli presentó su dimisión irrevocable tras tres meses en el cargo. a pesar de que la afición confiaba en él como única persona del club en reconducir la crítica situación del equipo en el puesto 17.º. El técnico, tras el regreso a los entrenamientos por las vacaciones navideñas, se encontró sin las nuevas incorporaciones que Peter Lim le había prometido de cara al mercado de invierno, y Prandelli se sintió engañado. El club, a través de su consejero delegado Anil Murthy y del director deportivo García Pitarch, declaró que no podían concederle cinco fichajes y que el técnico solo buscó una excusa para marcharse al no sentirse capacitado de sacar al equipo adelante, y recordaron que el italiano solo obtuvo seis puntos en las ocho jornadas que dirigió. De nuevo se hacía cargo del equipo el delegado Voro.

#### "¡Peter vete ya!"
El 3 de enero de 2017, con la reciente dimisión de Prandelli como entrenador, la afición valencianista se manifestó con cánticos y pancartas contra Peter Lim y contra el director deportivo Suso García Pitarch en la previa de la ida de los octavos de final de Copa frente al Celta en Mestalla, encuentro dirigido ya por Voro en su quinta etapa al frente de la primera plantilla. La concentración fue convocada por la "Curva Nord", la grada joven de animación. La goleada encajada en ese encuentro (1-4) desató la ira definitiva en todo el valencianismo, que cantó el "¡Peter vete ya!" y veía casi inevitable el descenso de categoría y por supuesto la eliminación en la Copa.
Días después el director deportivo Suso García Pitarch presentó su dimisión irrevocable al club declarando que no podía seguir defendiendo aquello en lo que no creía. Antes de su marcha dejó casi cerrado el fichaje inmediato del delantero italiano Simone Zaza y del joven serbio Nemanja Maksimović, este último para la siguiente temporada. El nuevo director deportivo interino para el mercado de invierno, José Ramón Alesanco, cerró el fichaje inminente de Zaza con el visto bueno del máximo accionista Peter Lim, que cubría además la importante lesión de Rodrigo.

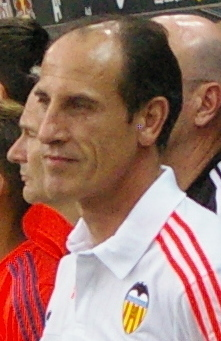
El delegado Voro se hizo cargo del equipo hasta final de temporada en su quinta y más larga etapa como técnico del primer equipo

El mes de enero, con Voro ratificado como entrenador hasta final de temporada, empezó con las protestas de la afición a Meriton Holdings, con la eliminación de la Copa y con un doloroso empate en el descuento en casa del colista, Osasuna, pero a continuación llegaron dos magníficas victorias consecutivas frente a Espanyol y Villarreal que hicieron recuperar la autoestima al equipo y la afición, distanciándose del descenso. En estas victorias influyó mucho, además de la mano de Voro con los jugadores, la recuperación de la mejor versión de Nani y la aparición ya como titular indiscutible en el centro del campo del joven canterano Carlos Soler, que además fue incorporado definitivamente al primer equipo con 20 años y una cláusula de rescisión de 30 millones de euros. Una derrota en Las Palmas devolvió al equipo a la dura realidad, y antes de cerrarse el mercado se incorporó cedido al chileno Fabián Orellana, se rescindió el contrato a Fede Cartabia y se cedió a Ryan y Vinícius.
Febrero empezó peor imposible con una dolorosa goleada encajada en Mestalla frente al Eibar por 0-4 con una ridícula imagen y un estadio que se quedó casi vacío, que se sumaba además a rigurosos arbitrajes que perjudicaban al club, tal como siguió ocurriendo en el siguiente partido frente al Betis. La indignación valencianista vivió su cima ante la noticia de la no continuidad del legendario Mario Alberto Kempes como embajador oficial del club, tras haber sido reiteradamente crítico con la gestión del club por parte de Meriton Holdings. Este hecho no indignó solo a una parte de la afición sino a todo el valencianismo en masa, incluso al expresidente y su principal valedor, Amadeo Salvo, criticando la pésima gestión de Lim por poner al frente del club a gente que no entiende de fútbol.
La montaña rusa valencianista siguió con dos victorias consecutivas ante Athletic y Real Madrid, lo cual mantenía al equipo alejado de los puestos de descenso, que se había convertido en el principal objetivo del club, pero la relajación del equipo hizo que no se compitiera frente al Alavés y cayó derrotado en Mendizorroza, mientras que cerró el mes venciendo al Leganés en Mestalla. El club nombró a José Ramón Alesanco, hasta entonces director de la academia, como definitivo director deportivo del primer equipo al frente de una estructura deportiva que tendría a Vicente Rodríguez como secretario técnico y a ocho ojeadores. La afición ya no confiaba en la estructura al considerar que Alesanco no tenía experiencia en dicho cargo y que además no iba a tener la independencia necesaria en la toma de decisiones por la intromisión del propio Lim (y la influencia de Mendes) en las decisiones deportivas. 
El mes de marzo se inició con un ridículo encuentro en el Vicente Calderón, última visita del club a este estadio, en el que se perdió 3-0 ante el Atlético, sin dar el más mínimo signo de competitividad. El discurso proteccionista y poco exigente de Voro disgustaba enormemente a la afición, que veía poca ambición y pocas soluciones a la pésima temporada, sin ni siquiera intentar luchar por un objetivo mayor que la salvación. Además el club criticó en su web oficial el papel de los futbolistas y estos se sintieron injustamente señalados. La tensión y los ridículos iban en aumento, y se evidenció en las puertas de Mestalla antes del partido frente al Sporting con sonoras pitadas y protestas. A todo esto se sumó que un casi desahuciado Sporting estuvo a punto de llevarse los tres puntos. La siguiente jornada el equipo dio una mejor imagen pero no pudo evitar caer goleado en el Camp Nou.
El 27 de marzo de 2017 se hizo oficial la contratación del mallorquín Mateu Alemany como nuevo director general del club. Con esta contratación Lim buscó incluir en la directiva a alguien del mundo del fútbol y conocedor de la liga española para ayudar así a sus directivos de Meriton (Layhoon Chan, Anil Murthy y Kim Koh). El discurso de Alemany fue ambicioso y de llevar al club a competir sin límites, un discurso que agradó a la afición pero faltaba plasmarlo en hechos. 
En abril el equipo logró mantenerse en la zona templada de la clasificación con tres victorias consecutivas frente a Deportivo, Celta y Granada y un empate ante el Sevilla, con un Carlos Soler como auténtica revolución de la temporada, y un Simone Zaza que gustó mucho a la grada por su lucha y sus goles. Pero la relajación volvió a la plantilla con el objetivo de la salvación ya conseguido y se hicieron dos nuevos ridículos ante Málaga y Real Sociedad. Una digna derrota en el Bernabéu (2-1) no suavizó los ánimos de la afición, y Voro dejaba de ser una alternativa para seguir dirigiendo al equipo la siguiente temporada.
El divorcio total entre la afición y la directiva de Meriton Holdings se plasmó en la 36.ª jornada frente al colista ya descendido Osasuna, mostrando la peor entrada de público a Mestalla en un partido oficial en toda la temporada, influenciado también por el sofocante calor a la hora del encuentro y por la intrascendencia del resultado para ambos clubes. Se anunció que la presidenta Layhoon Chan no continuaría en el cargo la siguiente temporada y su puesto lo ocuparía Anil Murthy a partir del verano, y posteriormente llegó la intrascendente victoria (0-1) ante el Espanyol y una derrota en Mestalla (1-3) ante el Villarreal en la última jornada, un partido que sirvió para homenajear a Voro por reconducir al equipo en momentos difíciles y para despedir al equipo con una gran pitada por realizar una de las peores temporadas de su historia en el puesto 12.º, siendo el cuarto equipo de la Liga con la plantilla más cara. El técnico en su última rueda de prensa reconoció que había que cambiar cosas, en evidente referencia a jugadores de la plantilla.

### La revolución de Mateu y Marcelino
En 2017 empezó la etapa de Mateu Alemany como director general del club con varios frentes abiertos. La presidencia en verano pasó a Anil Murthy en sustitución de Layhoon Chan, y la dirección deportiva siguió con José Ramón Alesanco al frente, aunque su peso pasó a ser muy secundario. Una de las decisiones más importantes para afrontar la nueva temporada 2017/18 era la elección del entrenador, y tras barajarse nombres como Quique Setién o Eduardo Berizzo el elegido finalmente fue Marcelino García Toral, una decisión aplaudida mayoritariamente por la afición debido a la dilatada experiencia del técnico en la liga española y a su fama de exigente y metódico. Otra noticia positiva fue la renovación y blindaje del jugador revelación de la anterior campaña, el canterano Carlos Soler, con una cláusula de rescisión de 80 millones de euros y una ficha anual que superaría el millón de euros. El 30 de mayo se presentó el nuevo uniforme en homenaje a la camiseta del "doblete", en la que sería la cuarta temporada consecutiva con Adidas como proveedor, y como patrocinador principal se presentó Blu Products con un acuerdo de 3,2 millones de euros por temporada tras estar tres años completos sin main sponsor. El máximo accionista dio poder de decisión al club para aceptar este acuerdo, cosa que no hizo en las tres temporadas anteriores. Poco después, fruto de la reestructuración interna que llevaba a cabo el club y del deseo de reducir el gasto en puestos directivos, el director de marketing Damià Vidagany fue destituido tras nueve años en distintos departamentos del club como marketing y comunicación, así como el director de Operaciones Luis Cervera, el community mánager Adrià Soria, e incluso el director deportivo José Ramón Alesanco una vez iniciada la temporada. 

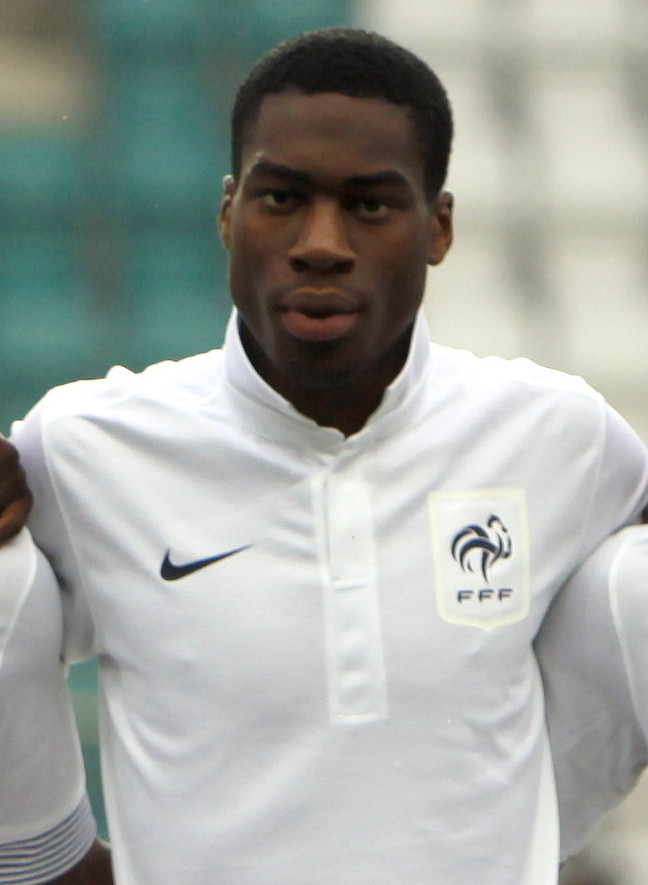
Geoffrey Kondogbia

Otro poder que Meriton Holdings dio a Mateu Alemany y a Marcelino fue la confección de la plantilla, que sufrió una gran remodelación, asesorada por Voro que pasó a ser Director de Organización del primer equipo. La prioridad era desprenderse de jugadores con un altísimo peso dentro del fair play financiero y que no ofrecían un rendimiento acorde con dicho peso, o que incluso podían causar problemas en el vestuario. Enzo Pérez y Diego Alves no llegaron ni siquiera a realizar ningún entrenamiento con el nuevo técnico al ser traspasados por muy poco dinero. Tampoco llegó a entrenar el guardameta Ryan, que al no poder garantizarle la titularidad fue traspasado a la Premier League. Posteriormente fueron traspasados o cedidos Negredo, Abdennour, Nani, João Cancelo y Aderlan Santos. Los refuerzos tardaron en llegar pero finalmente se logró reforzar considerablemente la plantilla con siete incorporaciones: cuatro fichajes (Maksimovic, Neto, Gabriel Paulista y Murillo), una cesión con opción de compra (Kondogbia) y dos cesiones sin opción de compra (Guedes y Andreas Pereira). 

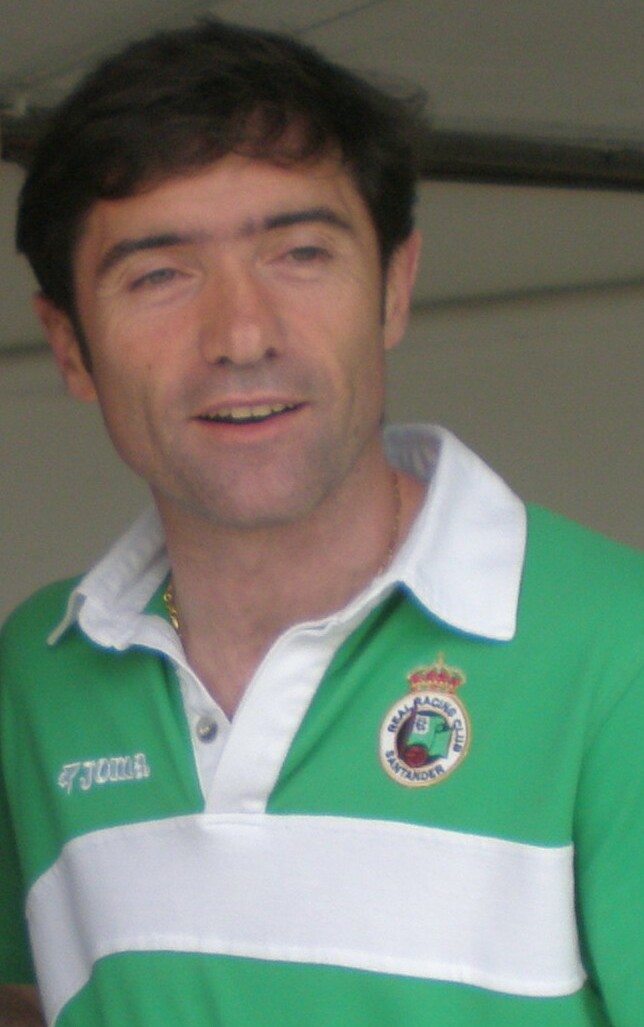
Marcelino García Toral cuando dirigía al Racing de Santander

El inicio del equipo de Marcelino la temporada 2017/18 superó todas las expectativas con un inicio goleador solo superado por la mítica "Delantera Eléctrica" de los años 40, logrando anotar 25 goles a favor en las 9 primeras jornadas, con goleadas al Málaga (5-0), al Betis (3-6) y al Sevilla (4-0), y además invicto hasta el la 14.ª jornada. En ataque Zaza y Rodrigo (que volvió a ser convocado con la selección) lograron anotar hasta en cinco partidos de forma consecutiva, en el centro del campo Kondogbia fue la pieza clave que necesitaba el equipo, unido al gran rendimiento de Parejo y Carlos Soler, y en el aspecto defensivo se cumplía con garantías a pesar de puntuales despistes. Otra sorpresa a destacar fue el gran rendimiento del portugués Gonçalo Guedes con sus contraataques y sus disparos imparables. La nota negativa del inicio de campaña la puso un mensaje editorial del presidente Anil Murthy que reabría nuevas heridas sociales en el momento de mayor armonía y optimismo de cara al buen momento del equipo. El comunicado clasificaba a los aficionados entre "verdaderos y falsos aficionados", cosa que no sentó nada bien a gran parte de la masa social. Además aprovechó para presumir del gran trabajo de Meriton al frente del club, mientras la afición no olvidaba los dos años anteriores luchando por mantener la categoría.
El mes de enero fue el más duro al evidenciar que la plantilla no tenía suficiente fondo de armario para suplir a jugadores lesionados o con molestias y no podía afrontar con garantías dos competiciones. Para mitigarlo se firmó a inicios de mes la cesión de Vietto y el fichaje de Coquelin. Llegaron tres derrotas consecutivas en Liga (la más sorprendente ante el colista Las Palmas), pero en la Copa se alcanzaron las semifinales. Superado el bache se volvió a la senda de las victorias y el equipo llegó a encadenar cinco victorias consecutivas, aunque ya con la clasificación para la Champions casi conseguida llegaron cinco jornadas consecutivas sin lograr una victoria, lo cual fue entendido por parte de la afición como un exceso de relajación del equipo y por distintas pruebas de Marcelino con los jugadores. Rodrigo Moreno siguió su racha goleadora que le convirtió en el máximo goleador con 19 goles entre las dos competiciones, aunque tanto  Santi Mina con 15 como Simone Zaza con 13 hicieron magníficas cifras goleadoras. El equipo terminaba la temporada 4.º clasificado, sin haber salido de los puestos Champions desde la 5.ª jornada, todo un éxito volver sin sufrir a la Champions League tras dos temporadas caóticas luchando por no descender.

#### El año del Centenario

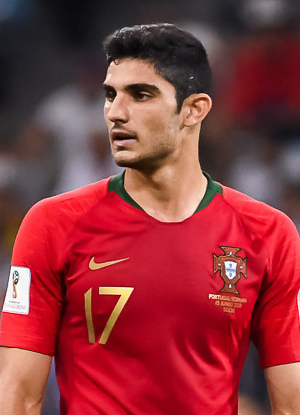
Gonçalo Guedes con la selección portuguesa

La temporada 2018/19 sería la de las celebraciones del Centenario de la fundación del Valencia CF en el año 1919, por tanto una de las más importantes y emotivas de su historia. Comenzó con las renovaciones y blindajes en pretemporada de canteranos como Gayà, Javi Jiménez, Álex Centelles y el joven surcoreano Kangin Lee, además de ejecutar la opción de compra sobre el pilar del centro del campo la pasada temporada, el francés Geoffrey Kondogbia, que pasó a ser uno de los capitanes del equipo. Se acordó también la renovación del técnico Marcelino García Toral por una temporada más, hasta 2020. Respecto a las bajas se traspasó por una altísima cantidad al portugués João Cancelo y salieron futbolistas con los que el técnico no contaba, como Zaza, Montoya, Nacho Vidal y Maksimovic, pero se reforzó el fondo de armario de la plantilla con las llegadas de Wass, Batshuayi, Gameiro, Diakhaby, Chéryshev, Piccini y el deseado Gonçalo Guedes, que se convirtió en el fichaje más caro de la historia del club.
Desgraciadamente la temporada no empezó como se esperaba y el fútbol, la coordinación y la lucha del equipo distaba mucho de lo visto la temporada anterior. Las lesiones a inicio de temporada de jugadores clave como Kondogbia, Garay, Coquelin y Guedes, el mal momento de juego de Parejo, el bajísimo acierto de los delanteros, y el pobre rendimiento del lateral derecho fueron los principales puntos de preocupación, así como algunos aficionados cuestionando las decisiones de Marcelino. Los puntos positivos fueron el gran estado de José Luis Gayà, alcanzando la internacionalidad con la selección absoluta, y del guardameta Neto, que debutó con la selección absoluta brasileña.

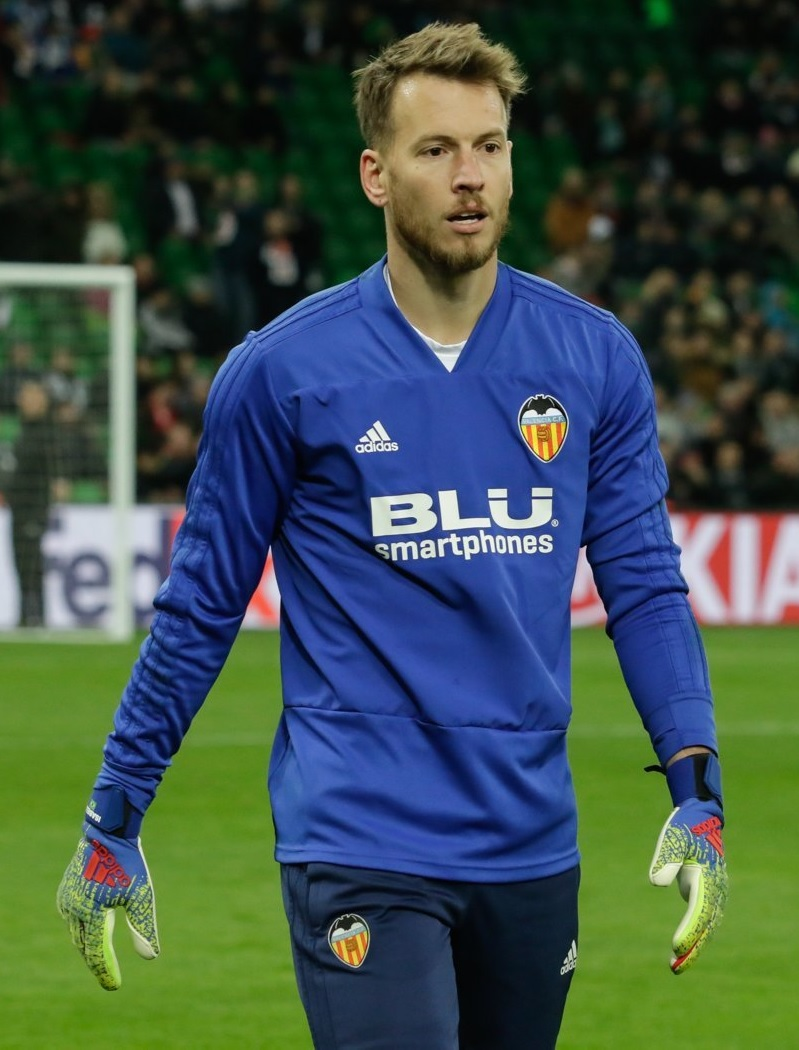
Neto, guardameta titular del equipo

Los resultados no acompañaban y en las 10 primeras jornadas se sumaba tan solo una victoria, ocho empates y una derrota, con solo 7 goles a favor. Además en su regreso a la Liga de Campeones se fue inofensivo ante una Juventus que jugó casi todo el partido con un jugador menos, se logró un empate ante un débil Manchester United, pero la preocupación máxima llegó al empatar, mereciendo perder, frente al modesto Young Boys suizo. El debut en Copa también fue preocupante al sufrir hasta el último momento para no perder frente al débil Ebro, colista de 2.ª B que jugó con un hombre menos desde el primer tiempo, en la ida de los dieciseisavos de final. Finalmente se superó la eliminatoria de Copa y se clasificó para la Europa League al finalizar 3.º en su grupo de Champions. El empate fue la tónica demasiado habitual durante la primera vuelta, llegando a los 11 empates en las 19 primeras jornadas que dejaban al equipo en la zona media de la tabla, lejos de los deseados puestos europeos, y con números muy pobres de cara a portería. Estos resultados, unido a la mala relación de la directiva con la grada de animación, causaron el descontento de gran parte de la afición, llegando incluso a dudar de la continuidad del técnico, y sobre todo del papel de la directiva.
El 23 de diciembre, antes del último partido del año, se celebró una marcha que fue denominada Camí del Centenari, convocada por la grada de animación "Curva Nord Mario Alberto Kempes", en la que cerca de 2000 valencianistas recorrieron las calles de la ciudad desde el Km 0 del valencianismo situado en la plaza del Ayuntamiento hasta el estadio de Mestalla. Luego el encuentro terminó con una agónica victoria en el último instante frente al colista, Huesca, gracias a un golazo de Piccini que hacía pensar en el deseado cambio de dinámica del equipo che. Aun así parte de la afición siguió estando muy crítica con la directiva por la marcha del equipo y por la mala relación con la grada de animación.

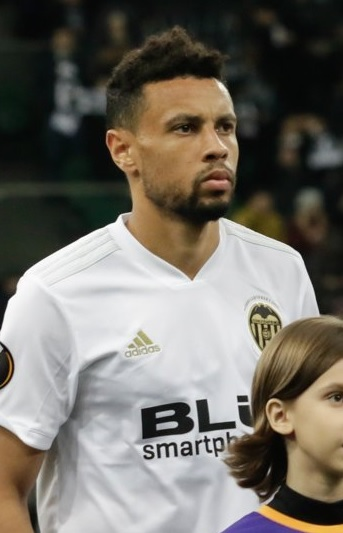
Francis Coquelin, uno de los futbolistas clave en la reacción del equipo

Enero y febrero de 2019 cambiaron sustancialmente la dinámica del equipo. El club, a través de Mateu Alemany, ratificó a Marcelino García Toral como técnico a pesar de la mala dinámica y de lo lejos que estaba el objetivo del club. Las salidas de Batshuayi y Murillo y las llegadas de Sobrino y Roncaglia supusieron un soplo de aire fresco al vestuario, y la participación en Copa supuso remontadas que hicieron vibrar al equipo y a la grada, sobre todo con jóvenes canteranos como Ferran Torres y el debutante Kang In Lee, la recuperación del olfato goleador de Rodrigo y Gameiro, y la eliminatoria de cuartos de final frente al Getafe. Tras eliminar al Real Betis en semifinales, el club se clasificaba para la final de la Copa del Rey tras once años sin disputar ninguna final. En la Europa League se consiguió eliminar al Celtic de Glasgow, con un debut inmejorable del delantero Rubén Sobrino, y al Krasnodar ruso gracias a un gol de Guedes en la última jugada del partido.
El mes de marzo era el de conmemorar el Centenario de la entidad, y dio comienzo con el 1 de marzo al cumplirse cien años de la redacción del acta fundacional del club en el hoy desaparecido Bar Torino. Poco después el club instaló una emotiva estatua en su tribuna como homenaje a todos aquellos que ya no están y que han hecho posible la llegada del club a los cien años de vida. El 15 de marzo, con el inicio de las Fallas de Valencia, la comisión fallera "Tio Pep" (Reina-Pau-Sant Vicent) plantó al tombe su falla homenaje al centenario del club, una réplica idéntica a la plantada en el año 1925, la que fue la primera falla dedicada al club y que llevaba por título "El lleó de Mestalla". El día grande era el 18 de marzo de 2019, fecha destacada en el calendario valencianista al cumplirse cien años de la aprobación de los estatutos del club por parte del Gobierno Civil. El día comenzó con una marcha cívica desde Mestalla hasta el kilómetro 0 del valencianismo, donde estuvo el mítico Bar Torino, lugar de fundación del club en la actual plaza del Ayuntamiento, donde se inauguró una nueva placa conmemorativa del centenario. Descendientes de los fundadores del club participaron en el acto, así como exfutbolistas y demás personalidades. La semana se cerró el domingo 24 de marzo con un partido entre Leyendas del Valencia CF y Leyendas de la Selección Española, organizado por la Asociación de Futbolistas del Valencia CF presidida por Fernando Giner. Un gran y emotivo espectáculo que permitió a la afición ver en vivo a más de 200 futbolistas del club junto a los títulos conseguidos por el club en distintas épocas. Los que participaron en el equipo de leyendas valencianistas fueron: Palop, Cañizares, César Sánchez, Rangel, Bartual, Ricardo Arias, Paco Camarasa, Fernando Giner, Voro, Carboni, Fábio Aurélio, Miguel Brito, Carlos Marchena, David Navarro, Djukic, Curro Torres, Javier Subirats, Fernando Gómez, David Albelda, Farinós, Robert Fernández, Rufete, Kily González, Vicente Rodríguez, Jorge López, Mista, Juan Sánchez, Xisco Muñoz, Miguel Ángel Angulo, Marco Di Vaio y Claudio "Piojo" López. El equipo estuvo dirigido por el italiano Claudio Ranieri, y a pesar de estar convocado no pudo participar Rubén Baraja por un cólico nefrítico sufrido esa misma semana. En el equipo de leyendas de la selección española, dirigida por José Antonio Camacho, participaron también exvalencianistas como: Quique Romero, Juanfran García, Juan Carlos Moreno, Jorge Otero, Luis Milla, Vicente Engonga y Salva Ballesta. Muchos fueron los ovacionados pero sin duda el abanderado fue el mítico argentino Mario Alberto Kempes. El resultado, lo menos importante, fue de 1-3 favorable a la selección española, que marcó por parte de Catanha en dos ocasiones y de Rubén de la Red, mientras que Marco Di Vaio marcó el gol valencianista tras numerosas ocasiones falladas, una de ellas un penalti lanzado por Juan Sánchez que desvió César Sánchez, que en el segundo tiempo participó con la selección española. El público se quedó con ganas de ver marcar al Piojo López, pero pudo ver las cabalgadas de Vicente Rodríguez por banda izquierda, la presencia de David Albelda en el medio del campo, el regreso al terreno de juego de glorias como Ricardo Arias, Javier Subirats y Fernando Gómez, la contundencia del Kily González y de Carlos Marchena, y el gran ovacionado Santi Cañizares que finalmente participó emocionado en los últimos minutos.
Volviendo a la competición europea, el sorteo de la Europa League fue benévolo con el equipo che y su rival en cuartos de final fue un Villarreal que pasaba por malos momentos en la liga. Se superó la eliminatoria y se alcanzaron las semifinales frente al Arsenal dirigido por Unai Emery. La ilusión por disputar otra final, además de la de la Copa del Rey, en el año del centenario valencianista aumentó cuando el equipo se puso por delante en el Emirates Stadium con gol de Diakhaby, pero la efectividad de los gunners fue imparable y entre Lacazette y Aubameyang golearon 3-1 y 2-4 a los che.

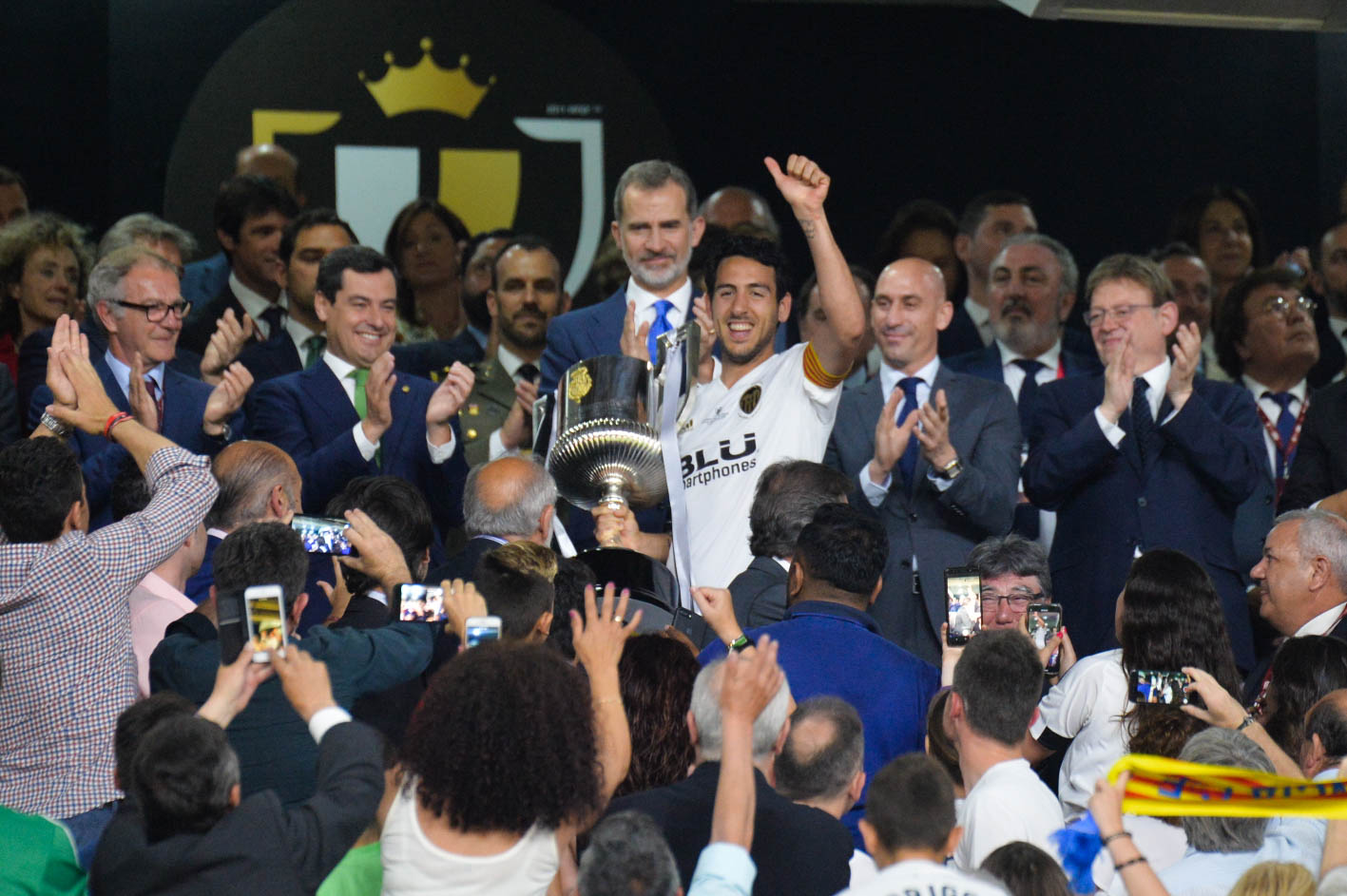
El capitán Dani Parejo, mejor jugador valencianista de la temporada, levantando el trofeo de la Copa del Rey

En la liga tanto el juego como los resultados no ofrecían continuidad ni fiabilidad, pero el equipo no perdía partidos y llegó a estar incluso a punto de ganar en el Camp Nou, pero Messi logró empatar 2-2. Seguían lográndose puntos en los últimos minutos de varios encuentros, como el gol de Ferran Torres en el descuento frente al Girona en Montilivi, y dos victorias fundamentales fueron frente al Sevilla y Real Madrid. Todo esto hizo escalar puestos al Valencia hasta tener a tiro el puesto de Champions League que ocupaba el Getafe, equipo revelación del campeonato. Las victorias ante Levante y Real Betis dejaron al equipo dependiendo de ganar las tres últimas jornadas para clasificarse en puestos Champions, y finalmente se logró goleando al Huesca y ganando al Deportivo Alavés y en la última jornada al Real Valladolid. Lo que parecía impensable e inalcanzable meses atrás terminó por cumplirse, gracias a que se mantuvo la confianza en el técnico Marcelino García Toral.
Y la alegría aún no era completa porque faltaba por disputarse la final de la Copa del Rey en el estadio Benito Villamarín. Fue el 25 de mayo de 2019, justo una semana después de que se confirmase la clasificación del equipo para la Champions League. La afición valencianista acudió en masa a la capital andaluza con la ilusión de volver a disputar una final tras once años de ausencia, y sin haber conseguido ningún título en la presente década. Esta ilusión desbordó dentro y fuera del campo al Barcelona, campeón de Liga pero en absoluto desánimo tras su dramática eliminación en Champions y con importantes bajas. Al descanso se llegó con victoria 0-2 para el Valencia con goles de Kevin Gameiro, tras asistencia de Gayà, y de Rodrigo Moreno, tras asistencia de Carlos Soler. En el segundo tiempo solo Messi puso en peligro la portería de Jaume Doménech, y logró recortar distancias pero finalmente el 1-2 hizo que el Valencia levantase su 8.ª Copa del Rey. El capitán Dani Parejo, que empezó a ser convocado por Luis Enrique para la selección española, se convirtió en el mejor jugador de la temporada y recuperó por completo el cariño de la afición.

### Es lo que hay

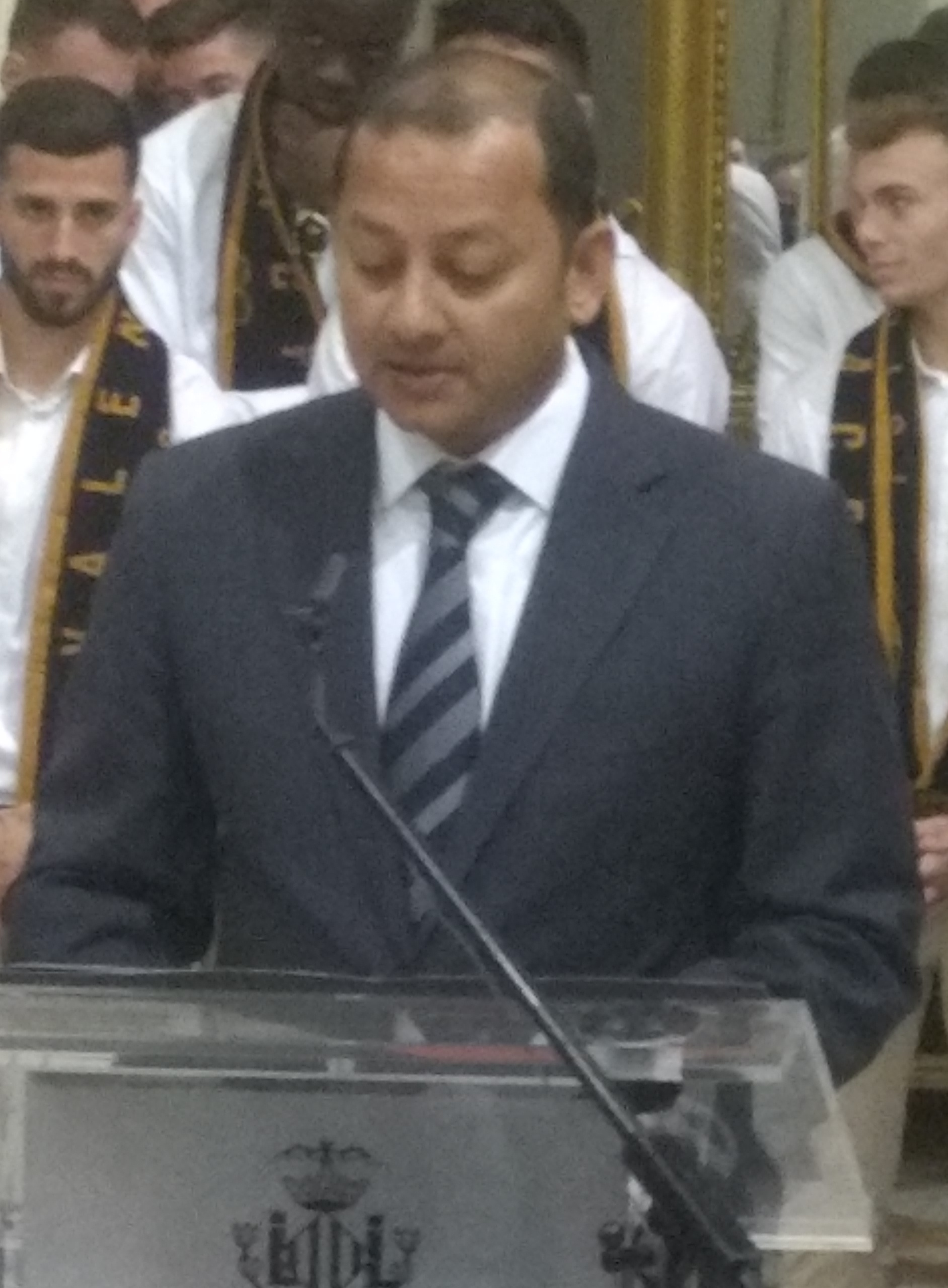
Anil Murthy, presidente del Valencia CF hasta mayo de 2022

En verano de 2019, con el equipo clasificado para la Liga de Campeones y recién campeón de la Copa del Rey, nadie podía presagiar la crisis institucional que se produciría en el club. 
En primer lugar se puso punto final a la presencia del grupo de animación Curva Nord en Mestalla reconvirtiendo la grada de animación en una grada joven para menores de 25 años, lo que produjo una división definitiva del club con parte de la afición y el fin de la animación en Mestalla como la habíamos conocido hasta ese momento.
A finales de julio, el consenso para los nuevos fichajes y las decisiones respecto a los jóvenes talentos enfrentó al área técnica de Mateu Alemany, Pablo Longoria y Marcelino García Toral con el máximo accionista, Meriton Holdings, liderado por Peter Lim y por el presidente del club Anil Murthy. Este enfrentamiento produjo la casi salida de Mateu Alemany en verano, lo que produjo un fuerte impacto en el seno del club y hasta el técnico Marcelino amenazó con dejar su puesto si era despedido el directivo mallorquín. Además los capitanes de la plantilla mostraron su descontento y su voluntad incluso de hablar personalmente con el máximo accionista en Singapur, pero finalmente se frenó la salida de Mateu Alemany, más bien por un motivo económico.
De todos modos la ruptura entre el cuerpo técnico y el máximo accionista ya era irreparable, y el 11 de septiembre, tras la disputa de solo tres jornadas de la temporada 2019-20, el técnico Marcelino fue destituido con el mercado de fichajes cerrado, evitando así un intento de salida de varios futbolistas con él. Ocupó su lugar el debutante técnico Albert Celades, con experiencia únicamente en la selección Sub-21 y cuyo agente formaba parte del entorno de Jorge Mendes, principal asesor deportivo y amigo personal de Peter Lim. Tras su difícil debut en el Camp Nou encajando una goleada (5-2) el presidente Anil Murthy publicó un polémico tuit diciendo: "Hemos sufrido pero debemos unirnos los que amamos al Valencia CF. Sin luchas ni distracciones que solo nos dañan. Es lo que hay. Cerremos filas y defendamos al Valencia CF, sin mirar nunca atrás. #AmuntValencia". Este comunicado con la frase "es lo que hay" no gustó nada a la afición que estalló en protestas contra las decisiones de Meriton Holdings al frente del club. 
En otro orden de cosas el máximo accionista había aceptado en agosto traspasar a Rodrigo Moreno al Atlético de Madrid, un traspaso que finalmente no se pudo dar, pero el acuerdo estaba cerrado y dio a entender la prioridad económica del empresario singapurés por encima del proyecto deportivo, algo que molestó aún más a la afición. 
Los resultados y el juego siguieron irregulares con el nuevo cuerpo técnico, pero la afición ya no soportaba más al presidente Murthy y lo mostró en cada ocasión que el equipo jugaba en Mestalla, a lo que el presidente respondió el 5 de octubre con un desafortunado y repetido gesto de mandar callar a la grada, gesto que resultó muy ofensivo para el valencianismo. El presidente denunció después incluso amenazas de muerte en su teléfono personal, pero lejos de cambiar su comportamiento se reivindicó como presidente y representante de Peter Lim en Valencia aclarando que su objetivo es "que el club crezca a largo plazo".
El equipo mostraba un juego irregular pero sacaba adelante la mayoría de partidos, dando más oportunidades a jóvenes como Kang In Lee y Ferran Torres, que pasó a ser la auténtica revelación del equipo durante esta temporada. El equipo no se descolgó del todo de la lucha por el cuarto puesto en la Liga y logró clasificarse para los octavos de final de la Champions como primero del grupo tras importantes victorias visitantes ante el Chelsea y el Ajax.
El cambio definitivo de proyecto se confirmó cuando se hizo oficial la salida de Mateu Alemany del club el 7 de noviembre. Sus funciones y las de Pablo Longoria las pasó a asumir el presidente Anil Murthy y el consejero ejecutivo Kim Koh, por lo que se tomó la decisión de aumentar sus salarios hasta 2,7 millones de euros. A finales de enero de 2020 se contrató al exportero César Sánchez como nuevo director deportivo del club, casi sin tiempo para reforzar al equipo en el mercado de invierno, donde sí logró cerrar la cesión del lateral derecho Florenzi.
Por otro lado la plaga de jugadores lesionados era incesante durante toda la temporada, siendo la más grave la del central Ezequiel Garay. Los errores en tratamientos y en diagnósticos, como el de Gonçalo Guedes, forzaron varias reestructuraciones del cuerpo médico del primer equipo durante la temporada, lo que creaba inquietud dentro de la plantilla. Estas lesiones hacían casi imposibles las rotaciones, lo cual obligaba a forzar a algunos jugadores que ya estaban al límite. 

#### Crisis del coronavirus
El rival en octavos de final de la Liga de Campeones fue la Atalanta BC de la ciudad de Bérgamo en la región de la Lombardía, justo la que en febrero de 2020 se convirtió en el principal foco europeo de la expansión de la pandemia por coronavirus. La eliminatoria fue claramente favorable para el club italiano quedando así el Valencia eliminado, en especial por la goleada encajada en el partido de ida (4-1) disputada en el estadio Giuseppe Meazza de Milán el 19 de febrero, partido que semanas después las autoridades italianas y la OMS consideraron como principal foco de contagio entre los ciudadanos de dicha región italiana. El partido de vuelta se disputó en Mestalla el martes 10 de marzo de 2020 a puerta cerrada por el riesgo de contagio por coronavirus, no sin varias voces críticas con la decisión como la del capitán Dani Parejo.
Solo 2 días después, el 12 de marzo, LaLiga suspendía la competición nacional durante al menos las siguientes dos jornadas, que luego sería una suspensión total de la competición hasta nuevo aviso, y al día siguiente, el 13 de marzo, la UEFA anunciaba también la suspensión temporal de las competiciones europeas. Meses después el propio técnico de la Atalanta, Gian Piero Gasperini, admitía haber viajado a Valencia enfermo de COVID-19, exponiendo así el virus a compañeros y rivales, y más teniendo en cuenta que el club italiano llegó a Valencia sin haber ningún protocolo de seguridad en el aeropuerto. Uno de sus futbolistas, Papu Gómez, incluso reaccionó de forma despectiva cuando en el aeropuerto le preguntaron si le preocupaba el virus.
Todo ello propició que los primeros futbolistas oficialmente afectados por el coronvirus en España fuesen los valencianistas Garay, Mangala y Gayà, además del médico Juan Aliaga y del delegado Paco Camarasa. Dos periodistas valencianos también se infectaron en el partido de ida contra la Atalanta disputado en Milán, y los afectados totales en el club pasaron a ser 10 futbolistas y 15 empleados.
En cuanto a las repercusiones económicas, el club comunicó a sus cerca de 400 empleados el 21 de marzo que no sería necesario llevar a cabo un ERTE que causaría despidos temporales de parte de sus empleados, y que Peter Lim había puesto a disposición del club una línea de crédito abierta por si surgieran la necesidad de cubrir el pago de salarios en el contexto de crisis. En cambio durante el mes de abril empezó a verse la necesidad de llevar a cabo un ERTE y se negoció con la plantilla una reducción de su salario, y se hizo oficial el 20 de abril.
El 1 de abril todos los futbolistas y empleados dieron negativo por segunda vez en COVID-19, y el 9 de mayo el equipo volvió a los entrenamientos extremando las precauciones higiénicas y de seguridad para retomar la competición.
El 12 de junio de 2020 se retomó la temporada 2019-20 para el club con partidos a puerta cerrada y con el equipo 7.º clasificado, con las posiciones de Champions League a su alcance. Sin embargo el juego del equipo dirigido por Albert Celades no acompañó y, unido a varias jugadas polémicas arbitradas por el VAR, hizo que el equipo en los primeros 5 partidos consiguiera 1 victoria, 1 empate y 3 derrotas con una deplorable imagen. El vestuario estaba totalmente en contra del técnico, disgustados con la forma de entrenar y con declaraciones y filtraciones que había hecho. La ruptura era total entre jugadores, técnico y dirección deportiva del club encabezada por César Sánchez y el presidente Anil Murthy, y los resultados llevaron a hacer imposible el objetivo de la Champions y muy difícil incluso clasificar en puestos europeos, por ello el lunes 29 de junio el club hizo oficial la destitución de Albert Celades y el nombramiento de Voro como técnico interino hasta finalizar la temporada, en su sexta etapa como salvador del equipo. El mismo día César Sánchez presentaba su dimisión como Director de fútbol tras solo cinco meses en el cargo. El equipo no recuperó su fútbol con la plantilla más pendiente de terminar la temporada que de disputar los partidos, por lo que el equipo terminó clasificado en la 9.ª posición fuera de competiciones europeas, lo que supuso un durísimo golpe a la economía del club que se veía obligado a reducir drásticamente su presupuesto y su gasto en la plantilla.

#### Rebelión contra Meriton
Con el equipo fuera de competiciones europeas, el máximo accionista planteó una revolución en la plantilla para reducir así su coste y evitar además la continuidad de jugadores contrarios a su política al frente del club.
Se redujo drásticamente el presupuesto y se admitió que quizá el club no podría regresar a competir en Champions League a corto plazo. El propio presidente, Anil Murthy, asumió las funciones de la dirección deportiva con el apoyo del secretario técnico Miguel Ángel Corona, dando inicio a los cambios en la plantilla. 

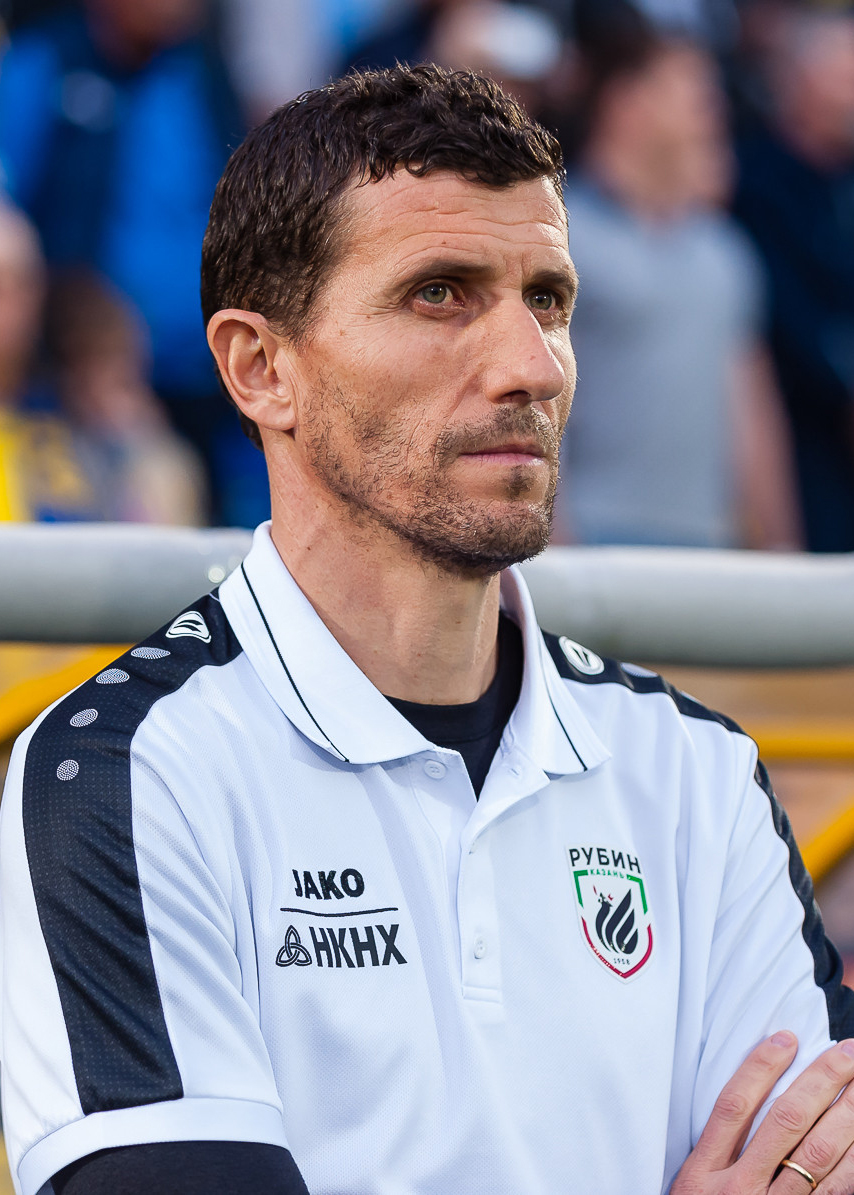
Javi Gracia, nuevo entrenador del equipo en verano de 2020

Como técnico se contrató al navarro Javi Gracia, tras barajarse otros nombres como José Bordalás, Laurent Blanc y Rubén Baraja entre otros. La renovación no solo afectó a la plantilla sino también a gran parte del cuerpo médico del club por petición expresa del nuevo jefe de los servicios médicos, el Dr. Pedro López Mateu, que la anterior temporada tuvo que ser apartado del equipo por su mala relación con varios integrantes de la plantilla. Los cambios también llegaron al delegado y exfutbolista Paco Camarasa, tras 40 años en el club por desconfiar de su fidelidad hacia Meriton y mantener una buena relación con el exentrenador del club Marcelino García Toral.
La necesidad de ingresos económicos y de reducir el coste de plantilla desembocaron en la no renovación de Garay y en no pujar por la continuidad de Jaume Costa ni de Florenzi, además de en traspasos como el de la joven estrella Ferran Torres al Manchester City por 23 millones de euros más variables, que no aceptó la renovación que le ofreció el club y solo le restaba un año más de contrato, y traspasos como los del francés Coquelin por 8 millones de euros al Villarreal y el del capitán Dani Parejo también al Villarreal con la carta de libertad tras 9 temporadas en el club. Las salidas de estos dos últimos fueron considerados parte de la purga que el presidente Anil Murthy estaba llevando a cabo en todos los estamentos del club para que solo quedase gente de su entera confianza y fieles a las órdenes de Meriton Holdings. Otro de los traspasos fue el del delantero Rodrigo Moreno al Leeds United por 30 millones de euros más 10 en variables, y la cesión del lateral Piccini a la Atalanta. A pesar de todas estas bajas el club dirigido por Meriton Holdings decidió no hacer ninguna incorporación antes del inicio del campeonato 2020-21, más allá del regreso de los cedidos Toni Lato, Uros Racic, Jason Remeseiro y varios canteranos como el jovencísimo debutante Yunus Musah.
Paralelamente se inició un fuerte movimiento social de protesta por parte de la afición contra el presidente Anil Murthy y contra el máximo accionista Peter Lim, que tuvo su máximo exponente el 12 de agosto de 2020 con una manifestación de cerca de 1000 aficionados que simularon un emotivo velatorio frente a Mestalla, respetando las normas de seguridad debido a la pandemia del Covid-19 y portando pancartas y lemas pidiendo la marcha de Meriton Holdings. Exfutbolistas como Roberto Fabián Ayala, Santiago Cañizares, Javier Subirats, Mario Alberto Kempes, el actor valenciano Enrique Arce y el exciclista Ángel Casero mostraron su apoyo a través de una nueva plataforma de protesta. Los motivos de las quejas se pueden resumir en casi la totalidad de decisiones que tomó Meriton desde su compra de la mayoría accionarial en 2014, pero los traspasos casi regalados de Coquelin y Parejo al Villarreal fueron la gota que colmó el vaso porque fueron traspasos motivados más por motivos personales que por motivos profesionales. Meriton destruyó un proyecto deportivo que funcionaba en 2015 y otro en 2019, lo cual dejó claro a la afición que su prioridad no parecía ser construir un club de fútbol exitoso. 
Las quejas no fueron solo sociales y de exempleados sino hasta del propio técnico Javi Gracia antes de la disputa de la primera jornada, en la que declaró estar triste, decepcionado, poco esperanzado con la llegada de refuerzos y observando cómo la plantilla se iba debilitando con cada salida. La decepción fue definitiva y mayúscula cuando al cierre del mercado de fichajes en la noche del 5 al 6 de octubre no llegó ningún refuerzo al equipo, ni siquiera jugadores libres, a coste cero o en forma de cesiones. Esto el club lo explicó como una consecuencia de la rebaja en el coste de la plantilla que debían realizar, pero no tenía ningún sentido cuando desde el mismo club aseguraban estar cerca de cerrar la llegada de dos jugadores el último día del mercado. La negativa de Meriton Holdings a reforzar la plantilla, incluso con jugadores a coste cero, hizo que al día siguiente el técnico Javi Gracia presentase su dimisión al no cumplir el club con los refuerzos que le habían prometido, pero no fue aceptada al tener que abonar 3 millones de euros si abandonaba unilateralmente su cargo. Quedó una plantilla excesivamente joven, inexperta, con jugadores poco habituales que pasaban a ser titulares indiscutibles para ocupar los puestos de los futbolistas que habían salido. Hubo que recurrir a varios jugadores del filial para completar la plantilla y las convocatorias del primer equipo. Incluso faltaron otras salidas planificadas como las de Cillessen, Gameiro y Cheryshev, que no pudieron concretarse. 
Las protestas sociales continuaron, y además el accionista y exconsejero Antonio Sesé, junto con el abogado Miguel Durán, se querelló contra Meriton Holdings y Jorge Mendes por cuatro delitos: administración desleal, imposición de acuerdos abusivos por parte del accionista mayoritario, corrupción en negocios privados y blanqueo de capitales, aunque no fue admitida a trámite por la magistrada del Juzgado de Instrucción ni por la Audiencia Provincial. La batalla de Anil Murthy por controlar la información sobre el club llevó incluso a emitir comunicados oficiales condenando artículos de prensa que informaban sobre las protestas, mientas las protestas continuaron varias semanas, y hasta la Agrupación de Peñas Valencianistas, tras celebrar una asamblea extraordinaria, emitió un comunicado exigiendo la destitución del presidente Anil Murthy y un cambio en la gestión de Meriton Holdings al frente del club. La reacción del club fue la de expulsar a la agrupación de su sede en el estadio de Mestalla, sede en la que llevaban 25 años.

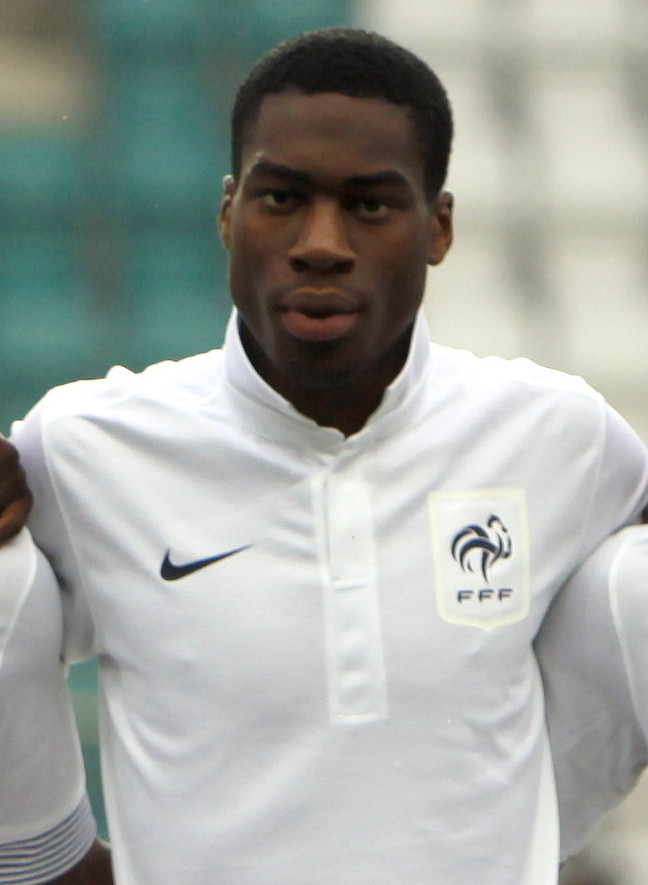
Geoffrey Kondogbia se rebeló en octubre contra el presidente Anil Murthy y fue traspasado en noviembre.

El técnico asumió seguir entrenando al equipo, aunque con su imagen y su compromiso dañados, y poco después el centrocampista Geoffrey Kondogbia se manifestaba públicamente contra el presidente Anil Murthy tachándolo de mentiroso. El francés era de los pocos futbolistas con galones que quedaban en el centro del campo valencianista y uno de los capitanes la temporada anterior, pero el club le pidió una salida en verano por su elevada ficha. La salida no llegó dentro del plazo del mercado de fichajes, pero el Atlético de Madrid obtuvo un mes más de permiso para firmar y negoció con el Valencia por Kondogbia, sin llegar a un acuerdo por la cifra que inicialmente pedía el club, lo cual hizo al futbolista estallar contra el presidente. Aun así en noviembre, y visto el mal ambiente creado en el vestuario con el francés llegando a fingir una lesión para no entrenar con el equipo, Lim llegó a un acuerdo para su traspaso al Atlético de Madrid a cambio de 12 millones de euros más variables.
Además, a Javi Gracia se le pidió al aceptar el cargo que el joven surcoreano Kang In Lee fuese uno de los abanderados del proyecto, pero tras ver que el club no cumplía su palabra respecto a reforzar el equipo dejó de contar inmediatamente con el jugador. En la portería la titularidad fue para Jaume Doménech, no exento de polémica al verlo poco seguro bajo palos y ser uno de los nuevos capitanes del equipo, junto con José Luis Gayà, Carlos Soler y Gabriel Paulista. La motivación del técnico dio la sensación de disminuir al no haber sido aceptada su dimisión presentada en octubre, y además tuvo que recurrir habitualmente a jugadores del filial como Yunus Musah (al que con 17 años le dio toda la responsabilidad del carril derecho del equipo), a Vicente Esquerdo y Koba Koindredi para cubrir las numerosas bajas en el centro del campo, a Álex Blanco en ataque, y de forma más puntual a Guillem Molina y Jesús Vázquez. 

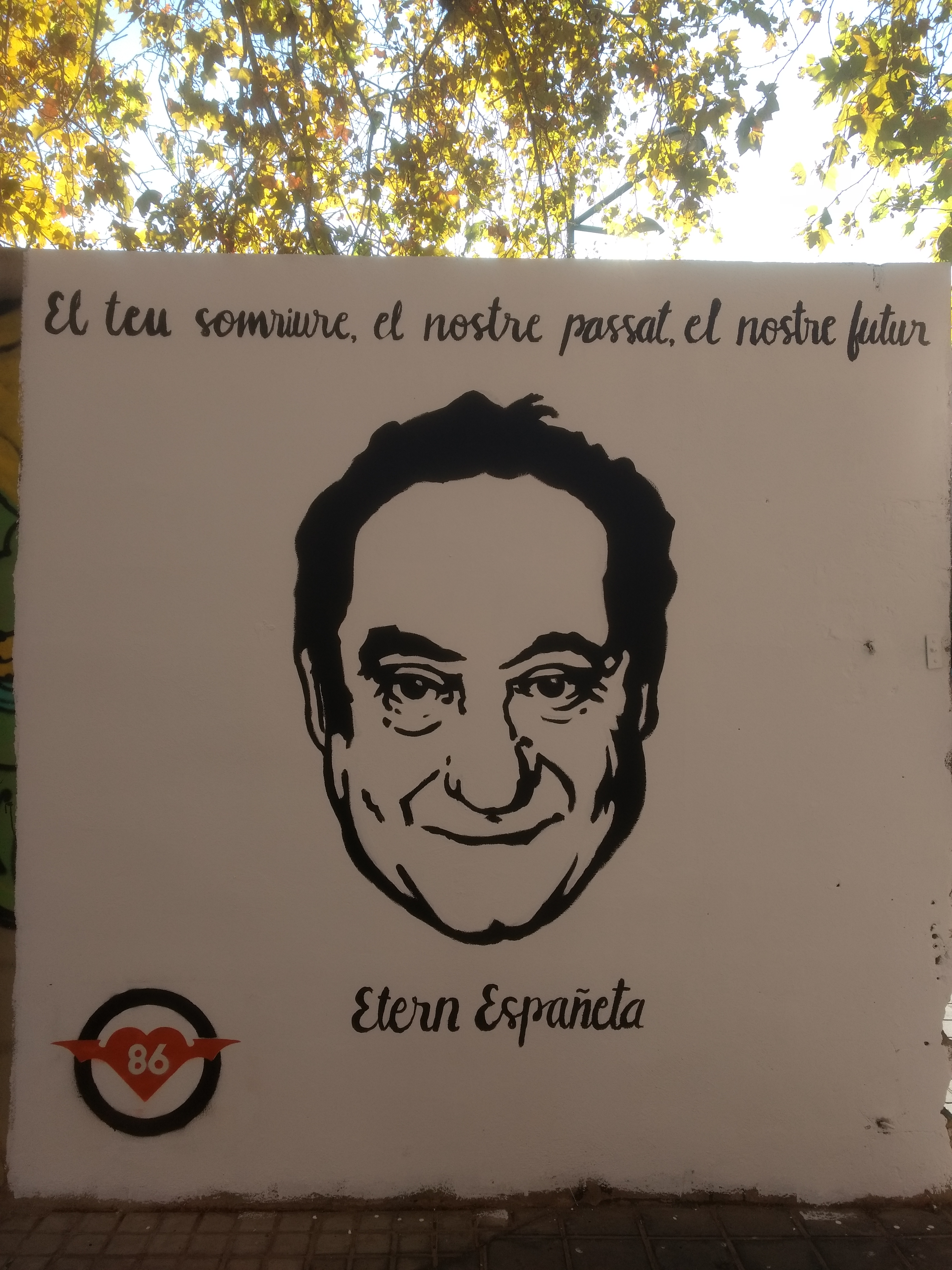
Mural en recuerdo al utillero Españeta tras su fallecimiento el 14 de octubre de 2020 a los 82 años

El 14 de octubre de 2020 fue un día muy triste para el valencianismo al conocer el fallecimiento a los 82 años de Bernardo España Edo, más conocido como "Españeta", el que fuera utillero del club durante más de 55 años. Fueron muy numerosas las condolencias y gestos en recuerdo de este profesional que transmitía bondad, valencianismo y buen humor en todo momento. Querido por todos los futbolistas que pasaron por el club. Entre otras iniciativas el vestuario del equipo pasó a llamarse "Vestuario Españeta". Aún sin recuperarse el valencianismo de la pérdida de Españeta, el 10 de noviembre recibió otro duro golpe con el fallecimiento del único miembro español que quedaba en el consejo de administración y leyenda futbolística Juan Cruz Sol a los 73 años tras una grave enfermedad detectada ese mismo año.
Un nuevo hombre de Meriton en la ejecutiva valencianista fue Joey Lim. Entre sus primeras decisiones estuvo la de bunkerizar más el club reformando el departamento de comunicación, y comunicó su destitución al director de comunicación Álex Navarro, que llevaba 16 años en la entidad, y a Cristina Lloret. Poco después presentaba su dimisión uno de los pocos miembros españoles del consejo de administración, el valenciano Dr. José Luis Zaragosí, al no haber podido alcanzar su objetivo de mediar para conseguir la ansiada paz social entre el valencianismo y el máximo accionista. Un mes antes fue muy criticado al asegurar que el club iba a fichar refuerzos necesarios para la plantilla, refuerzos que al final no se produjeron.
En el mes de noviembre se aglutinaron todos los movimientos contrarios a la gestión de Lim en la plataforma De Torino a Mestalla, liderada por el antiguo directivo y abogado Juan Martín Queralt, aunando a colectivos como la Agrupación de Peñas Valencianistas, Libertad VCF, Espíritu del 86, Curva Nord, Tertulia Torino, Últimes Vesprades a Mestalla, la peña Viachers y la Peña Valencianista per la Solidaritat. Luego seguirían uniéndose más colectivos. La asociación Libertad VCF consiguió además censar 36.000 acciones (el 1% del total del accionariado) entre pequeños accionistas disconformes con la gestión de Meriton, con el objetivo puesto en el 5% de las acciones para poder fiscalizar la gestión del club. Todos los colectivos de la plataforma acordaron no acudir a la Junta General de Accionistas del 11 de diciembre al no aceptar la legitimidad de Meriton como máximo accionista por incumplir presuntamente los compromisos acordados cuando compró la mayoría accionarial en 2014, y demandará al club si incumple los plazos de la Actuación Territorial Estratégica (ATE) para mudarse al futuro estadio. Libertad VCF incluso presentó un requerimiento notarial al club para que se suspendiera la junta por la vulneración del resto de accionistas, al no poder intervenir durante la celebración junta al ser telemática. Finalmente se celebró, con cuestiones presentadas por escrito previamente por los accionistas, y entre otros puntos se aprobó que a partir de la próxima junta solo puedan asistir y participar los accionistas que tengan un 1 por 1000 de las acciones (es decir, un mínimo de 3598 acciones), lo cual dejará a muchos pequeños accionistas sin poder asistir ni intervenir en las juntas.
El equipo deambuló por la mitad baja de la clasificación hasta el mes de diciembre, cuando estuvo a punto de tocar fondo en la primera eliminatoria de Copa al ser superado en juego por el Terrassa, equipo de la Tercera División, al ir perdiendo 2-0 hasta que en los minutos finales el equipo logró forzar la prórroga con dos goles y terminar ganando 2-4 gracias a la entrada al terreno de juego de futbolistas titulares como Carlos Soler, Yunus Musah y Gonçalo Guedes. Las victorias seguían sin llegar ante ningún rival del campeonato, y ya en enero de 2021, con el equipo al borde del descenso, estuvo a punto de ser derrotado por el Cádiz en Mestalla, en un partido que se consideraba toda una final por alejar los puestos de descenso pero que terminó en 1-1. Las dudas sobre la continuidad de Javi Gracia ya eran absolutas en el club, e incluso el presidente Murthy negoció con Míchel González para hacerse cargo del club lo que quedaba de temporada.

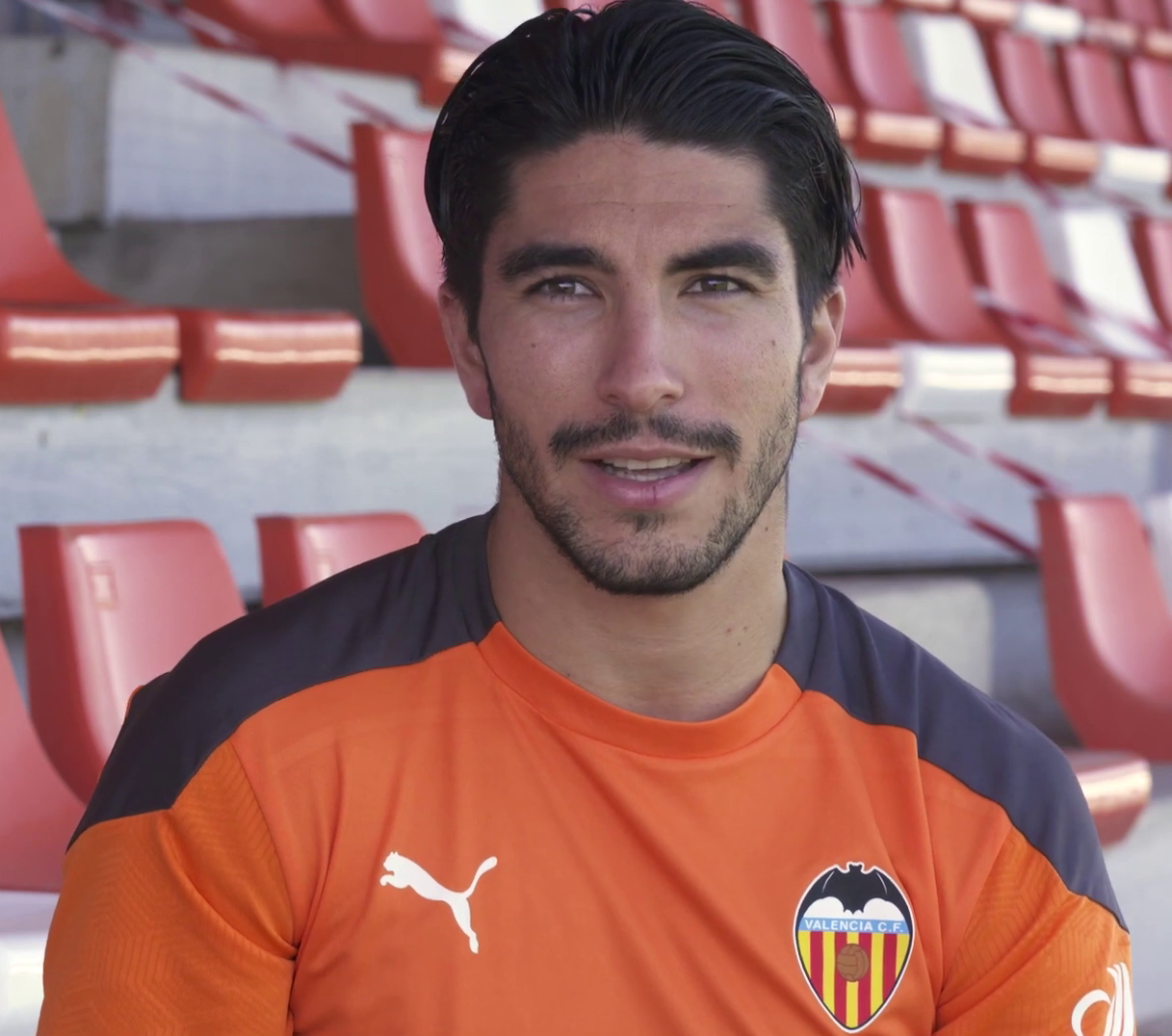
Carlos Soler, máximo goleador del equipo y uno de los capitanes en la temporada 2020-21

Se calmaron las aguas tras superar dos rondas más de Copa y vencer 0-1 al Real Valladolid, pero de nuevo el equipo seguía sin ganar en Liga partidos clave como contra Osasuna, y la vergonzosa imagen mostrada frente al Sevilla en Copa hizo a la afición estallar contra la directiva y contra el técnico por alinear un once titular muy poco competitivo.
La llegada de los futbolistas Cutrone, Ferro y Oliva, en calidad de cedidos sin coste para el club, y las victorias ante el Elche y el Celta calmaron un poco las aguas, pero vergonzosas derrotas ante el Real Madrid y el Getafe hicieron que incluso uno de los capitanes, Gabriel Paulista, llorase ante las cámaras de televisión, al preguntársele por la lucha por evitar el descenso del equipo, y jornadas después el primer capitán, Gayà, declaraba tristemente resignado, tras conseguir un empate 1-1 en un partido trascendental frente al Alavés, que al menos el equipo no había perdido.
Por si no fuera suficiente con el enfrentamiento de Meriton a casi la totalidad del valencianismo y diversos colectivos, el club solicitó una reunión el 2 de marzo de 2021 el club, a dos meses y medio de caducar la ATE del futuro estadio, con el presidente de la Generalidad Valenciana, Ximo Puig. Las semanas previas se filtró que el club presentaría una solución o alternativa para retomar las obras del estadio, pero el presidente Anil Murthy se presentó con las manos vacías, solo pidiendo un poco más de cariño por parte de las instituciones y deseando que se prorrogue la ATE más allá del 15 de mayo previsto. Esto indignó enormemente tanto a la afición como a las autoridades, y el presidente Ximo Puig declaró que Meriton ya no tenía ninguna credibilidad de cara a la sociedad valenciana, a lo que Anil Murthy respondió que lamentaba las críticas y que solo pedía ayuda a las instituciones para solucionar el tema del estadio, aunque aprovechó para criticar la gestión de la pandemia por parte de la Generalidad Valenciana, a lo que Puig contestó que la responsabilidad consiste en cumplir los compromisos. Todo esto produjo que lo que debía ser una búsqueda de soluciones se convirtiera en una pequeña guerra entre el club y las instituciones públicas.

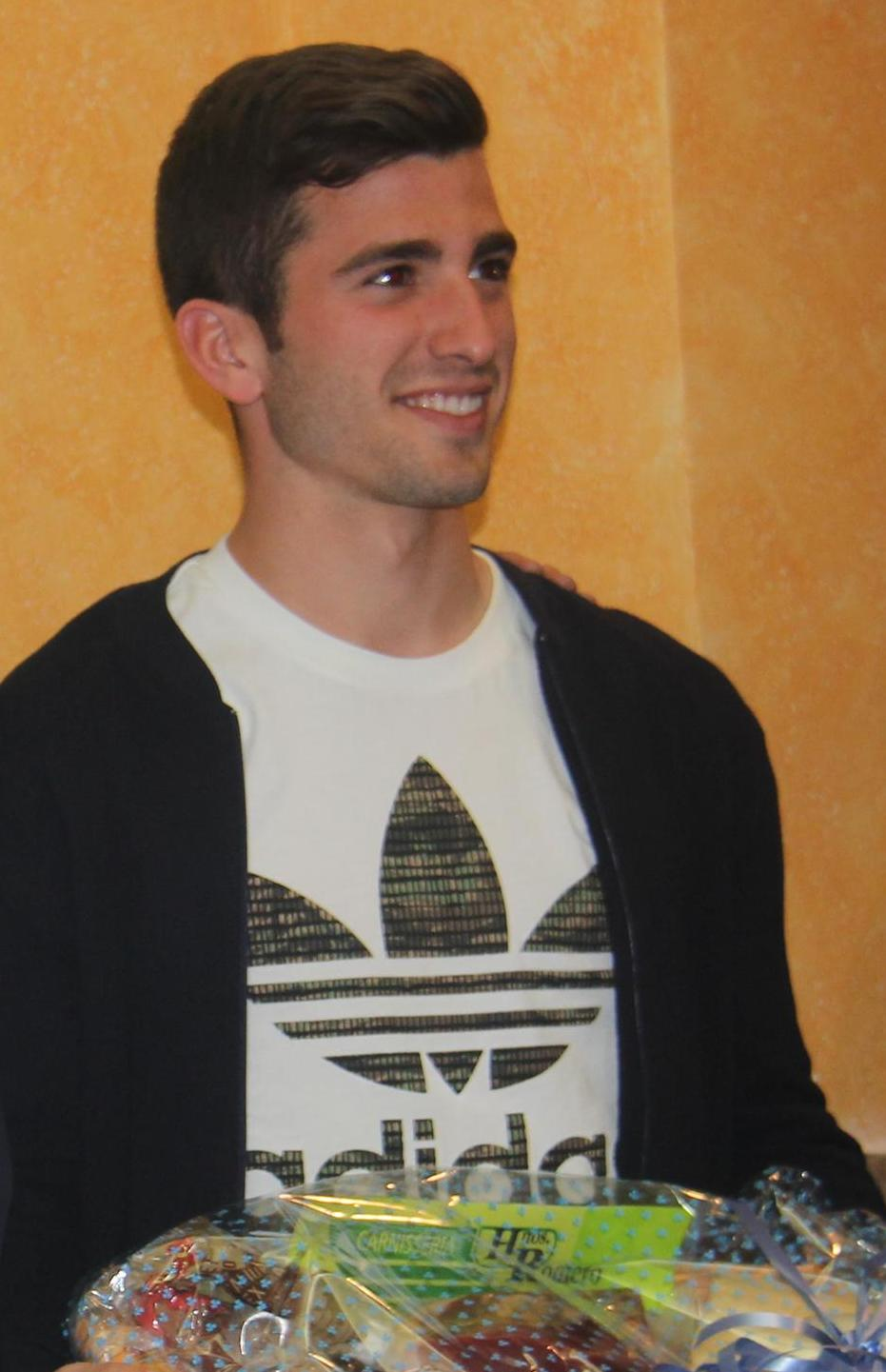
José Luis Gayà, primer capitán del equipo la temporada 2020-21

A mediados de marzo la plataforma opositora De Torino a Mestalla empezó a perder apoyos por discrepancias entre sus miembros. La Curva Nord y Libertad VCF fueron los primeros en abandonar la plataforma, y poco después lo hicieron Ciberche, Últimes Vesprades a Mestalla y más colectivos. En un principio no había ningún problema con Juan Martín Queralt, presidente de la plataforma, pero sí con la directiva de la Agrupación de Peñas Valencianistas, con Fede Sagreras como presidente y además vicepresidente de la plataforma opositora.
Empezaron a surgir rumores sobre empresarios valencianos planificando una oferta de compra de las acciones a Peter Lim, sobre todo una oferta con un fondo de inversión estadounidense, pero no llegó a concretarse por la enorme inversión que suponía y por la negativa de Lim a vender sus acciones. El 1 de marzo de 2021 Tunku Ismail, príncipe de Johor (Malasia), propietario y presidente del Johor Darul Takzim FC y amigo personal de Peter Lim, hizo público en su cuenta personal de Instagram varias publicaciones anticipando su próxima entrada en el Valencia CF, pero semanas después afirmó que no llegó a cerrar el acuerdo con Lim y que este no estaba dispuesto a vender el club.
Las dudas sobre la capacidad y la motivación del técnico Javi Gracia ya eran unánimes y el club seguía sin asegurar su permanencia. Aun así Lim no tomó ninguna medida respecto al técnico, a pesar de que el presidente Murthy ya había negociado con Míchel González. El equipo consiguió amarrar los puntos en Mestalla en partidos como contra el Villarreal y el Granada y ello le dio cierta tranquilidad en la clasificación, luego llegaron varias jornadas sin ganar ante equipos en teoría asequibles como Cádiz, donde tuvo lugar un desagradable incidente racista entre Diakhaby y Juan Cala, Osasuna, y Alavés. Seis jornadas consecutivas sin ganar condujeron al club a tomar la sorprendente decisión de destituir al técnico Javi Gracia, decisión totalmente inesperada al faltar solo 4 jornadas para finalizar la temporada, sin la permanencia asegurada pero con 6 puntos de ventaja sobre el descenso. Era un cambio deseado por muchos desde hacía meses, pero incomprensible a estas alturas de la temporada.
La destitución del técnico no calmó en absoluto a la afición, que ya había convocado una movilización para el sábado 8 de mayo de 2021 en contra de la gestión de Meriton y pidiendo su salida del club. La organización corrió a cargo de los colectivos Libertad VCF y Curva Nord, pero se sumaron muchos más, además de algunos exfutbolistas del club. Tras más de un año sin poder expresarse en Mestalla la afición necesitaba expresar su profunda sensación de rechazo contra los actuales dirigentes, que además no dejaban de añadir más gasolina al fuego con medidas como prohibir a los aficionados comentar las publicaciones del club en redes sociales, o como unas declaraciones de Peter Lim en Financial Times en las que mostraba su nulo afecto por la afición que siete años antes lo había recibido entre aplausos y ovaciones diciendo que "a veces las cosas más pequeñas son las que te dan mayores dolores de cabeza". Estas tristes declaraciones propiciaron la respuesta del expresidente Amadeo Salvo que tras cuatro años sin hablar del club se expresó muy duramente contra Lim afirmando que le engañó a él y a todo el valencianismo. Más de 5000 aficionados se manifestaron desde la Avenida de Aragón hasta la puerta de Mestalla mostrando sentimiento de unión y reclamando que el club es de los aficionados, y a esta protesta se sumaron otras de valencianistas por todas partes del mundo. Al final de la concentración, llena de cánticos, banderas y pancartas, se leyó un manifiesto en el que reclamaban recuperar el Valencia CF para quien sienta el Valencia CF. El club reaccionó con un escueto tuit en el que afirmaba entender el descontento pero también afirmaban seguir intentando mejorar durante muchos años, reafirmando así su intención de no marcharse del club.
La tranquilidad respecto a un posible descenso de categoría llegó con la victoria 3-0 ante el Real Valladolid en el nuevo debut de Voro, tomando las riendas del equipo por séptima vez en su carrera. La salvación matemática llegó en la jornada 36.ª gracias a la derrota del Real Valladolid ante el Villarreal CF. Con el equipo ya salvado, el público volvió a las gradas de Mestalla el 16 de mayo de 2021 ante el Éibar con unos 2600 aficionados que no dudaron en su gran mayoría en protestar contra el máximo accionista durante todo el encuentro. Finalmente el equipo terminó 13.º completando la peor temporada del club en los últimos 32 años.

#### La Bordaleta

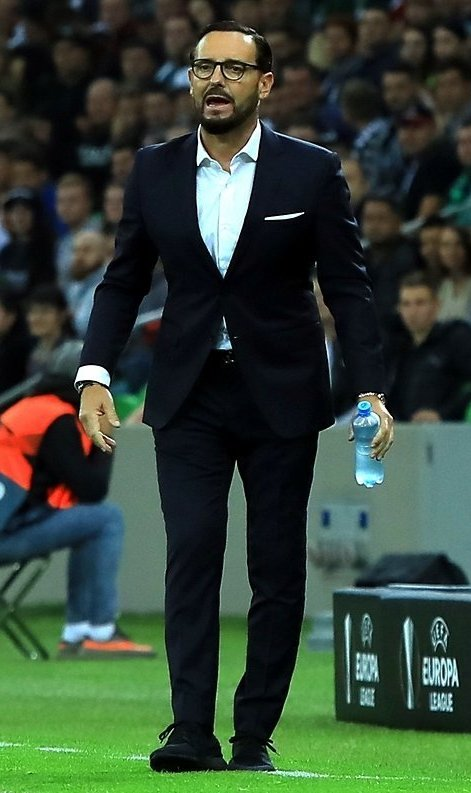
José Bordalás, entrenador del club en la temporada 2021-22

Para la temporada 2021-22 el club logró la contratación de un técnico con mucho carácter y bastante experiencia en el fútbol español, José Bordalás. La planificación deportiva corrió a cargo, un año más, del presidente Anil Murthy y el director de fútbol Miguel Ángel Corona, en constante comunicación con el técnico. El mercado de fichajes fue muy complejo, sobre todo por la falta de liquidez económica, y solo se alcanzaron las cesiones del central paraguayo Omar Alderete (con opción de compra no obligatoria) y la llegada del joven guardameta Mamardashvili para el filial, aunque su gran rendimiento le llevó al primer equipo. El mercado de fichajes cambió su rumbo cuando intervino el fondo de inversión CVC con su inyección económica a los clubes de LaLiga. A partir de ese momento el club pudo hacerse con los servicios de Marcos André por 8,5 millones de euros, Foulquier por 2,5 millones de euros y las cesiones de Hugo Duro y Hélder Costa, ambas con opción de compra no obligatoria. Respecto a las salidas no llegó ninguna oferta importante por los jugadores transferibles y solo cabe destacar la salida con la carta de libertad del canterano Kang In Lee, cuya renovación se había estancado por completo.

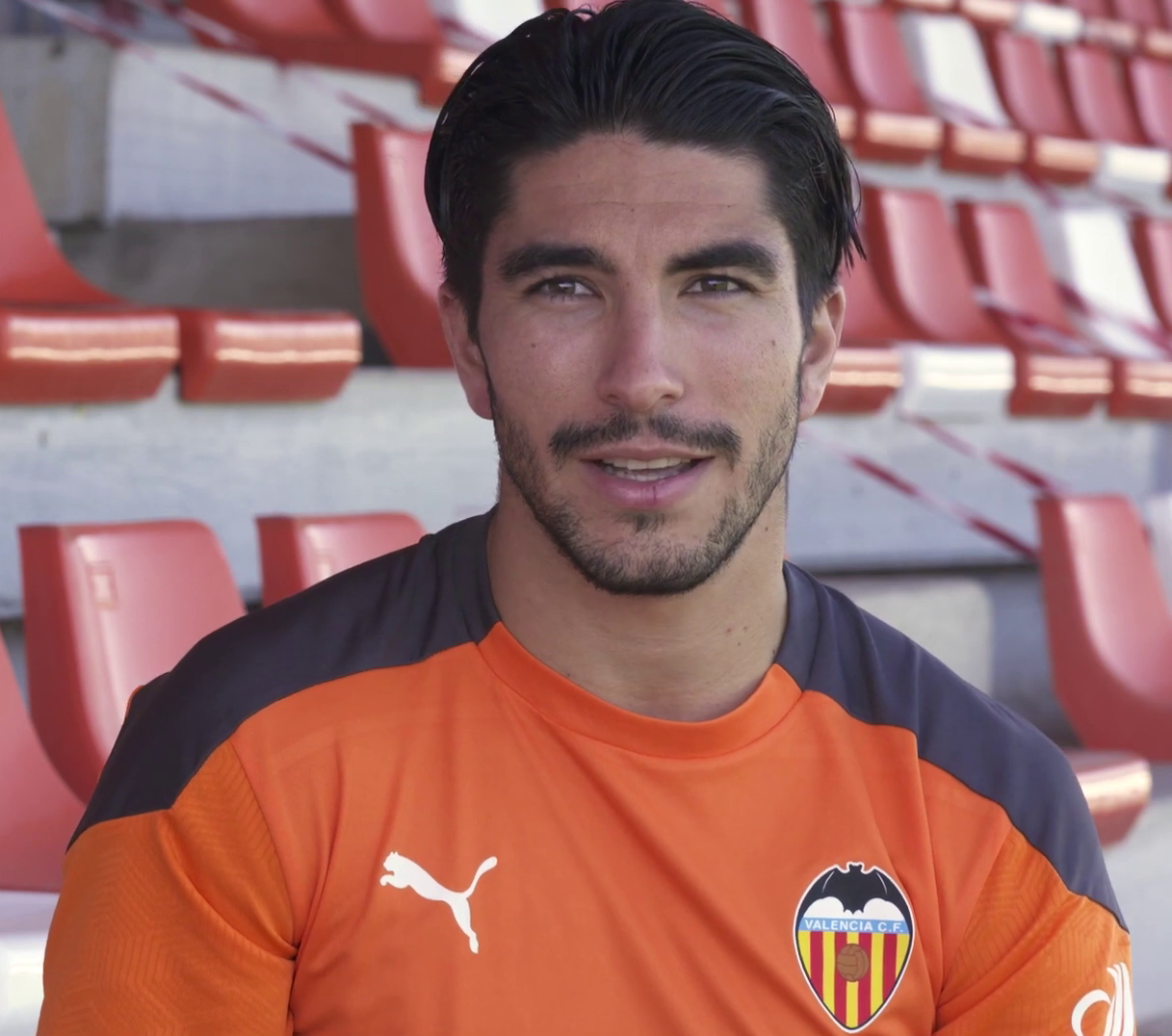
Carlos Soler, capitán del equipo junto con Gayà

La permanencia en el club de dos referentes y capitanes como José Luis Gayà y Carlos Soler, el gran papel de ambos con la selección absoluta, la recuperación de un Gonçalo Guedes enchufado y motivado, y las agradables sorpresas de Mamardashvili y Alderete propiciaron un arranque inmejorable de la temporada con 3 victorias y 1 empate en las cuatro primeras jornadas. Luego el equipo bajó el rendimiento y le costó encadenar victorias, pero también perdía muy pocos partidos por lo que se mantuvo en la zona templada de la clasificación. 
Socialmente el valencianismo seguía en pie de guerra contra el máximo accionista, Peter Lim, por su terrible gestión al frente del club en los últimos siete años. El club se situó el último de la categoría en cuanto a límite salarial permitido por La Liga, una situación financiera delicadísima que metía al club en causa de disolución y obligaba a Meriton a hacer una doble ampliación de capital. El club tuvo que recurrir de nuevo a una empresa de pagarés para afrontar el primer pago de la ficha a sus futbolistas. La situación era insostenible y las protestas prácticamente unánimes. Las plataformas contrarias a la gestión singapurense se concentraron en una multitudinaria manifestaión de protesta el 11 de diciembre de 2021 clamando por la dignidad del club a la que asistieron más de 15.000 personas, y en cada partido en Mestalla gran parte del público mostraba su protesta en el minuto 19 de partido (como guiño a la fecha de fundación del club en el año 1919) alzando carteles amarillos con el lema "Lim Go Home" ("Lim, vete ya") y concentrándose tras los partidos en la entrada principal al estadio para clamar contra el presidente Anil Murthy. Estas protestas propiciaron discusión y división entre el valencianismo al acusarse mutuamente de sendos intereses particulares tanto en que se vaya Meriton como en defender la gestión y la continuidad de Meriton.

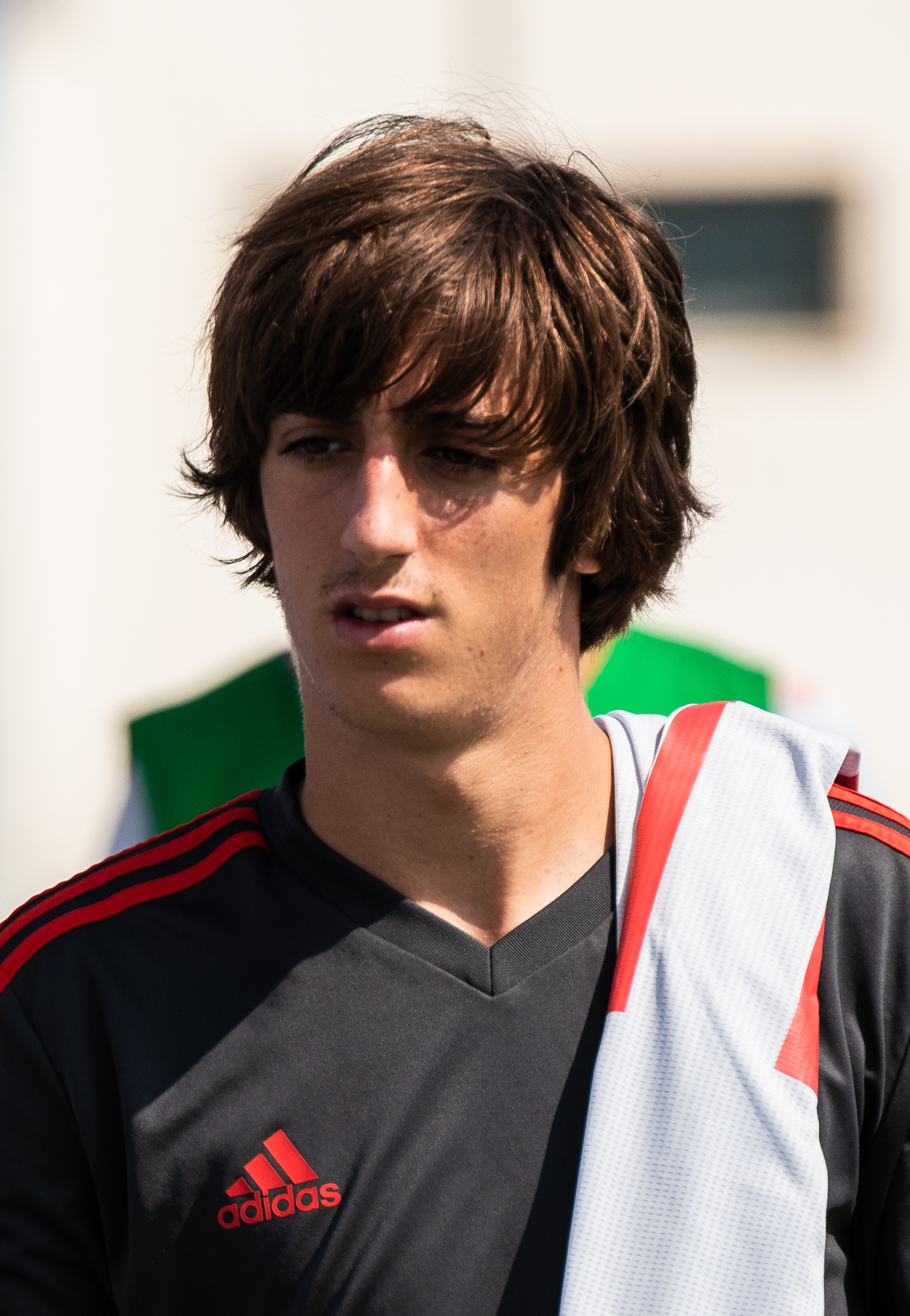
Bryan Gil participó los últimos meses de la temporada en calidad de cedido por el Tottenham

En enero de 2022 el equipo siguió en la zona media de la clasificación pero en la Copa del Rey fue superando eliminatorias ante rivales de menor entidad hasta alcanzar las semifinales. Durante el mercado de invierno tuvo lugar la venta del danés Daniel Wass, futbolista clave en el centro del campo para el técnico, al no querer renovar su contrato que finalizaba en verano y llegar una oferta del Atlético de Madrid. Los graves problemas defensivos (con la fragilidad defensiva unida a las lesiones de Gabriel Paulista y Omar Alderete) y de un centro del campo con excesiva juventud y poca experiencia fueron recordados repetidamente por el técnico a la directiva, pero esta no pudo satisfacer sus deseos. Solo llegaron un central casi gratis, Eray Cömert (que apenas participó durante el resto de la temporada), y dos jóvenes cedidos sin opción de compra: Ilaix Moriba (19 años) y el talentoso Bryan Gil (20 años).
Las semifinales de la Copa del Rey fueron a doble partido frente al Athletic Club dirigido por el extécnico valencianista Marcelino García Toral, por lo que se tomó casi como una batalla del club contra su pasado más reciente. Declaraciones y mensajes entre miembros de uno y otro club propiciaron un tenso ambiente, y a pesar del favoritismo del Athletic el club logró un valioso 1-1 en San Mamés con una gran polémica por un claro penalti no señalado al delantero Hugo Duro. acción que el comité de árbitros reconoció semanas después que sí era penalti. El encuentro de vuelta fue jugado con mucha seriedad por los de José Bordalás y con un público totalmente entregado por la ilusión de volver a vivir una final, y el Valencia pudo imponerse por 1-0 con un golazo de Gonçalo Guedes.

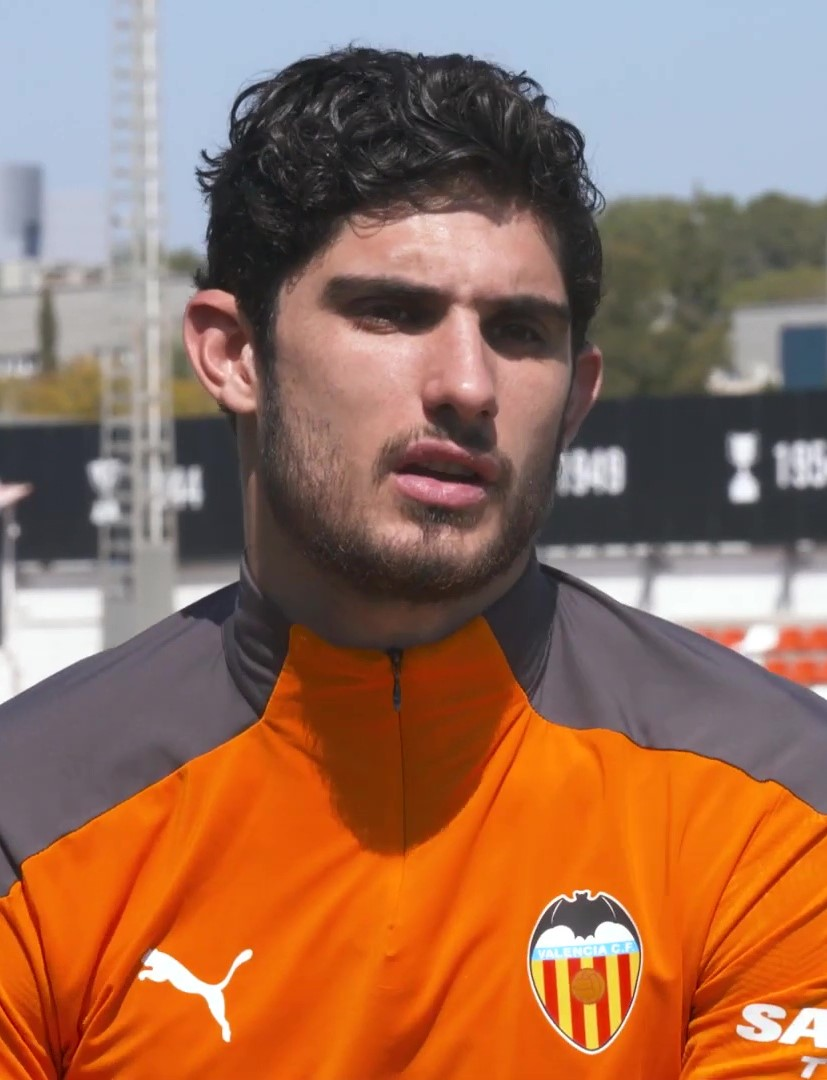
Gonçalo Guedes fue el máximo goleador del equipo en la temporada 2021-22

Enero y febrero fueron meses con resultados muy decepcionantes en el campeonato liguero, sobre todo por las derrotas frente a un Espanyol que todavía no había ganado lejos de su estadio, y frente a un Deportivo Alavés en puestos de descenso. Tampoco fue capaz de plantar cara a equipos de mayor entidad, siendo goleado tanto por Real Madrid como por Barcelona. Sin embargo una pequeña racha de tres victorias (Mallorca, Granada y Elche) en cuatro partidos permitió al equipo acercarse a los puestos europeos, pero tras un parón por selecciones y con la atención más centrada en los partidos de la Copa el equipo encadenó pésimos resultados como un empate frente al Cádiz. Los siguientes resultados confirmaban lo lejos que el equipo se quedaba de puestos europeos, hasta que llegó la bala de la final de la Copa del Rey frente al Real Betis.
El club se jugaba todo a una carta porque era la posibilidad de conquistar un título y además de clasificarse para la Europa League, lo que supondría un balón de oxígeno para la entidad en términos económicos. Todo dependía de conseguir ganar la final, y se peleó y se plantó cara ante un Real Betis que se adelantó en el marcador gracias a Borja Iglesias, pero una gran jugada minutos después propició el 1-1 de Hugo Duro. Las grandes intervenciones del portero Mamardashvili hicieron posible llegar a la prórroga y a la tanda de penaltis, en la que todos los lanzadores anotaron sus disparos excepto el joven Yunus Musah. Su error hizo posible que poco después Juan Miranda marcase el gol de la victoria para los béticos, que celebraban la tercera Copa del Rey de su historia.
La derrota del equipo en la final de Copa hacía volver de golpe a la cruda realidad de estar una temporada más sin participar en ninguna competición europea y teniendo que hacer ventas importantes de jugadores para cuadrar el limitado presupuesto para la siguiente campaña. 
La paciencia de la afición se agotó ante una nueva temporada sin competición europea, ante la necesidad de debilitar aún más la plantilla y ante la poca profesionalidad y seriedad de la directiva del club encabezada por el presidente Anil Murthy, que incluso se desplazó a Barcelona para negociar las ventas de los capitanes y canteranos Gayà y Carlos Soler al club catalán. Multitud de colectivos valencianistas, encabezados por la asociación Libertad VCF y la Agrupación de Peñas Valencianistas, promovieron una protesta para la última jornada del campeonato que consistía en que la gente no entrase a Mestalla para asistir al intrascendente partido frente al Celta y que en cambio se quedase fuera del estadio protestando contra los directivos de Peter Lim.
A esta protesta se sumaron otras iniciativas como la colocación de una valla publicitaria con el lema "LIM OUT" en los exteriores de la Ciudad Deportiva de Paterna, donde entrenan los jugadores del equipo, y además el diario Superdeporte desveló unas grabaciones del presidente Anil Murthy durante una comida con empresarios donde dejaba clara la nula autocrítica y la escasa ambición por mejorar la situación del club y del equipo, además de evidenciar la idea de llevar ante los tribunales al gobierno valenciano si este no mantiene los privilegios territoriales al club respecto a las parcelas del estadio de Mestalla. Esto último propició que el presidente valenciano Ximo Puig y toda la clase política valenciana rompieran cualquier tipo de reunión o relación con Anil Murthy. Por otro lado el presidente también admitió haber amenazado al capitán Carlos Soler con no marcharse gratis en el siguiente mercado de invierno o le echaría a toda la prensa encima.
Estas frases de Anil Murthy aumentaron el enfado y la indignación de la gente, por lo que la protesta del 21 de mayo de 2022 fue todo un éxito al haber muchísima más gente en los exteriores del estadio protestando durante los 90' que dentro del estadio presenciando el último partido de Liga frente al Celta. Solo unos 5.000 espectadores presenciaron el encuentro, tras una intensa campaña de Meriton regalando entradas para evitar la imagen del estadio casi vacío. La manifestación fue en tono de protesta y reivindicación para que Peter Lim venda sus acciones y se marche del club, pero totalmente pacífica y sin incidentes reseñables, y llegando a tener repercusión mediática nacional e internacional. Una de las primeras consecuencias fue que ninguna empresa quiso ligar su imagen a la de Anil Murthy y a los gestores del club, por lo que hubo que suspender la noche solidaria que la Fundación del club estaba organizando, pese a que las donaciones se mantuvieron.
El presidente Anil Murthy viajó a Singapur para encontrarse con Peter Lim y fue inmediatamente destituido como presidente y como empleado del club a finales del mes de mayo, y pocos días después el club comunicó a José Bordalás su destitución pese a que tenía un año más de contrato, para empezar una nueva etapa, otra más, con un técnico del entorno de Jorge Mendes.

#### La etapa Gattuso

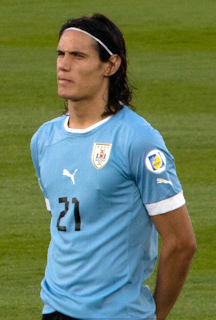
Edinson Cavani, fichaje estrella de la temporada 2022-23

Al frente de las decisiones del club pasó a estar de manera provisional Sean Bai, pero Peter Lim y Jorge Mendes tenían decidido dar un giro al club, así que a principios de junio de 2022 se hizo oficial el despido del técnico José Bordalás y pocos días después la llegada del italiano Gennaro Gattuso, técnico de total confianza para Jorge Mendes. En agosto Layhoon Chan, que regresó a Valencia para intentar solucionar (sin éxito) el bloqueo para la construcción del futuro estadio, fue nombrada de nuevo presidenta del club.
Era todo un reto sacar a futbolistas con un gran peso en el Fair Play Financiero de LaLiga y tratar de hacer incorporaciones. La dirección deportiva siguió por tanto con la ayuda de Jorge Mendes al frente, que logró traspasar a Guedes y Maxi Gómez, y ante la negativa a renovar su contrato negoció también la del canterano Carlos Soler al PSG. Otra salida importante fue la del portero Cillessen. La llegada más llamativa fue la del delantero uruguayo Edinson Cavani a sus 35 años de edad firmando por dos temporadas. La presencia de Gattuso fue clave para la llegada del internacional uruguayo, así como para la llegada de Samu Castillejo. También llegó al equipo André Almeida por 8 millones de euros, la incorporación más cara del club en este mercado de fichajes, que se sumó a los fichajes en propiedad de Hugo Duro y del portero Mamardashvili. A estas incorporaciones hubo que sumar las cesiones de Samuel Lino, Nico González, Ilaix Moriba (que repite cesión), Cenk Özkacar y Justin Kluivert.
Con un equipo bastante renovado, con un estilo de juego completamente distinto y sin dos piezas claves los años anteriores como Guedes y Soler, era toda una incógnita el rendimiento que podría dar una plantilla tan joven, contando como único veterano a Cavani (35 años), y solo dos jugadores más superando los 30 años a inicio del campeonato (Jaume Doménech y Gabriel Paulista). El delantero uruguayo en cuanto estuvo disponible se convirtió rápidamente en el máximo goleador del equipo, pero el equipo, aunque aguerrido y luchador gracias al nuevo sistema del técnico Gattuso, no tenía mimbres en el centro el campo ni en el banquillo para afrontar con garantías el torneo de la regularidad. 
En las primeras 14 jornadas antes de detener el campeonato por la disputa del Mundial de Catar el equipo había conseguido solo 5 victorias, 4 empates y 5 derrotas, estando clasificado en el puesto 10.º. Tras la reanudación del campeonato el equipo evidenció más aún sus carencias, sobre todo en las piezas del centro del campo y en su corta edad, a lo que se sumó la lesión de Nico González. Encadenó 3 derrotas y 1 empate en 4 jornadas de Liga frente a equipos que luchaban por evitar el descenso, dio una buena imagen en la Supercopa de España pero cayó de forma estrepitosa en Copa del Rey en Mestalla frente a un Athletic Club que podría haber goleado perfectamente, pese a que la afición valencianista animó y recibió al equipo en volandas para tratar de superar la eliminatoria. 
El equipo necesitaba urgentemente refuerzos en el mercado de invierno, ya fuese en forma de fichajes o de cesiones. Era algo que el entrenador Gattuso tenía claro, pero en cambio el director técnico Miguel Ángel Corona (hombre fuerte de Meriton Holdings) no veía urgencias para reforzar la plantilla ni con la falta de efectivos en el centro del campo con la lesión de Nico González y la alarmante bajada de rendimiento de Hugo Guillamón tras su presencia mundialista. Al técnico italiano le habían prometido mínimo un par de refuerzos pero finalmente pasó todo el mes de enero con el equipo sufriendo cada vez más y no llegó ninguna incorporación al no tener la aprobación de Peter Lim. Esta situación condujo a Gattuso a presentar su dimisión el 30 de enero de 2023. Dejó al equipo en el puesto 14.º y con solo 5 victorias en 18 jornadas. El equipo iba cuesta abajo, y como solución de emergencia el club impuso a Voro como técnico en su octava etapa dirigiendo al primer equipo, cargo que él ya no deseaba asumir pero lo tuvo que aceptar.

#### En busca de la salvación
El director de organización Voro tomó las riendas del equipo en su octava etapa al frente de la primera plantilla, cargo que desde el primer momento aceptó pero no transmitía tener la capacidad ni la confianza para afrontar con garantías toda la segunda vuelta que quedaba por delante. Tras la nula reacción del equipo, tres derrotas consecutivas que hicieron caer al equipo a los puestos de descenso y una multitudinaria protesta el 11 de febrero de 2023 en los prolegómenos de un partido contra el Athletic, encabezada por la asociación Libertad VCF, el director corporativo, Javier Solís, y el director técnico, Miguel Ángel Corona, viajaron a Singapur para reunirse con Peter Lim y valorar la posibilidad de no seguir con Voro e incorporar un nuevo técnico que salve la situación.

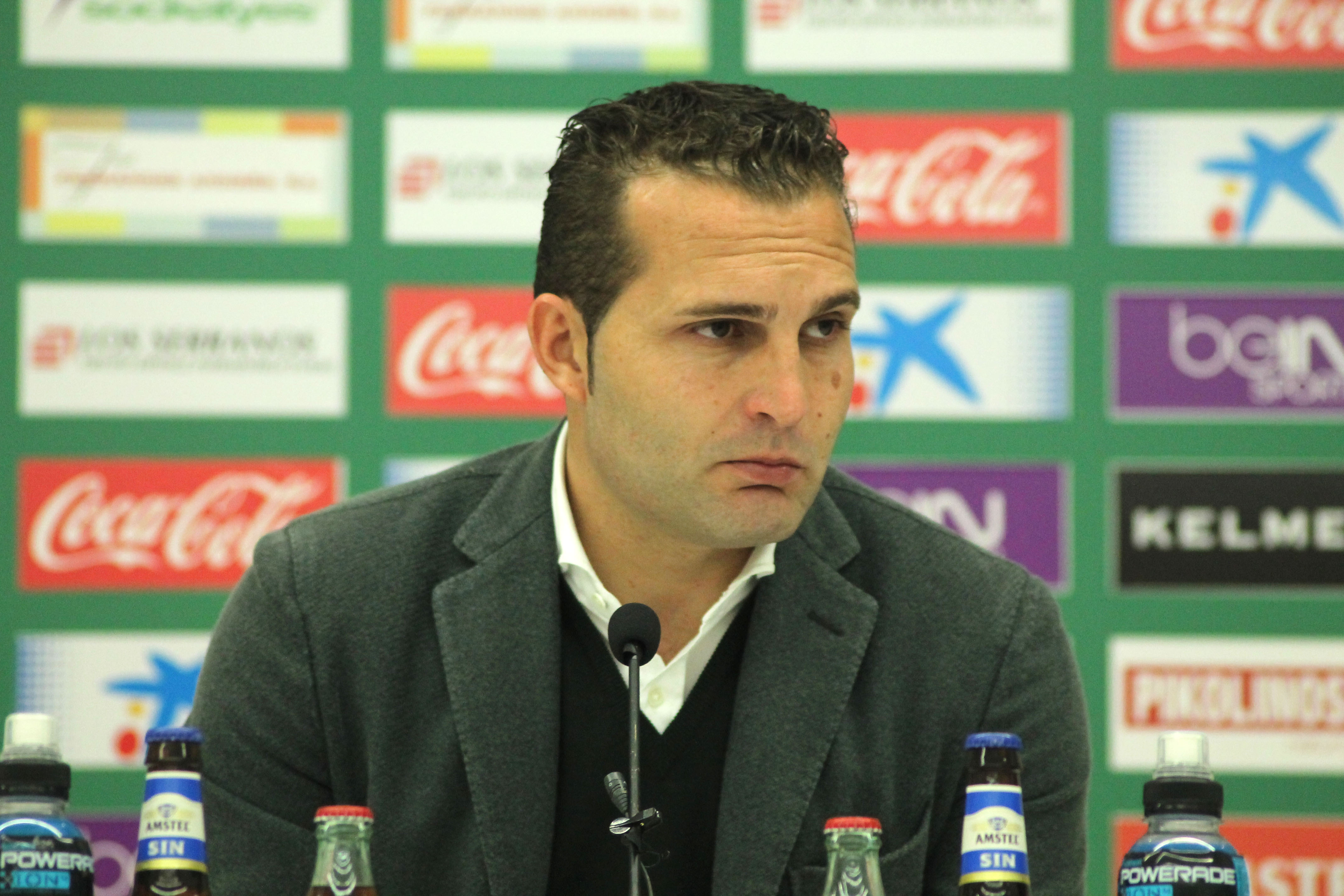
Rubén Baraja fue contratado en el mes de febrero para tratar de evitar el descenso del equipo.

El escogido finalmente fue la leyenda del club Rubén Baraja, que tendría como asistente a otra leyenda del club como Carlos Marchena, exfutbolistas que en su etapa como jugadores compartieron vestuario, tuvieron numerosos éxitos deportivos y también salvaron al club del descenso en 2008. Con esta contratación el técnico vallisoletano debutaba como técnico en la máxima categoría el 20 de febrero de 2023 en el Coliseum Alfonso Pérez frente al Getafe, penúltimo de la clasificación y que consiguió ganar 1-0 al Valencia y adelantarle en la clasificación, cayendo el equipo valencianista hasta el 19.º puesto.
La afición tras este partido ya empezó a asumir que el descenso era más que probable, algo negativo e histórico para el club puesto que solamente sufrió un descenso en la temporada 1985-86. Las medidas para protestar no cesaron mientras los aficionados discutían en redes sociales sobre si seguir o no seguir las protestas lideradas por la asociación Libertad VCF. Las acusaciones infundadas sobre intereses ocultos y la división propiciada desde gente afín a Meriton Holdings hizo que la unión no fuese posible al unísono. Hubo gestos desde el club que no ayudaban nada a calmar las aguas, como el de Peter Lim apareciendo en las redes sociales de su hija (Kim Lim) brindando con un vino casualmente cosecha de 1986, el año del único descenso del equipo a la Segunda División, justo tras colocarse el equipo penúltimo en la clasificación.
Por si no bastara con el pobre rendimiento del equipo, especialmente en ataque tras la lesión de Cavani, los errores arbitrales y el discutido uso del VAR propiciaron que el equipo perdiese numerosos puntos. La gota que colmó el vaso fue el claro penalti no señalado en el Spotify Camp Nou sobre Fran Pérez, que ni siquiera lo revisó el árbitro Javier Alberola Rojas desde el terreno de juego ni Santiago Jaime Latre desde la sala VAR. El equipo cayó 1-0 y estando penúltimo clasificado cualquier punto suponía un balón de oxígeno. Sorprendió la nula reacción del club en defensa de sus intereses, tal vez por temor a una sanción ejemplar, como la ocurrida al principio del campeonato a Gayà por unas quejas arbitrales la temporada anterior, o por asumir que los arbitrajes iban a estar en contra debido a la demanda interpuesta por el club contra la RFEF de Luis Rubiales por el injusto reparto económico en la disputa de la Supercopa de España 2020.
Dos victorias ante Real Sociedad y Osasuna hicieron posible creer en la salvación del equipo, pero insuficientes para salir de los puestos de descenso, especialmente tras no vencer en Mestalla al Rayo Vallecano y tras caer 2-1 ante un rival directo como el Almería y 0-2 frente al Sevilla, con otra gran polémica arbitral por no señalar Carlos del Cerro Grande penalti en una clara mano dentro del área que fue interpretada como mano en posición natural a pesar de estar separada del cuerpo.

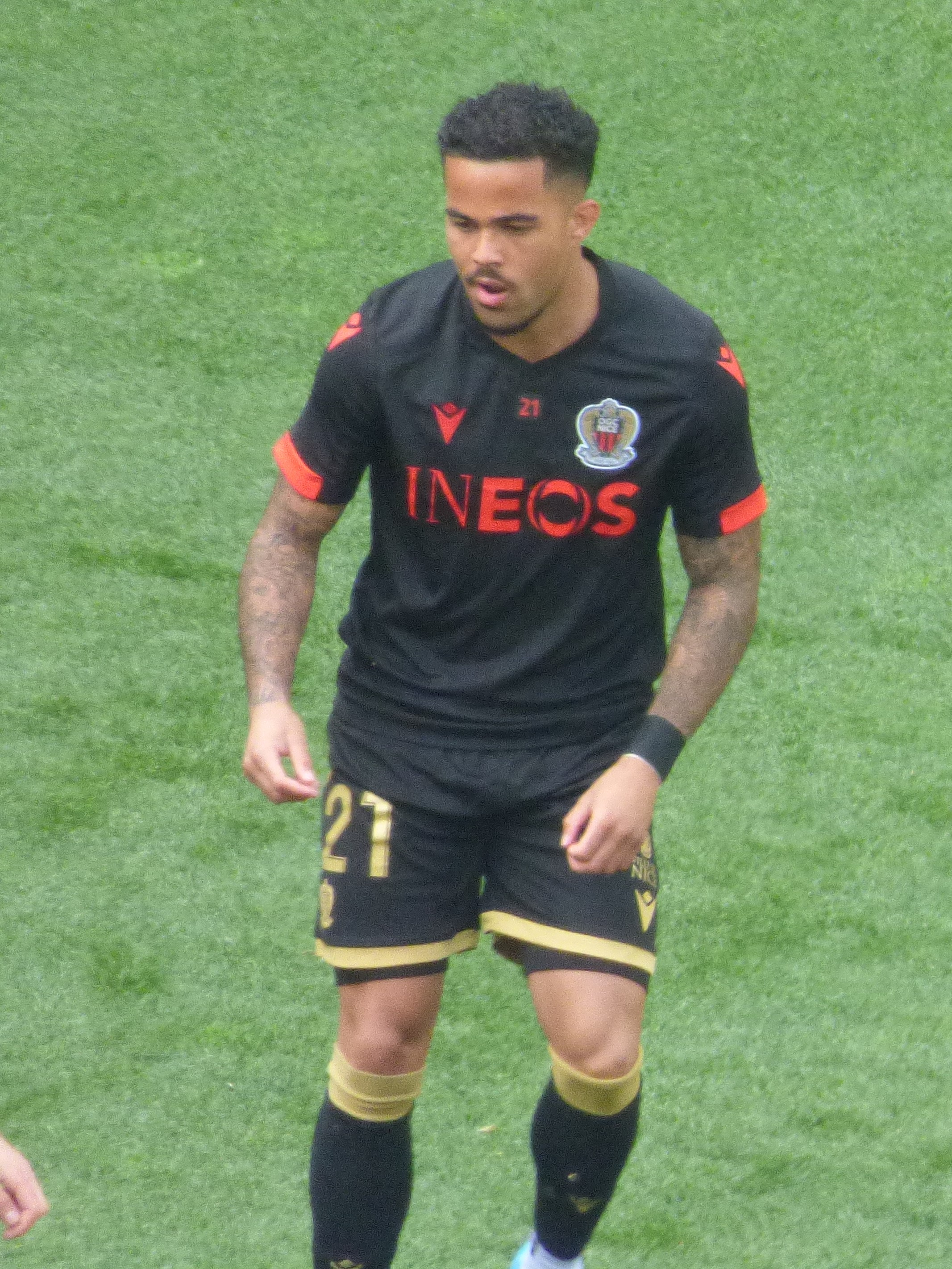
Justin Kluivert fue uno de los delanteros clave en la salvación del equipo.

Dos victorias consecutivas frente al colista Elche y el Valladolid, con un gran gol del canterano Javi Guerra en el descuento que suponía un rayo de esperanza para el equipo, dieron oxígeno al equipo para creer en la salvación, pero una nueva derrota ante un rival directo como el Cádiz fue un muy duro golpe. El empate 1-1 frente al Villarreal volvió a dar algo de oxígeno, pero la victoria 1-2 en Balaídos frente al Celta, con gol de nuevo de otro canterano como Alberto Marí, hizo al equipo ascender hasta el 14.º puesto.
Otra inesperada victoria fue 1-0 en Mestalla frente a un Real Madrid recién eliminado con dureza en las semifinales de la Liga de Campeones, y de nuevo con gol de otro canterano como Diego López. Esta victoria hizo al equipo alcanzar los 40 puntos que virtualmente garantizaban la permanencia del equipo en la máxima categoría del fútbol español a falta de tres jornadas por delante. Este encuentro fue el que conmemoró el centenario del Estadio de Mestalla, pero por desgracia el protagonismo del partido se lo llevó el brasileño Vinícius Júnior que, al escuchar un insulto racista desde una parte de la grada, detuvo el partido y señaló al culpable, que posteriormente fue identificado y expulsado de por vida de Mestalla junto a otros dos aficionados más. También fue expulsado posteriormente el brasileño por iniciar una tangana con jugadores valencianistas en la que acabó propiciando un puñetazo a Hugo Duro, pero mediáticamente dio inicio un triste capítulo en el que él surgía como víctima de múltiples insultos, sin recordar su actitud irrespetuosa y provocadora con los rivales y las aficiones en todos los estadios, como por ejemplo en Mestalla se burló varias veces de la grada deseando el descenso de categoría del Valencia CF.
Una derrota en Mallorca (1-0) devolvió el miedo al valencianismo y convirtió en una final el partido de la penúltima jornada frente al Espanyol en Mestalla. Los catalanes necesitaban la victoria porque cualquier otro resultado les enviaba a la Segunda División, y el Valencia necesitaba la victoria para lograr la permanencia matemática. Se adelantó el Valencia gracias de nuevo al canterano Diego López, uno de los salvadores del equipo en la recta final de la temporada, pero después los pericos remontaron y se pusieron por delante 1-2. El temor por el descenso impregnó toda la grada que no podía creer lo que estaba viendo, ya que incluso el árbitro se equivocó anulando otro gol al Espanyol. De terminar así el partido el Valencia tendría que luchar por la permanencia en la última jornada en casa del Betis. Afortunadamente todo cambió cuando en el tiempo añadido el brasileño Samuel Lino recibió un balón y entró sin oposición dentro el área disparando al gol que suponía el empate 2-2 definitivo. Este gol hacía descender matemáticamente al Espanyol y daba casi la permanencia matemática al Valencia.
En la última jornada se despedía Joaquín Sánchez en el Benito Villamarín ante su público y frente al Valencia, donde los béticos no tenían nada en juego y el Valencia necesitaba puntuar porque si caía derrotado y se daban una serie de resultados poco probables (pero posibles) podía aún descender. En el primer minuto se adelantaron los verdiblancos y la preocupación hizo ir a ver el resto de resultados. Por fortuna no hizo falta mirar ninguna combinación de resultados porque en el 71' logró el empate 1-1 uno de los héroes de la salvación, Diego López, que renovó su contrato ya con el primer equipo valencianista, igual que a Javi Guerra.
Tras el partido finalizaba el equipo en la posición 16.º, salvado del descenso, y con Rubén Baraja y Carlos Marchena terminando su vinculación con el club. Satisfechos por el objetivo alcanzado y esperando que no se vuelvan a cometer los mismos errores por el club de cara al futuro.

#### La quinta del Pipo
La temporada 2023-24 arrancó con la renovación de Rubén Baraja como técnico, esta vez con Chema Sanz como asistente. La intención inicial era la de no cometer los mismos errores que llevaron al club a sufrir por mantener la categoría, pero en cambio Meriton, en vez de corregir errores, ascendió a Miguel Ángel Corona al cargo de director deportivo, pero sin darle luz verde para reforzar el equipo. El traspaso que dio oxígeno económico al club fue la venta de Yunus Musah al Milán por 20 millones de euros. así como las salidas de Cavani, Lino, Kluivert, Nico, Moriba, Lato, Racic, Mascos André, Cömert y Castillejo. Entre los refuerzos llamó la atención la sorprendente operación de firmar al turco Cenk Özkacar por 5 millones de euros, central que no había convencido la anterior campaña ni al técnico ni a la afición. Por la misma cantidad se firmó al centrocampista Pepelu del Levante, traspaso que hizo mucho daño en la afición del club vecino de la ciudad y que dio un gran salto de calidad al centro del campo valencianista. Costó bastante más que Lim aceptase cerrar el económico fichaje de Sergi Canós y la llegada cedido de Selim Amallah. En la última semana de mercado la necesidad de firmar un delantero era realmente alarmante y el favorito para el técnico y el club era Rafa Mir, pero ante la imposibilidad de llegar a un acuerdo con el Sevilla se optó en el último momento por la cesión del ucraniano Yaremchuk.

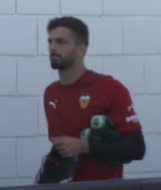
El portero Giorgi Mamardashvili fue fundamental en la suma de puntos del equipo tanto en la temporada 2022-23 como en la 2023-24.

La temporada empezó con serias dudas porque la plantilla era más joven e inexperta, además de bastante descompensada en sus líneas, pero Baraja consiguió un rendimiento inmediato de los jóvenes y en la primera jornada ya logró una victoria a domicilio frente al Sevilla. Con un imperial Giorgi Mamardashvili y un delantero como Hugo Duro en racha se lograron victorias como un 3-0 ante el Atlético, pero Yaremchuk no logró ver portería hasta la 19.ª jornada. Se bajó el ritmo del buen inicio de temporada pero se consiguió no pasar apuros en la clasificación, ya que el puesto más bajo en el que estuvo el equipo fue el puesto 11º durante solo dos jornadas. A mediados de temporada el equipo fue incluso 7º en tres ocasiones y podía por tanto haberse clasificado para competición europea, pero lejos de reforzar al equipo en el mercado de invierno se debilitó aún más la plantilla dando la carta de libertad al veterano central Gabriel Paulista porque su contrato suponía un alto coste para los deseos del máximo accionista y si disputaba unos partidos más renovaba automáticamente, a lo que hay que sumar la gravísima lesión del otro central titular, Diakhaby.
El gran rendimiento del joven central Cristhian Mosquera y de los centrocampistas Pepelu y André Almeida sorprendieron gratamente pero el equipo no logró mantener el ritmo a partir de febrero, así que en las últimas 11 jornadas solo logró 2 victorias, 3 empates y 6 derrotas. Aún así el equipo terminó en un tranquilo 9.º puesto pero con la impotencia entre la afición de no haber peleado por el 7.º puesto que daba acceso a competición europea.

#### Riesgo de descenso
La pretemporada 2024-25 inició con la ampliación del contrato del Pipo Baraja por una temporada más con una mejora salarial y mayor peso en la planificación, fruto del buen trabajo que hizo la temporada anterior con una plantilla tan joven, pero de nuevo Peter Lim no dio luz verde a invertir en reforzar el equipo, incluso teniendo margen de fair play financiero para hacerlo. Se acordó la venta del guardameta Giorgi Mamardashvili al Liverpool por 35 millones de euros pero continuando en calidad de cedido una temporada más en el Valencia. Nada de ese dinero se invirtió en reforzar la plantilla porque solo 1,3 millones gastó la directiva valencianista en traer jugadores al técnico: Dimitrievski, Luis Rioja y Germán Valera en propiedad, y las cesiones de Rafa Mir, Dani Gómez, Enzo Barrenechea, Maximiliano Caufriez y el regreso de César Tárrega. 
El complicado inicio del calendario liguero junto con la enorme juventud de la plantilla, la falta de referentes, de calidad y de liderazgo, unido a frecuentes lesiones y al incidente disciplinario con Rafa Mir propiciaron que la mala dinámica con la que el equipo terminó la temporada anterior se prolongase cayendo derrotado en las tres primeras jornadas, siendo colista y logrando solo un punto en las 5 primeras jornadas, igualando así el peor inicio liguero en la historia del club. La cosa no quedó ahí y tanto el juego como la dinámica fueron muy alarmantes, casi sin anotar goles el equipo tampoco reaccionó cuando el calendario le ofrecía rivales más débiles, llegando incluso a caer derrotado en Mestalla frente al colista Las Palmas que no ganaba un partido desde varios meses atrás, lo que situó a los valencianistas como colistas de la clasificación. Con solo un partido ganado en 11 jornadas hubo que suspender sus dos encuentros siguientes debido a las dramáticas consecuencias de la terrible DANA del 29 de octubre de 2024, que causó enormes daños en la provincia de Valencia y más de 200 fallecidos.

### Goldman Sachs
En noviembre de 2024, con el equipo de Rubén Baraja colista de la clasificación durante varias jornadas, el club de Peter Lim firmó un acuerdo con el grupo estadounidense Goldman Sachs por el que liquidaba las deudas que el club tenía pendientes con CaixaBank (anteriormente Bankia y anteriormente Bancaja), Right Media y Gedesco para disponer de un préstamo de 186 millones de euros, para tomar algo de oxígeno financiero a corto plazo y refinanciar la deuda del club a largo plazo. Esto supondría el inicio de una nueva etapa financiera para la entidad valencianista, que en términos deportivos sufría prácticamente el peor momento de su historia.
El 19 de diciembre de 2024 la presidenta Layhoon Chan, tras una Junta General de Accionistas imposible de realizar debido a las protestas de los accionistas presentes en la misma, anunció que gracias al préstamo de Goldman Sachs el 10 de enero de 2025 se reanudarían las obras del Nou Mestalla tras casi 16 años paradas. En la rueda de prensa tras la junta suspendida, la directora financiera del club, Inma Ibáñez, declaró que en el préstamo económico de Goldman Sachs existía un plan de contención llevadero en caso de un posible descenso de categoría del equipo.
Finalmente las obras del Nou Mestalla se reiniciaron el 10 de enero de 2025, dos días antes del plazo máximo puesto por el Ayuntamiento de Valencia para mantener la licencia de obra y las fichas urbanísticas en vigor, y la intención de los dirigentes de Meriton Holdings era la de trasladarse a este nuevo estadio en verano del año 2027. 

#### El milagro de Corberán
Tras solo 2 victorias en 17 jornadas y con el equipo penúltimo de la clasificación, el 23 de diciembre el club tomó la decisión de destituir a Rubén Baraja como técnico para intentar salvar la dramática situación deportiva. En su lugar fue contratado el joven técnico valenciano Carlos Corberán que se encontraba dirigiendo al West Bromwich Albion, 8º clasificado en la Champioship. Lim permitió que el club abonara los 2,4 millones de euros al club británico para liberar al técnico, y en enero permitió también que el club hiciese incorporaciones como las cesiones de Umar Sadiq, Max Aarons e Iván Jaime, aunque el lateral y el extremo no fueron las primeras opciones deseadas por la dirección deportiva de Miguel Ángel Corona. También fueron clave las salidas de futbolistas llegados en verano como Caufriez, Germán Valera y Dani Gómez.
El técnico debutó el 3 de enero de 2025 dirigiendo en Mestalla el encuentro de Liga aplazado de la 12.ª jornada frente al Real Madrid, ofreciendo una magnífica imagen a pesar de caer 1-2 en el tiempo de descuento por un error individual. El equipo mejoró notablemente su juego y por fin volvió a reencontrarse con las victorias, hasta 7 en las 12 primeras jornadas de la 2.ª vuelta del campeonato (siendo una de ellas la inesperada victoria 1-2 en el Bernabéu) y solo 2 derrotas (ante Barcelona y Atlético), unos números impensables meses atrás. El rendimiento de Hugo Duro, Umar Sadiq, Luis Rioja, Diego López, Javi Guerra, Enzo Barrenechea, Giorgi Mamardashvili, César Tárrega, Cristhian Mosquera y Dimitri Foulquier fueron fundamentales para este cambio de dinámica que permitió el equipo salir de los puestos de descenso en la 27.ª jornada e incluso un mes después pensar en opciones europeas,
A principios de marzo Peter Lim sorprendió a todos al destituir a la presidenta Layhoon Chan, la que era sus ojos en Valencia, y sustituirla por su propio hijo Kiat Lim de 29 años de edad, que no permanecería en la ciudad pero estaría informado en todo momento por Javier Solís, ascendido a director general del club al inspirar plena confianza en Singapur. Las obras del futuro Mestalla avanzaban a buen ritmo y se esperaba la firma de un nuevo crédito por parte de Goldman Sachs.
Finalmente los números del equipo con Carlos Corberán al frente dieron un giro extraordinario, llegando incluso al 10.º puesto de la clasificación en la jornada 35.ª logrando matemáticamente evitar el descenso. Terminó la temporada en un tranquilo 12.º puesto y despidiendo a numerosos futbolistas, como el portero canterano Jaume Doménech tras diez años en el primer equipo.